# Dom des Heiligen Sava

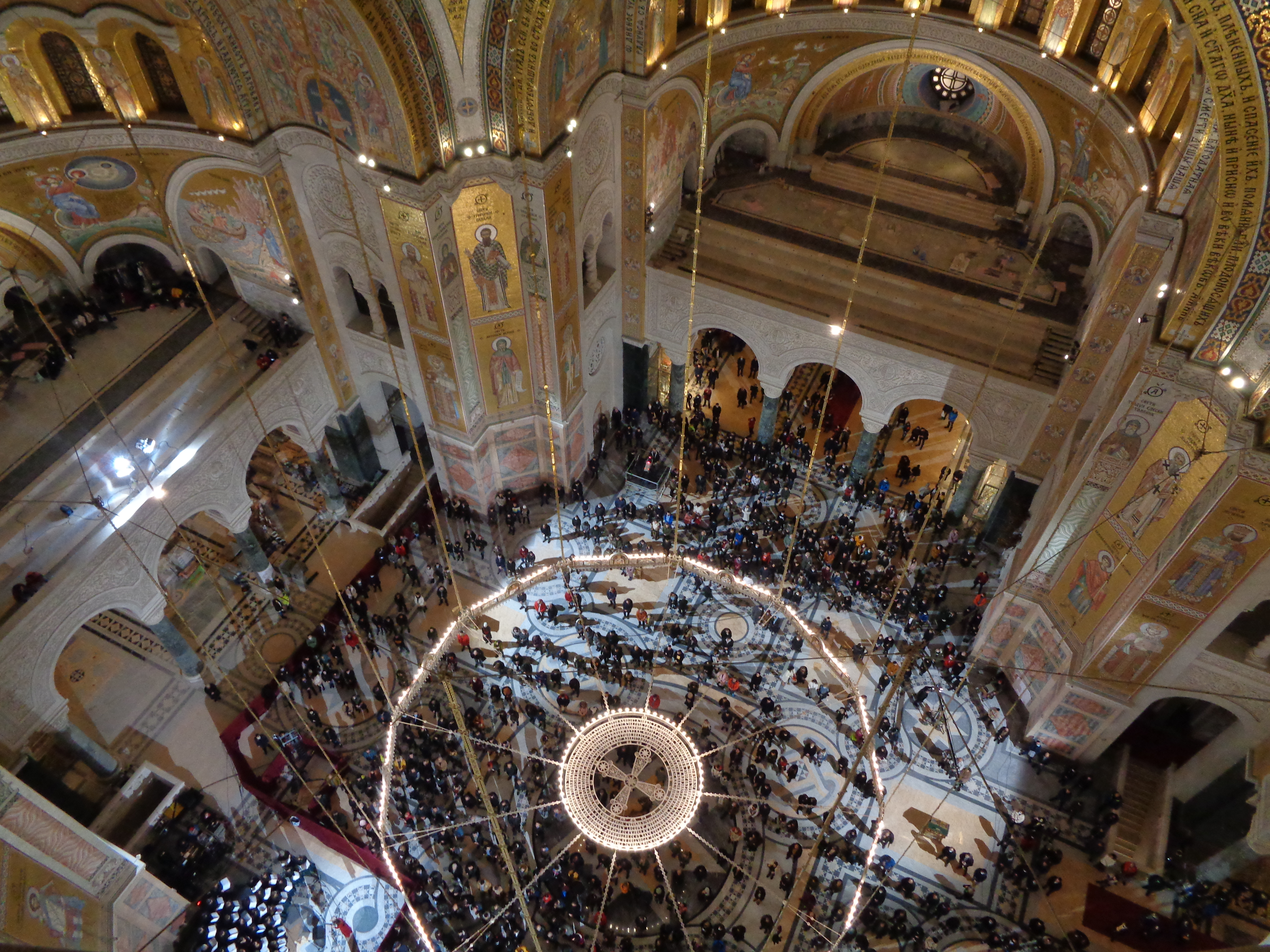
Innenraum des Tempels während der Weihnachtsliturgie, 2021

Der Dom des Heiligen Sava (serbisch Храм светог Саве Hram svetog Save; eigentlich Heiligtum des Heiligen Sava oder Tempel des Heiligen Sava) ist ein im neobyzantinischen Stil gehaltener monumentaler serbisch-orthodoxer Kirchenbau in Belgrad.
Mit einer überbauten Fläche von 4830 m² ist es eines der größten orthodoxen Gotteshäuser der Welt. Mit einem inneren Kuppeldurchmesser von 30,5 m schließt der Dom an die Kuppel im direkten baulichen Vorbild der Hagia Sophia an. Der Dom ist als klassischer Zentralraum mit vier Konchen ausgeführt und dem ersten serbischen Erzbischof und Nationalheiligen Serbiens Hl. Sava (1175–1236) geweiht. Er wurde auf dem im südlichen Belgrader Stadtzentrum gelegenen, weithin sichtbaren Plateau des Vračar, einem 134 Meter hohen Hügel, an der Stelle errichtet, wo Sinan Pascha 1595 die sterblichen Überreste des heiligen Sava, die er vom Kloster Mileševa nach Belgrad hatte bringen lassen, zur Demütigung der Serben öffentlich verbrennen ließ. Die Kirche gehört zur Erzparochie von Belgrad und Karlovci der serbisch-orthodoxen Kirche.
Mit den Arbeiten an der Kirche wurde 1935 nach Entwürfen der Architekten Bogdan Nestorović und Aleksandar Deroko begonnen. Jedoch erst nachdem der zweite Wettbewerb 1926 einen intensiven Diskurs, der das Bauvorhaben von einer ursprünglich national verpflichteten Kirche der Serbisch-Orthodoxen Kirche insbesondere auch aus der utopischen Idee des gesamtjugoslawischen Pantheons im geplanten Mausoleum des Vidovdaner Tempels Ivan Meštrovićs völlig verändert hatten. Der finale Entwurf orientierte sich schließlich am universellen frühchristlichen Symbol der Hagia Sophia am Hauptwerk der byzantinischen Architektur und vertrat als Kompromiss zwischen den multinationalen christlichen Identitäten im Königreich Jugoslawien eine andere Botschaft. Der letzte Widerstand manifestierte sich Januar und Februar 1932 in Stellungnahmen einflussreicher Architekten, Künstler und Autoren und fiel erst, als sich der jugoslawische König Alexander I. interessiert einschaltete. In seiner symbolischen Bedeutung als serbisches Nationalbauwerk sowie seiner angestrebten Monumentalität und Suche nach einer angemessenen architektonischen Stil- und Ausdrucksform reflektierte das Bauvorhaben während der einzelnen, durch historische Umbrüche unterbrochenen Entstehungsphasen die geistigen, künstlerischen und gesellschaftlichen Bewegungen in Jugoslawien. Als meist diskutiertes urbanes Bauprojekt des Staates, dessen Standort sich zwischen sakraler und säkularer Einordnung einer klaren Definition entzieht, ist neben der architektonischen, die symbolische Bedeutungsfunktion des Nationalmonuments ein zentraler Rezeptionspunkt der modernen nationalen Kunst- und Gesellschaftsgeschichte. In ihrer Rückbesinnung auf das imperiale Bauwerk der byzantinischen Reichskirche verkörpert es zudem nicht nur ein architektonisches, sondern auch ein ideologisches Manifest; es war als vermeintlich neues Zentrum der Orthodoxie gedacht, was im Untergang Moskaus und Kapitale des Kommunismus eine besondere Resonanz erhielt.
Die kommunistische Regierung Jugoslawiens vertrat zunächst eine aggressiv antitheistische Ideologie; erst nach der Lockerung eines damit verbundenen Bauverbotes konnte 1985 wieder an dem durch Branko Pešić revisionierten Projekt gearbeitet werden. An der am 12. Mai 1985 in den Grundmauern der Kirche abgehaltenen Liturgie nahmen 100.000 Menschen teil. Dies stellte, indem sich die kommunistische Elite Jugoslawiens von ihrer atheistischen Position zurückzog, einen bedeutenden historischen Wendepunkt dar. Nachdem die halbkreisförmige Kuppel 1989 in spektakulärer Weise durch eine Lift-Slab Anlage vom Boden in ihre vorgesehene Position geschoben wurde, ruhten die Arbeiten in den Bürgerkriegsjahren nach 1991 über ein Jahrzehnt. Die äußere Gestaltung der Kirche war 2004 vollendet. In der Innendekoration sind die zwölf den Zentralraum flankierenden Säulen mit aufwendig gestaltete Kämpferkapitellen im sogenannten „serbisch-byzantinischen Stil“ sowie die Gold-Mosaiken hervorzuheben. Die Kosten der Ausschmückung mit Szenen aus dem Neuen Testament wurde durch den russischen Präsidenten Wladimir Putin mit einer anfänglichen Kostenübernahme von Gazprom Neft 2016 innerhalb der Kuppel getragen. Mit einer Fläche von 1230 m² stellte das von der Russischen Akademie der Künste unter Leitung von Nikolaj Muchin am 13. Dezember 2017 vollendete Kuppelmosaik die Schlussphase der Komplettierung der Kirche und der künstlerischen Gestaltung des Interieurs dar. Zur 2019 erfolgenden 800-Jahr-Feier der Autokephalie der Serbisch-Orthodoxen Kirche soll ein Großteil der Innendekoration vollendet sein, auch hierfür wird die russische Regierung mutmaßlich das Patronat übernehmen. Der Einweihung der Teilvollendung der Mosaiken wohnte der russische Außenminister Sergei Lawrow im Rahmen eines Staatsaktes am 22. Februar 2018 bei.

## Standort

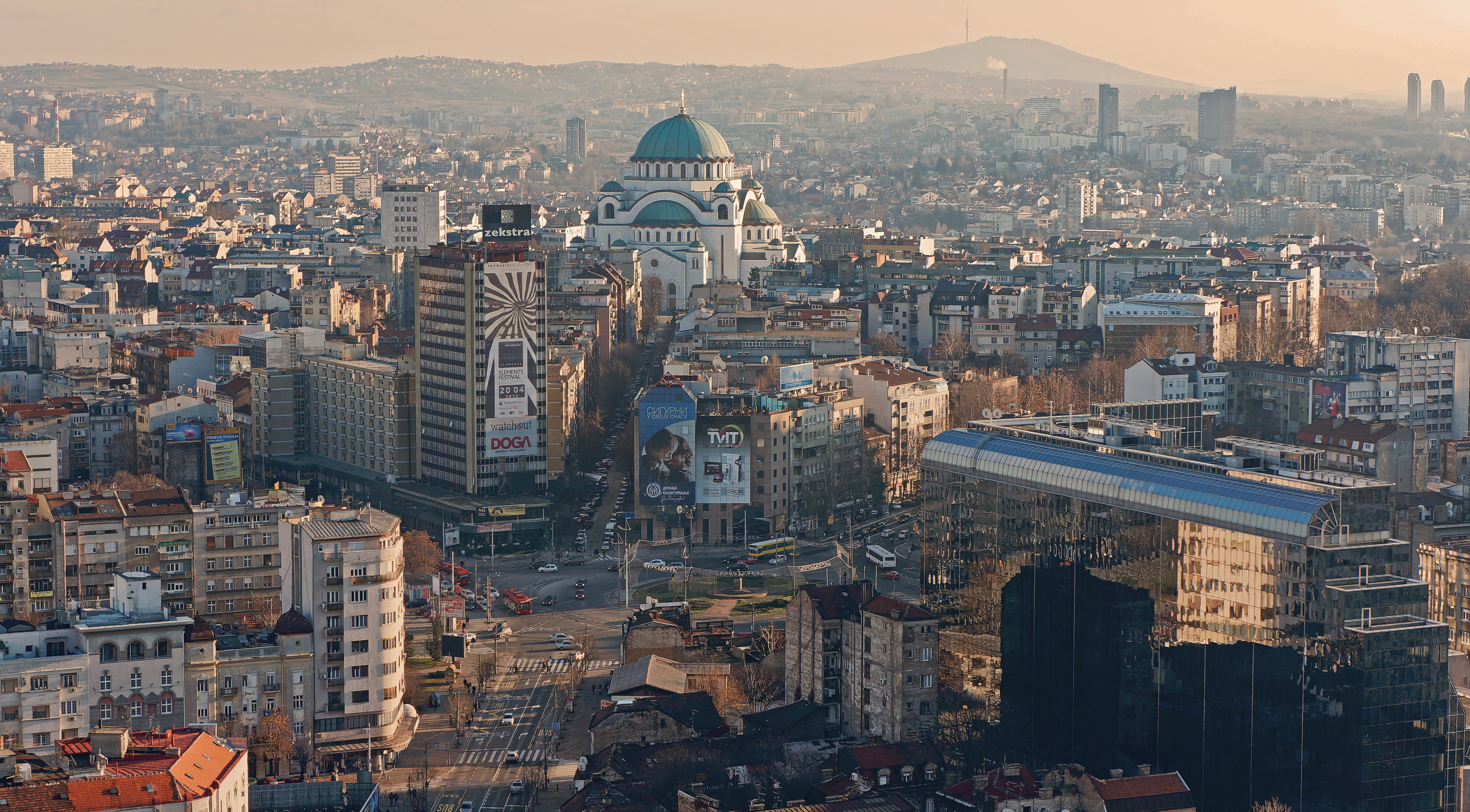
Schrägsicht des östlichen Belgrads von der Beograđanka aus. Der Dom beherrscht das Vračar-Plateau. Im Hintergrund der Avala-Hügel.

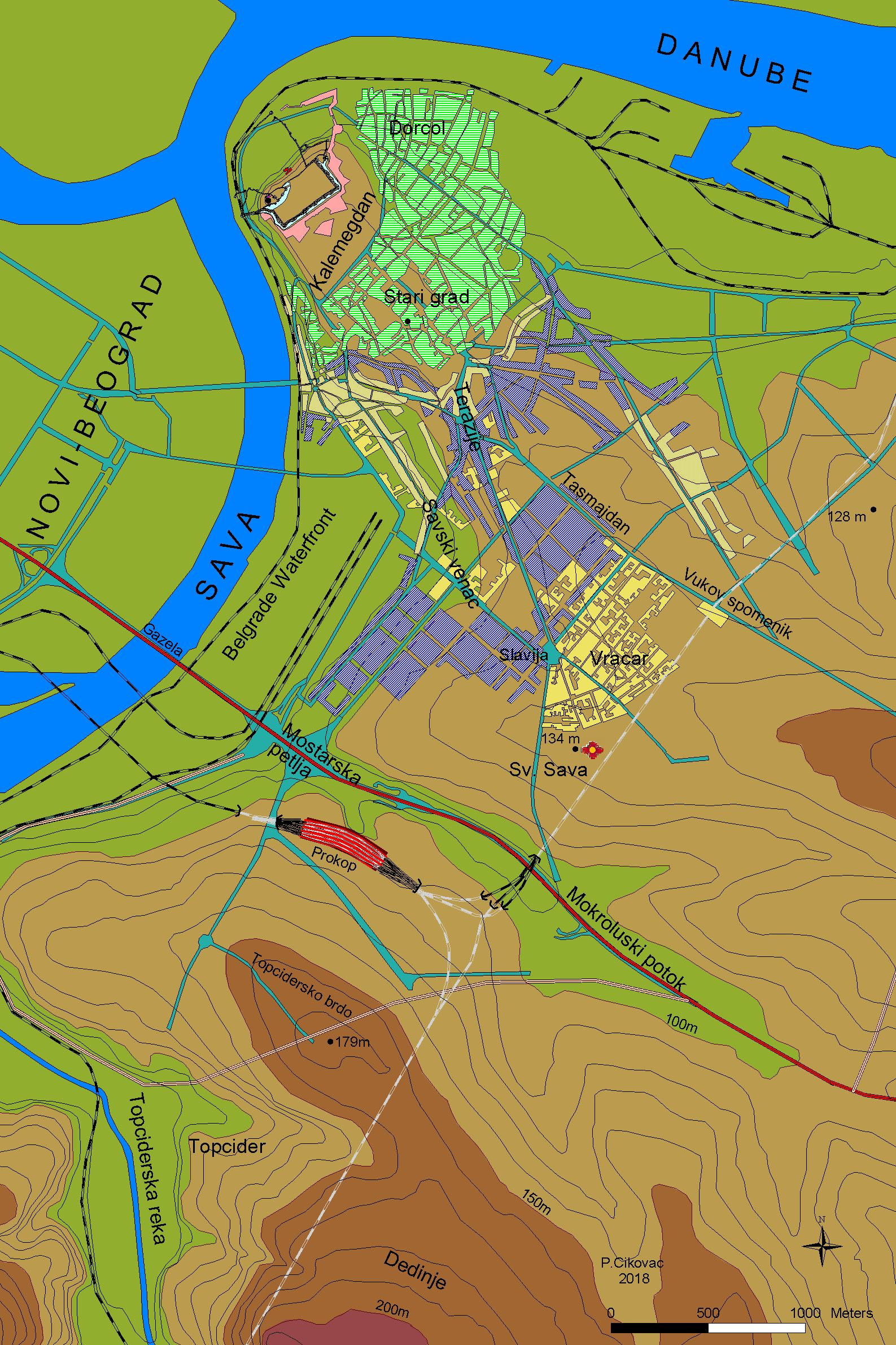
Topographie und Lage der Kirche

Der Bauplatz der Kirche wurde in der Sichtachse der wichtigsten kommerziellen Verkehrsader Belgrads, der Ulica Kralja Milana, zwischen Terazije und vorbei am königlichen Schloss zur Slavija in Verlängerung zum Vračar-Hügel gewählt. Die Kirche war dadurch Endpunkt und Landmarke der von Emilijan Josimović vorgesehenen Allee, die von der ehemaligen Schanze Belgrads zu den Vororten führte. Mit der architektonischen Bestimmung in Form einer Byzantinischen Kreuzkuppelkirche in enger Anlehnung an die Hagia Sophia und gewisse nationale Elemente der mittelalterlichen „serbisch-byzantinischen“ Bautradition war im gewählten Aufriss sowie in der Monumentalität der Kirche Belgrad als Mittelpunkt der Orthodoxie vorgesehen, was den Verlust Moskaus durch die Oktoberrevolution als Zentrum der orthodoxen Christenheit kompensieren sollte.
Die Kirche liegt auf dem westlichen Ausläufer des Vračar-Plateaus in 134 m Höhe etwa 500 m südöstlich der Slavija. Die Elevation, 18 m über Terazije und Knez Mihajlova ulica und 10 m über Tašmajdan mit der Kirche des Heiligen Markus und der Skupština, sowie 63 m über der Sava bestimmte den Dom auf dem markanten Reliefpunkt zu einer weithin sichtbaren Landmarke in der Topographie der Stadt. Das Plateau selbst ist heute nach der Kirche – Svetosavski plato (Plateau des Heiligen Sava) – benannt. Nach Süden fällt es steil zum transversal verlaufenden Einschnitt des Mokroluški potok ab, der auf etwa 90 m Höhe die Leitlinie der Stadtautobahn vorgibt.
Von der Galerie der Kirche, die in 45 m Höhe um die Kuppel verläuft, soll künftig ein Aufzug Besucher zu einem weitläufigen Rundumblick einladen. Auf 179 m Höhe liegt der Ausblick damit auf gleicher Höhe der Sichtachse des südlich über dem Mokroluški potok aufragenden Topčidersko brdos (179 m), der aufgrund der Residentialkomplexe der serbischen Regierung, der Grabstätte des ehemaligen jugoslawischen Präsidenten Josip Broz Tito und des Museums der Geschichte Jugoslawiens einen symbolträchtigen Höhenrücken innerhalb der Stadt bildet. Die Galerie ist aufgrund andauernder Innenarbeiten (Stand 2018) nicht der Öffentlichkeit zugänglich.
Nachdem am 20. Oktober 1976 südwestlich der Grundmauern der Kirche mit der Bohrung der beiden 7,6 m Durchmesser messenden Eisenbahnröhren des Neuen Belgrader Eisenbahnknotens begonnen wurde, ergab sich eine Veränderung an der geplanten Einbautiefe der Krypta. Zwar läuft der Vračar-Tunnel in 44 m Tiefe an der Kirche vorbei. Aber die ursprünglich geplante, in über 20 m Tiefe reichende Krypta konnte schließlich nur noch 7 m tief gebaut werden. Bei der Tunnelbohrung kam es unter dem Dom ebenfalls zu einer längeren Unterbrechung, da die Tunnelbohrmaschinen am Südportal des Tunnels in ausgelaugten Tonmergeln, beziehungsweise grundwassergeprägten Boden steckenblieben.
Neben dem Dom beherbergt der Park des Svetosavski plato auch die Nationalbibliothek Serbiens.

## Baugeschichte

### Idee
Die Idee zum Bau der Gedenkkirche geht direkt auf die 300-Jahr-Feier der Verbrennung der Gebeine des ersten serbischen Erzbischofs, Lehrers und Heiligen Sava von Serbien durch Sinan Pascha im Jahre 1895 zurück. Nach dem Berliner Kongress und der völligen Unabhängigkeit des Königreichs Serbiens vom Osmanischen Reich wuchs innerhalb religiöser Kreise der Wunsch, dem Begründer der serbischen Autokephalie und einer der maßgeblichen Größen der Geistesgeschichte Serbiens ein Denkmal zu errichten. Als Symbol der mittelalterlichen Geschichte Serbiens mit seinem Kaiserreich und seiner kulturellen Blüte, die sich in den vielen bedeutenden serbisch-orthodoxen Klöstern widerspiegelte, hatte insbesondere die Kirche ein großes Interesse an der Errichtung eines dem eigenen Gründungsvater gewidmeten Bauwerks, was in intellektuellen Kreisen schnell und positiv aufgenommen wurde. Dem Heiligen Sava galt überdies im Volk eine kultische Verehrung, die – durch russophile und slawophile Strömungen verstärkt – insbesondere im Wirken des Belgrader Metropoliten Mihailo Ausdruck fand. Der Heilige Sava wurde durch die serbisch-orthodoxe Kirche auch als Symbol der Einheit der in verschiedenen Länder und Territorien lebenden Serben empfunden; sein Kult sollte einer möglichen Vereinigung aller Serben Vorschub leisten.
Während 1895 die Einrichtung eines „Fördervereins zum Bau der Gedenkkirche des Heiligen Sava“ durch den Metropoliten unter Beteiligung bedeutender Bürger Belgrads erfolgte, begann sich auch die Idee einer Gedenkkirche auf dem Vračar-Hügel in Belgrad zu entwickeln. Auf ebendiesem Hügel erfolgte nach zahlreichen hagiographischen Berichten die von Sinan Pascha befohlene Verbrennung der Reliquie Savas. Mythische Überlieferungen und wundersame Erzählungen in der Volksdichtung erhoben den Verbrennungsort im Nachhinein zu einem sakralen und spirituellen Platz. Die Suche nach dem ursprünglichen Ort des Scheiterhaufens wurde in Serbien schon seit 1840 geführt, als der Savindan (27. Januar) als allgemeiner Feiertag im Fürstentum eingeführt wurde. Zudem hatte ein Priester Metropolit Mihailo 1878 mitgeteilt, dass auf dem Vračar 1757 eine Kirche durch die Türken zerstört worden sei, an der angeblich wundersame Dinge geschahen. Obwohl der genaue Ort mangels historischer Quellen nicht mehr auszumachen war, bestimmte Mihailo überwiegend aus praktischen Gründen, dass der Hügel der geeignetste Platz für eine zukünftige Gedenkstätte sei. Selbst das eigentliche Datum des Ereignisses war nicht gesichert: Die Serbische Akademie legte als Datum für das 300-jährige Jubiläum das Jahr 1894 fest, während Mihailo aufgrund des schon verstrichenen Jahres die Feiern für 1895 bestimmte. Dies stimmte mit dem schon früher allgemein überlieferten Datum überein. Die heute historisch gesicherte Datierung der Entwendung der Reliquie aus der Grablege Savas und Krönungskirche der Nemanjiden im Kloster Mileševa 1594 durch Sinan Pascha, dem damaligen Großwesir und wichtigen Heerführer im Osmanischen Reich, und deren demonstrative Verbrennung ist der 27. April 1594. Unmittelbarer Auslöser der als Vergeltung gedachten Aktion war der große serbische Aufstand im Banat zwischen Temeschwar und Pančevo. Von der serbisch-orthodoxen Kirche durch den Patriarchen Jovan (Amtszeit 1592–1614) maßgeblich unterstützt, war er Teil eines allgemeinen serbischen Aufstandes, der auch die Herzegowina und Montenegro ergriffen hatte und dessen militärisches Zentrum während des Langen Habsburgisch-Türkischen Krieges 1593–1607 im Banat lag. Die Reliquie Savas im Kloster Mileševa war zu der Zeit ein wesentliches Identifikationselement für das serbische Nationalbewusstsein. Eine Beschreibung der reichen Grablege des Klosters, der zufolge der Sarkophag Savas „gänzlich mit silbernen Ornamenten und vergoldeten Figuren“ verziert war, gab der venezianische Gesandte an der Hohen Pforte Paolo Contarini während seines Aufenthaltes im Kloster Mileševa im Jahre 1580.
Bis zu diesem Zeitpunkt war der Hügel geläufig als Englezovac bekannt – nach dem schottischen Händler Mackenzie, der den größten Teil davon besaß. Auf Vorschlag einer Gruppe von Bürgern sollte das Toponym daher auch in Savinac umbenannt werden. 1895 wurde hier daraufhin zuerst eine kleine Gedenkkirche errichtet.
Der nächste Schritt erfolgte zu den Feierlichkeiten 1904, als sich die Hundertjahrfeier des Ersten Serbischen Aufstandes jährte und ein Wettbewerb zur Errichtung der zukünftigen großen Gedenkkirche ausgeschrieben wurde.

### Planungsphase 1904–1932

#### Erster Wettbewerb 1904
Nachdem König Aleksandar Obrenović das Projekt auf der Parlamentstagung am 25. Januar 1900 in Niš zu einem Bauvorhaben von nationaler Bedeutung erklärt hatte, erhielt es auch eine politische Konnotation. Die ersten fünf Pläne und Zeichnungen wurden bald danach angefertigt. 1905 wurde in den Srbskim novinama ein Architekturwettbewerb ausgeschrieben. Da die Kommission davon ausging, dass die Kapazitäten für eine fachlich und inhaltlich fundierte Beurteilung der Wettbewerbsbeiträge innerhalb des Königreichs Serbien nicht ausreichen würden, hat man die Skizzen der St. Petersburger Akademie für Schöne Künste in Russland zur Auswertung übersandt. Von den fünf eingereichten Beiträgen wurde allerdings keiner von der Akademie akzeptiert, da sie die Kriterien der Ausschreibung nicht erfüllt hatten. Diese Vorgaben sahen vor, dass die Einreichungen zum Wettbewerb im sogenannten „Serbisch-Byzantinischen Stil“ gestaltet sein sollten und das Gebäude eine Grundfläche von 2000 bis 2500 m² sowie ein Heizungs- und Ventilationssystem aufweisen sollte. Da dies keine der fünf Wettbewerber vollumfänglich berücksichtigt hatte, wurde keines der Projekte, die Erleuchteter, Alpha, Hagia Sophia, Drei Kreise und Omega betitelt waren, empfohlen.
Durch die politische Situation, die bald durch die Balkankriege und den Ausbruch des Ersten Weltkriegs einen militärischen Kontext bekam, ruhten alle weiteren Planungen. In der Zwischenkriegszeit wuchs Belgrad als neue Kapitale des Königreichs Jugoslawien sprunghaft; die Einwohnerzahl stieg von 70.000 (1909) auf 313.000 (1935), Belgrad wurde um die linksseitigen Save-Bezirke vergrößert, prosperierte ökonomisch und erlangte als Hauptstadt eines viel größeren multikonfessionalen und multiethnischen Landes zusätzliche politische Bedeutung. Diese neuen Rahmenbedingungen beeinflussten die Konditionen für eine erneute Ausschreibung. Sie bedingten jedoch auch, dass der Bau der Kirche zu einer delikaten Angelegenheit wurde, da sie nicht mehr nur die serbische Nation, sondern auch den neuen Gesamtstaat repräsentieren sollte.

#### Zweiter Wettbewerb 1926

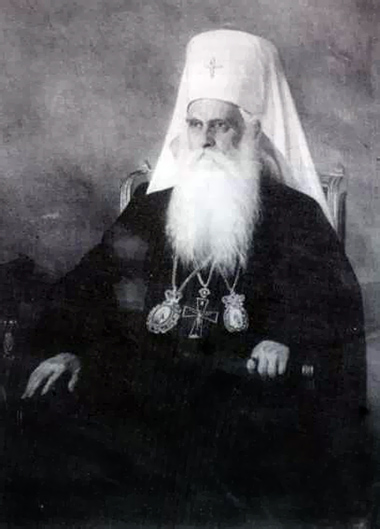
Der serbisch-orthodoxe Patriarch leitete die Kommission für die zweite Ausschreibung zum Wettbewerb

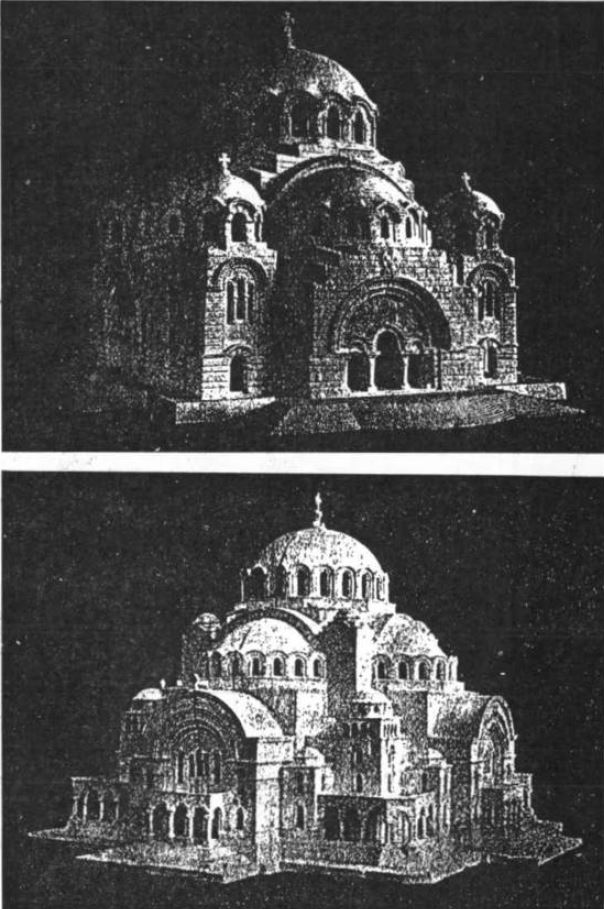
Nestorović und Deroko fertigten jeweils Gipsmodelle an, 1931

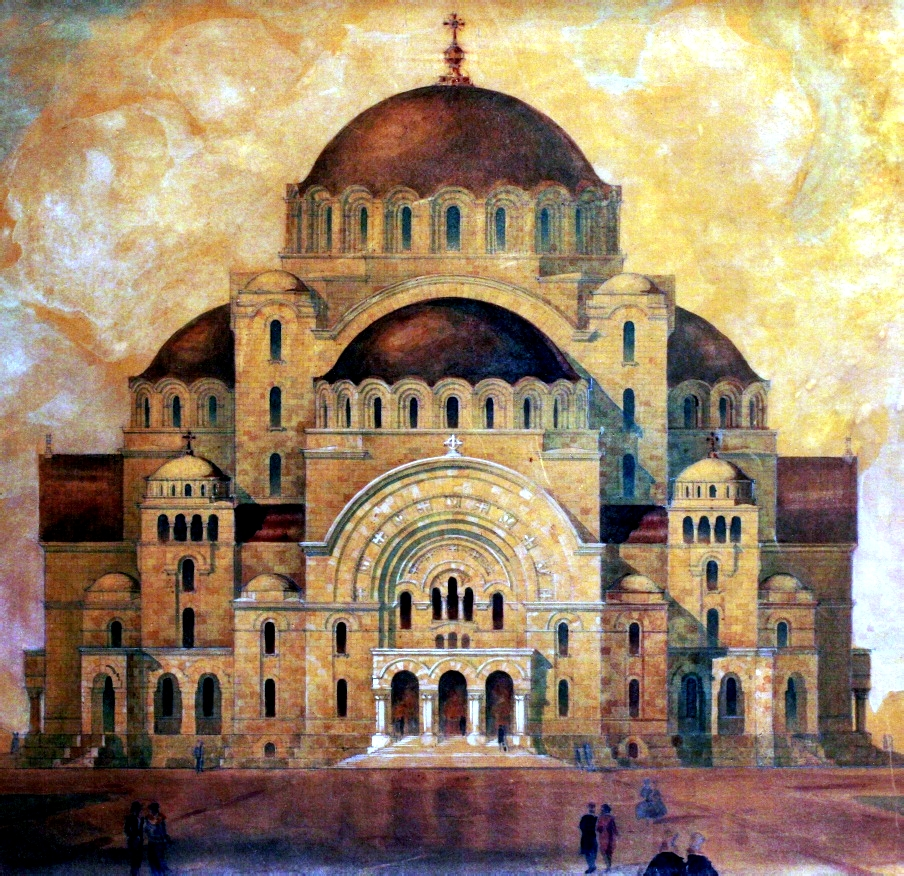
Nestorovićs Studie von 1931, von der Kommission zur weiteren Ausarbeitung empfohlen

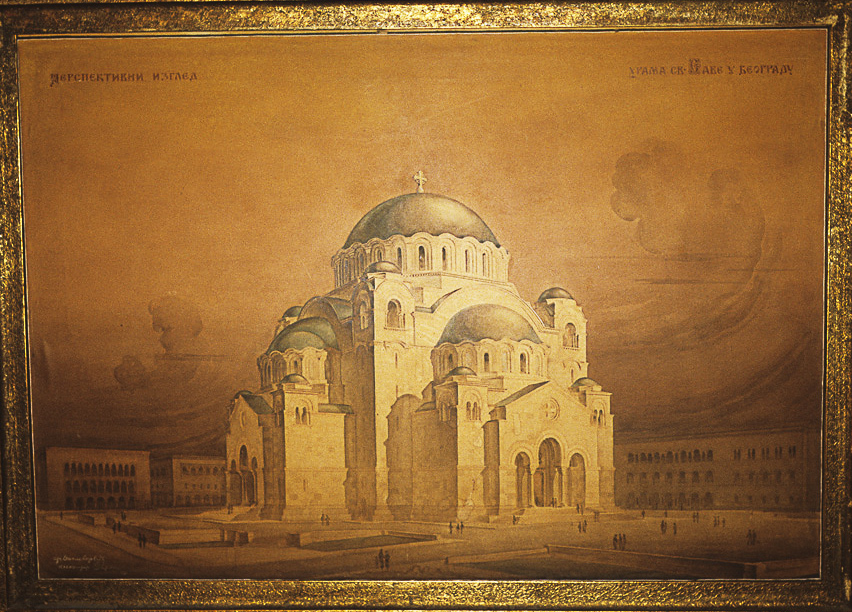
Die perspektivische Zeichnung Petar Arnautovićs wurde 1932 als finale Ausarbeitung Nestorović/Derokos präsentiert

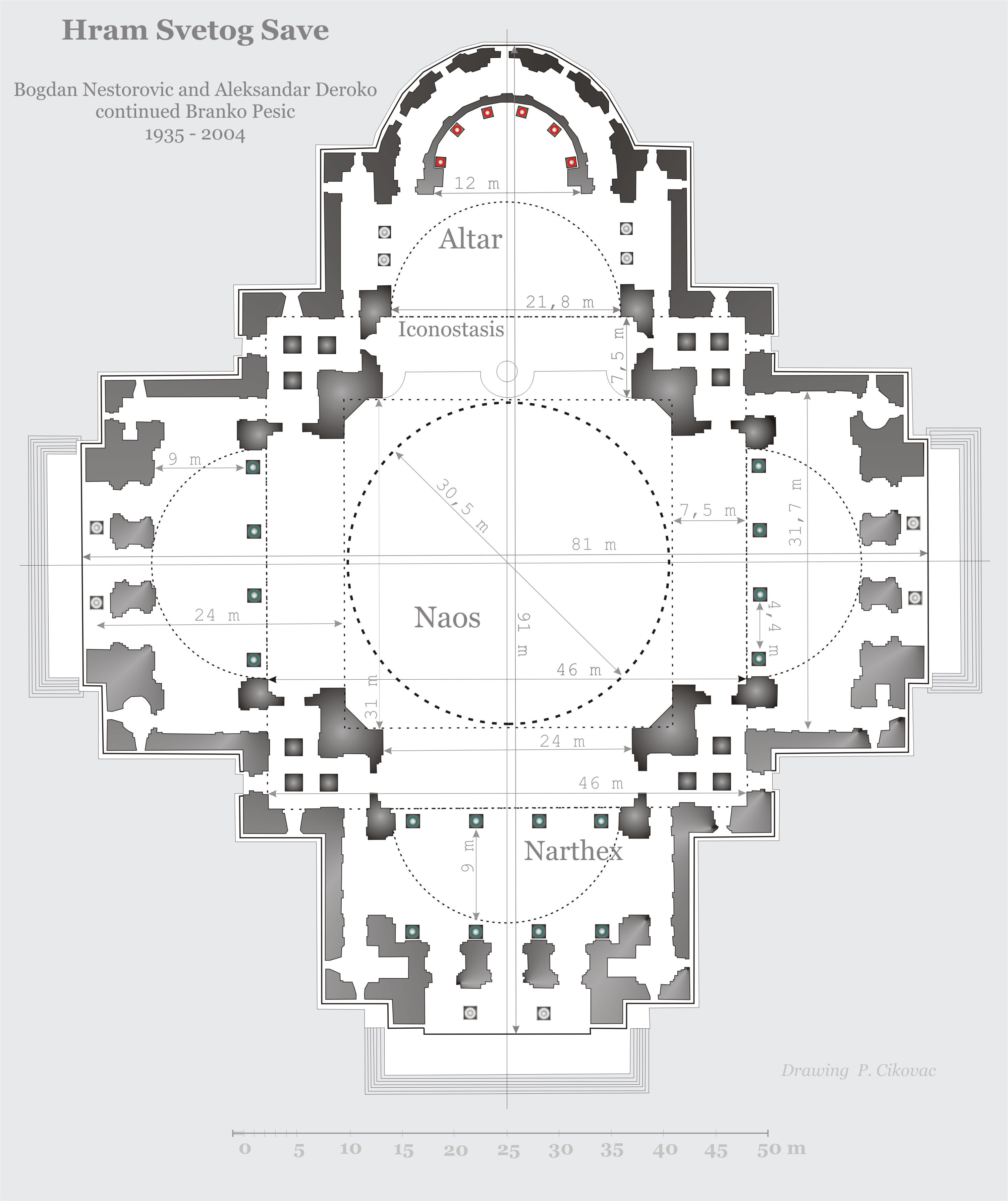
Im Grundquadrat der Kuppel, ist mit 31 m Seitenlänge die Analogie zum Bauplan der Hagia Sophia

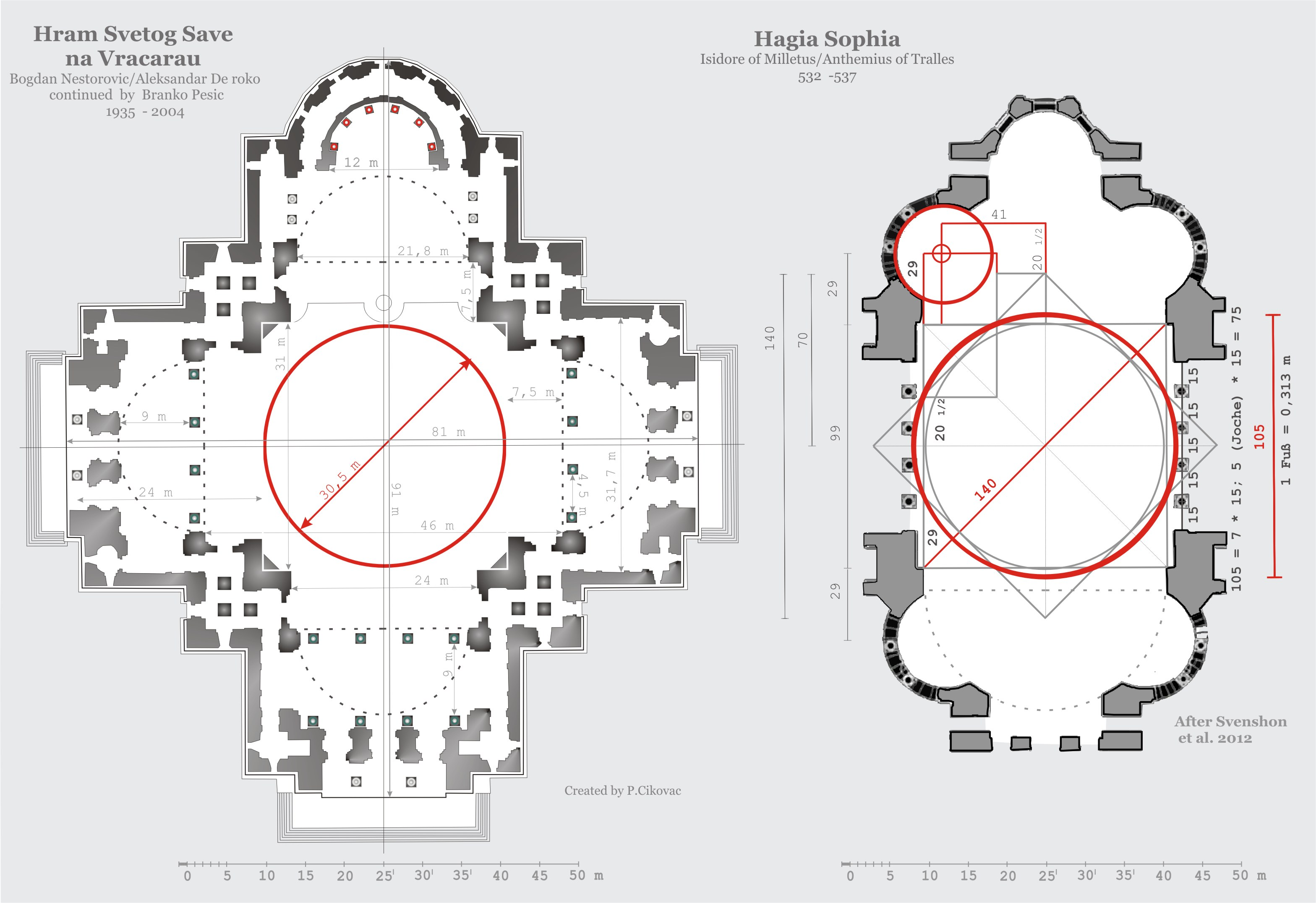
Die Quadrate im Grundplan paraphrasieren in der Summe der Seitenlängen die Maße der Hagia Sophia

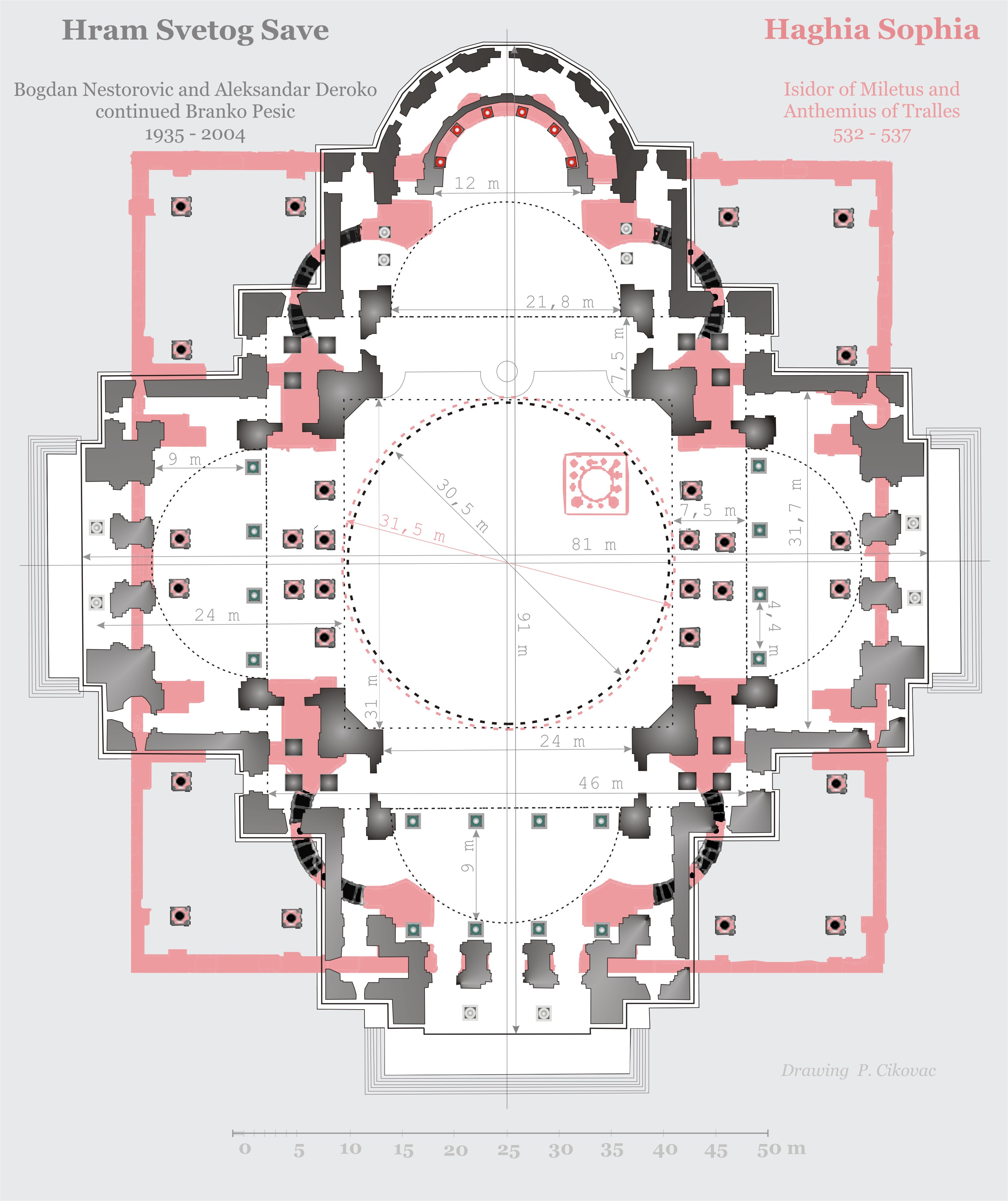
Überlagert man beide Grundrisse, so sind die aus der Hagia Sophia abgeleiteten Geometrien sichtbar

##### Ausschreibung
Neuen Schwung bekam das Projekt durch die Gründung eines Fördervereins zum Bau der Gedenkkirche auf dem Vračar. Vorstand war der serbisch-orthodoxe Patriarch Dimitrije. Die Kirche sollte jetzt als monumentales Gebäude eine Fläche von 3000 m² erhalten, 80 m hoch sein und 6.000 Gläubigen Platz bieten. Des Weiteren sollte die Kirche im spätbyzantinischen Stil gestaltet werden und an die Bauwerke aus der Zeit von Fürst Lazar (1329–1389), die im Grundriss als trikonchonale Kreuzkuppelkirchen Teil der sogenannten „Morava-Schule“ sind, angelehnt sein. Besonders umstritten war die Restriktion, dass nur Bürger des Königreiches oder russische Flüchtlinge, die innerhalb der Grenzen des Landes lebten, zur Teilnahme am Wettbewerb berechtigt waren.
Favorisiert wurden jedoch serbische und russische Architekten, insbesondere da letztere Hauptvertreter des Neobyzantinischen Historismus waren, sowie Architekten, die schon Erfahrung in der neobyzantinischen Kunst besaßen. Erfolgreich war die Gruppe der serbischen Schüler, die durch Theophil von Hansen Ende des 19. Jahrhunderts die Neobyzantinische Strömung nach Graduierung an der Wiener Kunstakademie arbeiteten. Sie wurden aufgefordert, bei der weiteren Orientierung mit der national-romantischen Strömung den Elementen dieser Tradition Raum zu geben und den Wettbewerb zu gestalten.
Die Bestimmung sah vor, dass Architekten Erfahrung im Byzantinischen Stil haben mussten, was die Auswahl überwiegend auf serbische Architekten einschränkte. Die Kirche sollte zudem, wie es in der Ausschreibung hieß: „das größte und monumentalste Gebäude des Landes und die bedeutendste künstlerische Leistung unserer Zeit“ darstellen, ein „nationales Monument sein und als Pantheon dienen“.
Mit der Vorbereitung zur Ausrichtung des Zweiten Byzantinologischen Kongresses 1927 in Belgrad wurde die vorherrschende Strömung einer der mittelalterlichen byzantinischen Kunst verpflichtete Kirchenarchitektur in Serbien nochmals verstärkt. Somit fiel auch die endgültige Entscheidung der Kirchenobersten, dass die Kirche im Stil des Historismus auf Grundlage klassischer byzantinischer Vorbilder und im „Serbisch-Byzantinischen Stil“ zu errichten sei. Der Konkurs war auch ein Höhepunkt Neobyzantinischer Architekturtendenzen in Serbien. So ist es kein Zufall, dass sich der Abgabetermin der Beiträge zum Wettbewerb – der Aufruf wurde am 3. November 1926 in der Zeitung Politika veröffentlicht – zum 30. April 1917 mit der Abhaltung des Byzantinologischen Kongress vom 10. bis 14. Dezember 1927 in Belgrad zeitlich deckt. Der Diskurs, hinter dem das Ergebnis der serbisch-byzantinischen Strömung stand, war nicht primär aus dem Bereich der Architektur entstanden, sondern etablierte sich zuerst über die Rückschau geschichtlicher byzantinischer kultureller Prägung und politischer Auseinandersetzung mit dem Oströmischen Reich. Aus dieser in der serbischen Historiographie vorherrschenden Betrachtung durchdrang er auch Bereiche der Kunst, Literatur und Populärkultur. Damit waren die russischen Wissenschaftler hier nicht die einzigen, die ihre Leidenschaft für die Byzantistik bekundeten. Dass ausdrücklich nur noch russische Staatsbürger mit Wohnsitz in Jugoslawien zum Wettbewerb zugelassen wurden, hatte seine Wurzeln in der russischen Gelehrtenemigration. Diese bildete in den 1920 eine feste Größe, die in der architektonischen Entwicklung der Hauptstadt Serbiens Bedeutendes schuf. Russische Architekten waren in der Hierarchie zuoberst angesiedelt. So übernahmen sie die Gestaltung repräsentativer Staatsgebäude. Vom jugoslawischen König Aleksander I. favorisiert, hatte er sie bei den wichtigsten Neubauten auch bevorzugt engagiert.

##### Gračanica als Inspirationsquelle
Jedoch ist unklar, wieso ausgerechnet zwei nicht in der Ausschreibung vorgegebene Baumuster, die Klosterkirche Gračanica als Repräsentantin der nationalen serbischen Architektur des Mittelalters sowie die Hagia Sophia als die der allgemeinen Byzantinischen Architektur, die am meisten benutzten Inspirationsquellen darstellten. Angenommen wird, dass die Jury sowie die Kirchenobersten diese beiden Modelle empfohlen hatten. Das Katholikon Gračanicas galt zwar im Speziellen als Höhepunkt der serbischen mittelalterlichen Architektur sowie allgemein als bestes Beispiel der spätbyzantinischen Architektur der Palaiologischen Renaissance, der Wettbewerb zum Bau der Kathedrale Belgrads bildet hierin aber den Initialpunkt der architektonischen Auseinandersetzung mit diesem bekannten und bedeutenden Prototyp erhaltener Fünfkuppelkirchen in der spätbyzantinischen Kunst. Obschon Gračanica nicht in die Gruppe der Memorialkirchen sowie Herrschaftsräume serbischer Monarchen gehört, war es gerade dieses Bauwerk, das von Architekturseite als moderne Inspirationsquelle in der Suche nach einer nationalen Identität ausgewählt wurde.
An dem im Königreich Jugoslawien ausgeschriebenen zweiten Wettbewerb beteiligten sich im Oktober 1926 insgesamt 22 (24?) Architekten, darunter allgemein die führenden Architekten des Landes. Alle Arbeiten mussten bis Mai 1927 eingereicht werden. Neben Bogdan Nestorović und Aleksandar Deroko waren es: Dragiša Brašovan, Milan Zloković, Milutin Borisavljević, die Gebrüder Branko Krstić und Petar Krstić, Žarko Tatić, Aleksej Papkov, Miladin Prljević, Branče Marinković und Žikica Piperski, Aleksander Vasić u. a. Die Bewertung übernahm die Kommission in der Zusammensetzung Patriarch Dimitrije, Jovan Cvijić als Präsident der SANU (Serbische Akademie der Wissenschaften und Künste), die Architekten und Akademiemitglieder Andra Stevanović und Bogdan Popović und die Architekten Pera Popović und Momir Korunović. Sie befanden unter den 22 Wettbewerbsbeiträgen nationaler und internationaler Provenienz dennoch keinen einzigen, der alle Vorgaben erfüllte. Nicht einer orientierte sich an der Ausschreibungsvorgabe, dass der Entwurf der Kirche an den „nationalen“ Stil der spätbyzantinischen „Morava-Schule“ angelehnt werden sollte. Die meisten Beiträge waren entweder der Klosterkirche Gračanica oder der Hagia Sophia nachempfunden. Die Kommission beanstandete zudem, dass die Beiträge insgesamt ein niedriges Niveau geboten hätten.

##### Ergebnis
Der am höchsten platzierte Beitrag stammte von Bogdan Nestorović, der einen zweiten Platz belegte und eine monumentale Kopie von Gračanica vorstellte. Ebenso wurden einige weitere Projekte durch den Förderverein aufgekauft. Der eigentliche Grund, dass sich einige Architekten direkt an das Vorbild der Hagia Sophia und deren Kuppelsystem anlehnten, war in der Größe des Bauwerkes zu suchen. Ein erster und dritter Preis wurden nicht vergeben. Bogdan Nesorović hatte mit dem zweiten Preis 60.000 Dinar Preisgeld bekommen, Aleksandar Derokos Arbeit wurde aufgekauft (15.000 Dinar). Deroko selbst hat im Februar 1926 in einer Abschlussarbeit zum Dom des Heiligen Sava schon an der Fakultät für Architektur an der Universität Belgrad diplomiert. Sie diente ihm am Ende des Jahres 1926 als Vorlage in der Konkurrenz am Wettbewerb.
In der Ausarbeitung Nestorovićs wurde ein relativ wenig inspiriertes Modell prämiert, das aus der Kompilation einfacher Elemente dem Modell Gračanicas nahe stand, während andere Wettbewerbsbeiträge teils stärker expressionistische Formen trugen. So der Wettbewerbsbeitrag der Gebrüder Petar und Branko Krstić, die ein Monument in romantisch-expressionistischem Stil entworfen hatten. Auch Milan Zloković und Andrej Vasiljevič Papkov hatten eine Kirche mit expressionistischen Formen vorgesehen. Bei Dušan Babićs wurden Elemente des Expressionismus und Art déco genutzt. Die anderen Beitrage waren stärker an konventionelle Neobyzantinische Entwürfe angelehnt, wie der des russischen Exilanten Vasilii Androsov, der in einem konventionellen Entwurf die Kuppel der Hagia Sophia paraphrasierte. Androsovs Arbeit wurde später in verkleinerter Form in der dem Kaiser Konstantin und Kaiserin Helena geweihten Kirche in Požega umgesetzt.
Allgemein wurde damit nicht die Vorgabe, einen trikonchalen Bautyp der Morava-Schule nachzuahmen, erfüllt, jedoch bewirkten die eingereichten Entwürfe ein reges Interesse sowohl von fachlicher als auch von öffentlicher Seite. Dies bildete den Ausgangspunkt einer allgemeinen Diskussion um die Identität nationaler Architektur. Keine andere Diskussion über ein Bauwerk hatte in dem Land ein vergleichbares Interesse bewirkt, von dem neben zahlreichen Veröffentlichungen ein Heft des Kunstkritikers Kosta Stranjić von 1926 sowie die in der Politika und Vreme verfasste Artikel 1932 ein beredetes Zeugnis ablegen. Hierin beteiligten sich zahlreiche renommierte Architekten, Kunstkritiker und Künstler.

#### Öffentliche Polemik zwischen Traditionalisten und Modernisten
Was sich danach aber zwischen 1927 und 1932 entwickelte, war die bedeutendste Diskussion zur Architektur in der Geschichte Jugoslawiens. Mit der Inthronisation des neuen Patriarchen Varnava bekam das Projekt einen überraschenden Impuls. 1930 bestimmte Varnava, dass Bogdan Nestorović (1901–1975) und Aleksandar Deroko (1894–1988) aus ihren eingereichten Entwürfen eine Synthese im Sinne neobyzantinischer Tendenzen auf Basis der klassischen frühbyzantinischen Vorbilder Konstantinopels erarbeiten sollten. 1931 wurde der synthetisierte Nestorović-Deroko-Entwurf einer deutlich vergrößerten Kirche, die jetzt auf deutlich über 3.500 m² Fläche erweitert wurde und eine monumentale Kuppel annähernd der Ausmaße der Hagia Sophia erhalten hatte, durch Varnava sowie der Kommission zum Bau der Kirche angenommen. Dies heizte die Diskussion zwischen Architekten und anderen Künstlern, die sich insbesondere auf den bestplatzierten Beitrag von Nestorović konzentrierte, besonders an.
Vor allem war für viele die Struktur der Kirche, die Nestorović 1927 in seiner ersten Arbeit vorstellte, unverständlich; mit dreizehn pyramidal-treppenförmigen Kuppeln und dekorativen Elementen, die selbst Laien sofort als Zitate der Architektur Gračanicas auffallen mussten, erfüllte sie zwar alle Vorgaben des Wettbewerbes, jedoch wurde mit Recht auf die fehlende Neuerungen des Entwurfes hingewiesen. Die Skizze wurde alsbald in den Tageszeitungen veröffentlicht und schnell kritisiert. Der größte Opponent nicht nur des bestplatzierten Entwurfs, sondern des gesamten Wettbewerbs war der Kunstwissenschaftler Kosta Strajnić. Er hatte noch 1926 der Serbisch-Orthodoxen Kirche einen polemischen Text zugesandt, den niemand veröffentlichen wollte. Er kritisierte die Nationalität der erlaubten Wettbewerbsteilnehmer, die alle aus dem Königreich der SHS stammen mussten, aber insbesondere auch, dass die Kirche im „Serbisch-Byzantinischen Stil“ zu bauen war. Strajnić war insbesondere ein Befürworter des jugoslawischen Pantheons, den Ivan Meštrović ab 1905 als Mausoleum der Erinnerung der Amselfeldschlacht geplant hatte. Aus dieser Opposition zwischen den beiden Propositionen des Vidovdanski hram (Jugoslawischer Pantheon) und Svetosavski hram (Serbischer Pantheon) entwickelte sich die in zwei Lager gespaltene Expertendiskussion, an der auch die Bevölkerung reges Interesse zeigte. Sie zwang insbesondere nach der per Dekret bestimmten Fusionierung der beiden von König Alexander I. als Gipsmodelle verlangten Modelle von Deroko und Nestorović im Maßstab 1:100, die vom Modellierer des Serbischen Nationalmuseums Milan Duhač angefertigt wurden, Nestorović seinen Entwurf mit Korrekturen aus der Arbeit Derokos zu versehen. Sie sollte die Erscheinung der Kirche gänzlich verändern, da sie jetzt nicht mehr der Silhouette Gračanicas, sondern der der Hagia Sophia annäherte.

#### Bestimmung der Architekten – Bogdan Nestorović und Aleksandar Deroko

##### Synthetischer Neuentwurf 1932

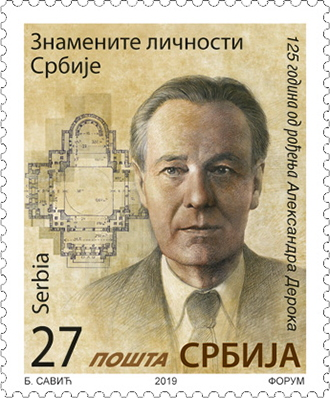
Briefmarke der Pošta Srbije mit Konterfei Derokos und Grundriss der Kirche, 2019

Die scharfe Polemik um des Gebäudes, aus extrem gegensätzlichen Vorstellungen von Architekten, Bildhauern und Medien im Königreich Jugoslawien kulminierte 1932. An den Diskussionen beteiligten sich führende Künstler und Architekten des Landes, und erschienen zwischen dem 18. Januar 1932 und 13. Februar 1932 in der Zeitschrift VREME in der Rubrik: „Wie sollte die Erinnerungskirche des Heiligen Sava aussehen. Von Gračanica bis zur Hagia Sophia“.
Ausgangspunkt bildete die Veröffentlichung der sowohl für die Allgemeinheit als auch die Kunstkritik unbekannte Skizze der definitiven Ausarbeitung im Aussehen der Kirche durch Nestorović/Deroko am 1. Januar 1932 in der Politika („Rešeno je pitajnje skice za svetosavsku katedralu u Beogradu“). In der Darstellung wie im begleitenden Text wurde die finale Vollendung der Kirche auf Grundlagen der Hagia Sophia beschrieben, obwohl immer noch als Ergebnis eine Synthese aus den vorhergehenden Konkurrenz-Abgaben der beiden Autoren verwiesen wurde. Die Leidenschaft. mit der die Debatte von nun neuen Schwung bekam und über zwei Monate andauerte, übertraf bei weitem die während der Ausschreibung fünf Jahre zuvor. Nestorović beschrieb in der Politika Dimension und Inspiration für die Bauform. Nachdem die Ausschreibung nur eine Fläche von 3000 m² und Platz für 6000 Gläubige vorgesehen hatte (sie sollte 60 × 60 m groß werden), so beschrieb er jetzt ein auf 91 × 81 m deutlich vergrößertes Bauwerk für 10.000–12.0000 Gläubige und eine zur Hagia Sophia äquivalenten halbkreisförmigen Kuppel.
Die Kirche hatte alle deutlichen Reminiszenzen an Gračanica eingebüßt, der Grund mag in den Bestimmungen der Gebäude liegen. Während Gračanica als Bischofskirche, als Kloster einer mönchischen Gemeinschaft für die Bedürfnisse im Mönchtum geplant und gebaut wurde, so kam die Funktion der Hagia Sophia als städtische Großkirche und Reichskirche des Oströmischen Imperiums den Bedürfnissen der geplanten Kathedrale Belgrads stärker entgegen. Zudem war durch den Abbruch der orthodoxen Tradition in Russland und die Sprengung der Moskauer Kathedrale durch Stalin 1931 das Zentrum der Orthodoxie vakant. Die Kirche sollte in ihrer solcherart „imperialen“ Dimension als Statement für ein neues Zentrum der Orthodoxie verstanden werden. Die Rückbesinnung darauf war damit nicht nur ein architektonisches Manifest, es war ein ideologisches. Wesentliche Gründe für die erweiterte Monumentalität des Gebäudes, das jetzt um mehr als ein Drittel größer geplant wurde, waren die Umstände, dass einerseits sich die Serbisch-Orthodoxe Kirche als Staatskirche des Königreichs verstand und dass andererseits die Belgrader Regierung 1935 ein Konkordat mit dem Heiligen Stuhl unterzeichnete, mit dem der Status der katholischen Kirche in Jugoslawien geregelt wurde. Die Dimensionen des Doms sollten das sichtbare Zeichen des Widerstandes der orthodoxen Kirche gegen das Konkordat sein. Die von der orthodoxen Kirche ausgelöste Protestbewegung gegen das Konkordat samt der Drohung, Abgeordnete zu exkommunizieren, die sich für das Konkordat aussprachen, bewirkte, dass es zwar das Unterhaus des Parlaments passierte, nicht aber das Oberhaus. Bei einer Demonstration gegen das Konkordat am 19. Juli 1937 in Belgrad kam es zu Ausschreitungen. 1939 wurde der Versuch, das Konkordat zu ratifizieren, endgültig aufgegeben.
Jedoch bewirkte die Auseinandersetzung der hier letztlich nicht verwirklichten Bezugnahme zum Bautyp Gračanicas, dass diese nachfolgend als eigentliches serbisches Nationalmonument in den weiter verwirklichten Kirchenbauten, hier auch in der serbischen Diaspora, das am meisten übernommene Vorbild wurde. Damit hatte als Ergebnis der Auseinandersetzung im Baustil des Hl. Sava dennoch eine Idee zum nationalen Stil einer eigentlichen serbischen Architektur hervorgebracht. Die Diskussion um diese als Essenz der Auseinandersetzung kreisende Frage konnte somit erst in den folgenden Jahrzehnten an weiteren Bauwerken verwirklicht werden. Im Kommentar der Gebrüder Krstić, als Bauherren der Markus-Kirche in Belgrad, verwirklichten sie das erste an Gračanica angelehnte religiöse Bauwerk Belgrads, vom 22. Januar 1932 findet sich ein erstes klares Plädoyer. Sie warnten vor einer Synthese zwischen solch bedeutenden architektonischen Leistung, die entweder in der Größe und der Wirkung des Innenraums der Hagia Sophia oder nach ästhetischen Vorgaben der rhythmischen Fassadengliederung Gračanicas gebaut werden konnten.
An der Diskussion beteiligten sich unter anderen noch der Bildhauer Toma Rosandić der für ein Denkmal plädierte, während Ivan Meštrović in dem Gebäude den jugoslawischen Pantheon verwirklicht haben wollte. Es ist nicht überliefert, weshalb Nestorović den Entwurf vollständig veränderte, jedoch war es sicher auch wegen des Interesses von König Aleksandar I. von Jugoslawien am Bau, der per Dekret ein Veto über die Entscheidung Varnavas einlegte, nachdem sich die Vereinigung der Jugoslawischen Ingenieure und Architekten der Sektion Belgrad (Udruženja jugoslovenskih inženjera i arhitekata – sekcija Beograd) in einem offenen Brief an den König, den Patriarchen, den Förderverein zum Bau der Kirche des Heiligen Sava sowie an das Ministerium für Recht, Bau und Kultur nach den Beschlüssen der Sitzung vom 11. Februar 1932 für eine Wiederholung des Wettbewerbes ausgesprochen hatte.
Somit stand dem Vorhaben nun ein starker öffentlicher Diskurs mit zahlreichen negativen Bewertungen im Vorhaben entgegen. In der Situation berief Varnava einige der Mitglieder im Gremium der Kommission sowie Fachleute zu einem Treffen beim König. Dem König wurden Pläne und Konzepte der von Nestorović und Deroko erarbeiteten Skizzen sowie Entwürfe der urbanistischen Gestaltung des Stadtgebietes vorgelegt und Größen und Dimensionen der Kirche erläutert. Nach ausgiebigen Diskussionen bestellte Alexander I. von beiden Autoren eine Gipsstudie. Alexander I. verpflichtete sich zu einer jährlichen Zahlung von 2.000.000 Dinar, was die jährlichen Kosten zum Bau tragen würde. Grundlegend für die finale Form des fusionierten Entwurfs bildete, dass er stilistisch zwar byzantinischen frühchristlichen Vorbildern folgte, jedoch symbolisch komplexe universelle Ideen transportiert, die ein Echo auf den Geist der Zeit sind und die politischen Ideologien, während der der architektonische Entwurf entstand, widerspiegeln. Grundsätzlich war jedoch nicht die Dimension der Kirche – als größtes damals geplante orthodoxes Gotteshaus sollte sie die Funktion einer Art orthodoxen Vatikans einnehmen – sondern die Stilfrage vordergründig. Hiermit konnte auch aus der Dimension, die nur noch mit der Hagia Sophia vergleichbar war, nicht aus dem Fundus der mittelalterlichen serbischen Kunst gearbeitet werden. Die Kirche des Heiligen Sava nahm damit letztlich die Größe der Kuppel sowie die monumentale Form der Hagia Sophia an. Die wenigen Analogien an Gračanica sind nur noch in den elongierten Tambour sowie der Anordnung der fünf kleineren Kuppeln um die Zentrale Kuppel angedeutet.
Die offizielle Baugenehmigung wurde am 4. Juli 1932 durch die Baubehörde in Belgrad genehmigt.

##### Der Archetyp der Hagia Sophia als Vorbild

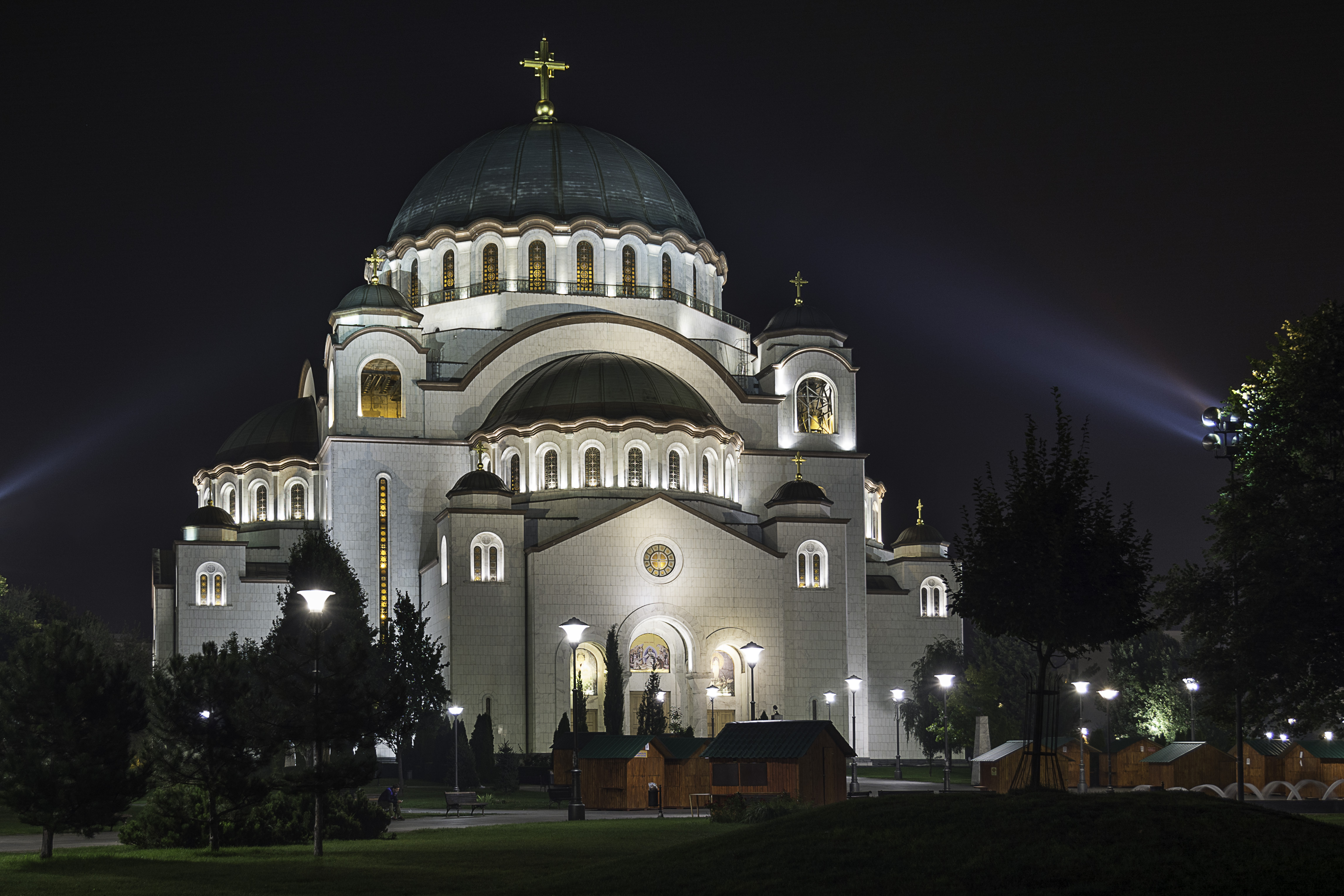
Die Kirche ist ein symmetrischer Zentralbau mit einer Kuppel

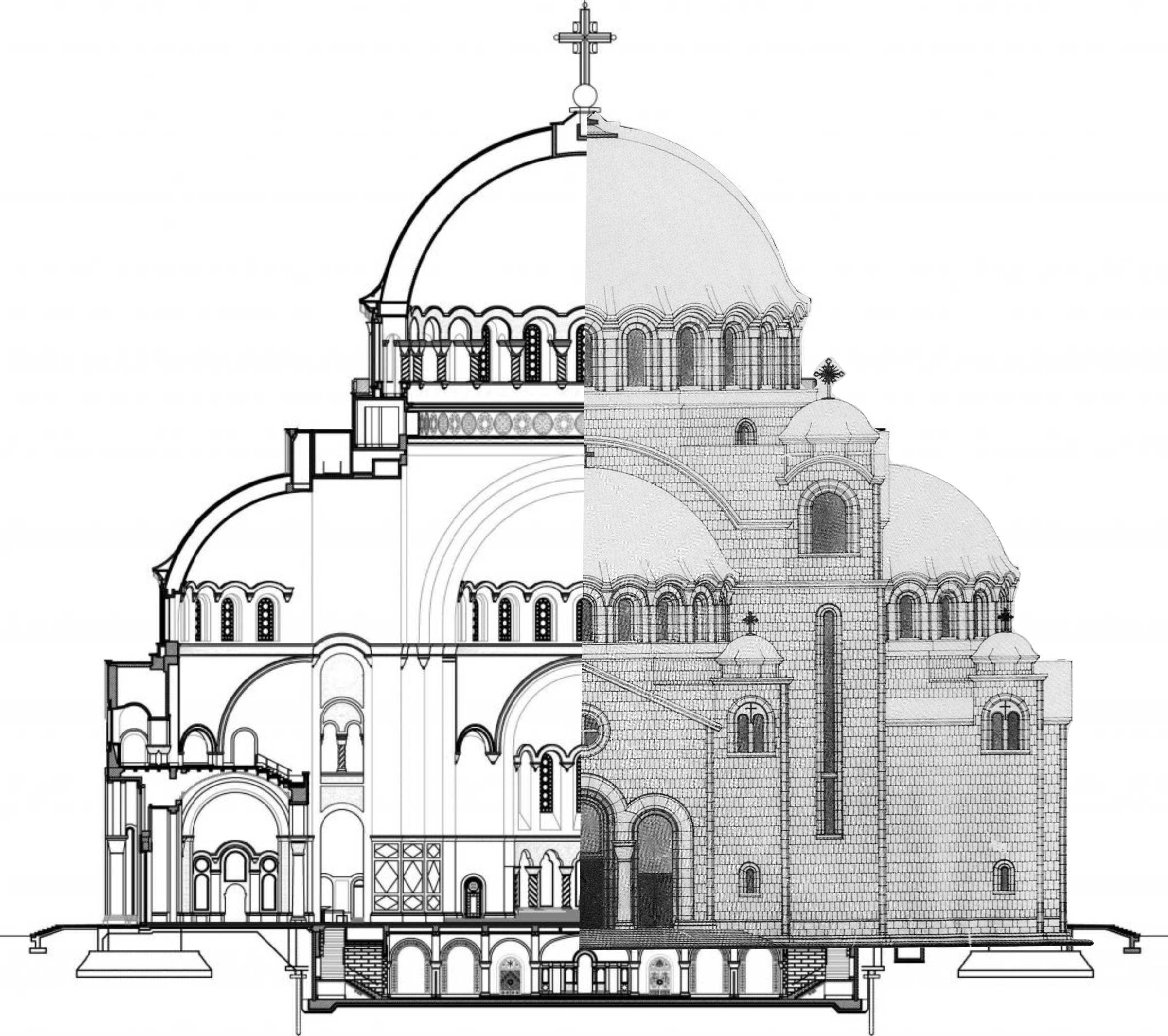
Zusammengesetzter Entwurfsplan von Fassade und Innenraum

Nestorovićs erster Entwurf lehnte sich ursprünglich sehr eng an das Konzept, die Fassadengestaltung und die Silhouette der Klosterkirche Gračanica an. In seiner weiteren Überarbeitung wurde dieses Modell an den monumentalen klassischen byzantinischen Stil des 6. Jahrhunderts im Zeitalter des Kaisers Justinian I. angenähert. Aleksander Derokos eigener Entwurf, der eher dem direkten Vorbild der Hauptkirche des Byzantinischen Reiches, der Hagia Sophia im heutigen Istanbul, stärker verpflichtet war, bot damit die eigentliche Ausgangsbasis der Synthese aus beiden Konzepten. Als Zentralkuppelbau unterscheidet sich der finale Nestorović-Deroko-Entwurf jedoch insbesondere im Grundriss von dem der Hagia Sophia, da hier keine Verschmelzung von Basilika und Zentralbau gewählt wurde, sowie durch die vier Halbkuppeln der Konchen und den andersartigen Aufbau der Emporen. Auch ist der Dom des Heiligen Sava eine Tetrakonchos. Das fundamentale Quadrat aus dem sich die Geometrie der Hagia Sophia ableiten lässt, beträgt 99 byzantinische Fuß zu 0,313 m, was zu einer Diagonale von 140 byzantinischen Fuß führt. So ist das Grundquadrat beim Dom des Heiligen Sava exakt 31 m wie in der Hagia Sophia. Nestorovićs Anlehnung basiert damit in der Dimension des zentralen Quadrats und dem diesen eingeschriebenen Kreis im Durchmesser der Kuppel, die direkt auf der Konstruktion der Hagia Sophia basiert. Die Kuppel ist zwar vom Durchmesser vergleichbar, jedoch sind die Typen unterschiedlich. Die Hagia Sophia besitzt eine Kalotte, d. i. eine Flachkuppel deren Fußkreis außerhalb des Grundquadrates liegt. Die Kuppel beim Dom des Heiligen Sava ist eine halbkreisförmige Hängekuppel mit hohem Tambour. Die Kuppel der Hagia Sophia ist äußerlich ohne Tambour, ihre 40 Fensteröffnungen gehen von der konvexen Kuppelwölbung aus. Insgesamt unterscheiden sich die Kuppeln der West- und Ostkirchen; die römische und byzantinische Kunst bevorzugte allgemein Halbkuppeln als vom Zirkelkreis abgeleitete Formen, die als vollkommenste betrachtet wurden, während die Westkirche über den Spitzbogen der Gotik eine Spitzkuppel wie im Dom in Florenz entwickelte, die meist auch ein Opaion zur Belichtung haben, das nicht selten von einer Laterne überdeckt wird. Letztere kommen der strukturell idealen Form, die sich aus der Kettenlinie ergibt, näher. Kuppeln der West- und Ostkirchen haben auch unterschiedliche Raumwirkungen, die sich aus den typischen Maßverhältnissen ergeben.
Von der Silhouette der Hagia Sophia, die nur eine Kuppel besitzt, weicht der Dom des Heiligen Sava mit seinen insgesamt 18 Kuppeln unterschiedlicher Größe stärker ab. In der Paraphrasierung des sogenannten „serbisch-byzantinischen Baustils“, der seit der Vollendung Gračanicas den fünfkuppeligen Memorialkirchen-Typ für die wichtigsten Stiftungen bevorzugte, liegen um die Hauptkuppel vier 44 m hohe kleine Kuppeln, die als Glockentürme dienen. Die Eingänge an den Konchen nehmen Anleihen der Raška-Schule, indem die Portale eine Zeltform besitzen. Diesen ist auch die Natursteinverkleidung verpflichtet, wie im Primatskloster der Serbisch-Orthodoxen Kirche in Studenica.
Jedoch treten diese feineren Unterscheidungen im byzantinischen Gesamteindruck zurück. Dabei besitzt der neue Entwurf genügend Eigenständigkeit und Individualität, um nicht als bloße Kopie der Hagia Sophia verstanden zu werden.
Während die Grundlage des Entwurfs byzantinisch ist, sind Elemente der äußeren und inneren Dekoration Motiven der nationalen Architektur des Mittelalters verpflichtet. Basreliefs und Schmucksimse erinnern an Portale und Fenster in Studenica, Dečani und Kalenić. Aufgrund der Monumentalität von Sveti Sava war jedoch kein eigentliches Vorbild aus der nationalen Architektur für die Komposition der Gesamtgestaltung verfügbar. Die Autoren der Innengestaltung haben die Kirche in mehrere Zonen stratifiziert: bis zu einer Höhe von 7,40 m ist es ein Bedeckung durch grünen und roten Natursteinen und dezenten ornamentalen Ausschmückungen. Ab 12 m Höhe wurde schon durch Deroko die Auskleidung mit Mosaikschmuck vorgesehen.
Den Naos umrahmen zwölf 7,40 m hohen Säulen mit Kämpfer-Kapitellem und Konsolen. Acht doppelfenstrige Biforien mit tordierten Natursteinsäulen setzen vertikale Akzente. Die südliche und die nördliche Galerie schließen mit einer auf zwei Tetrapylonen stehenden Lünette ab. Eine dahinter stehende Rosette wird dadurch zu mehr als einem Drittel verdeckt. Auf der Galerie im Westen findet der Chor Platz. Anstatt der Lünette ist hier eine Konche mit einer unverdeckten Rosette gebildet. Die Ikonostase ist als steinerner Templon vor der Apsis geplant. Um die Kuppel ist ein Laufgang einer Galerie mit 24 tordierte Naturstein-Säulen. Alle Steinmetzarbeiten sind als Flachrelief angelegt und zeigen neben floraler Ornamentik vielfach Tiergestalten oder den doppelköpfigen Adler im serbischen Staatswappen.

### Ausführungsphase

#### Bau 1935–1941

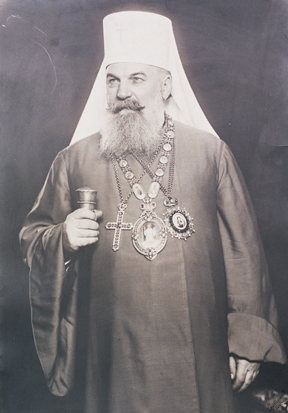
Die Weihung der Grundmauern der Kirche erfolgte am 10. Mai 1939 durch den Patriarchen Gavrilo V.

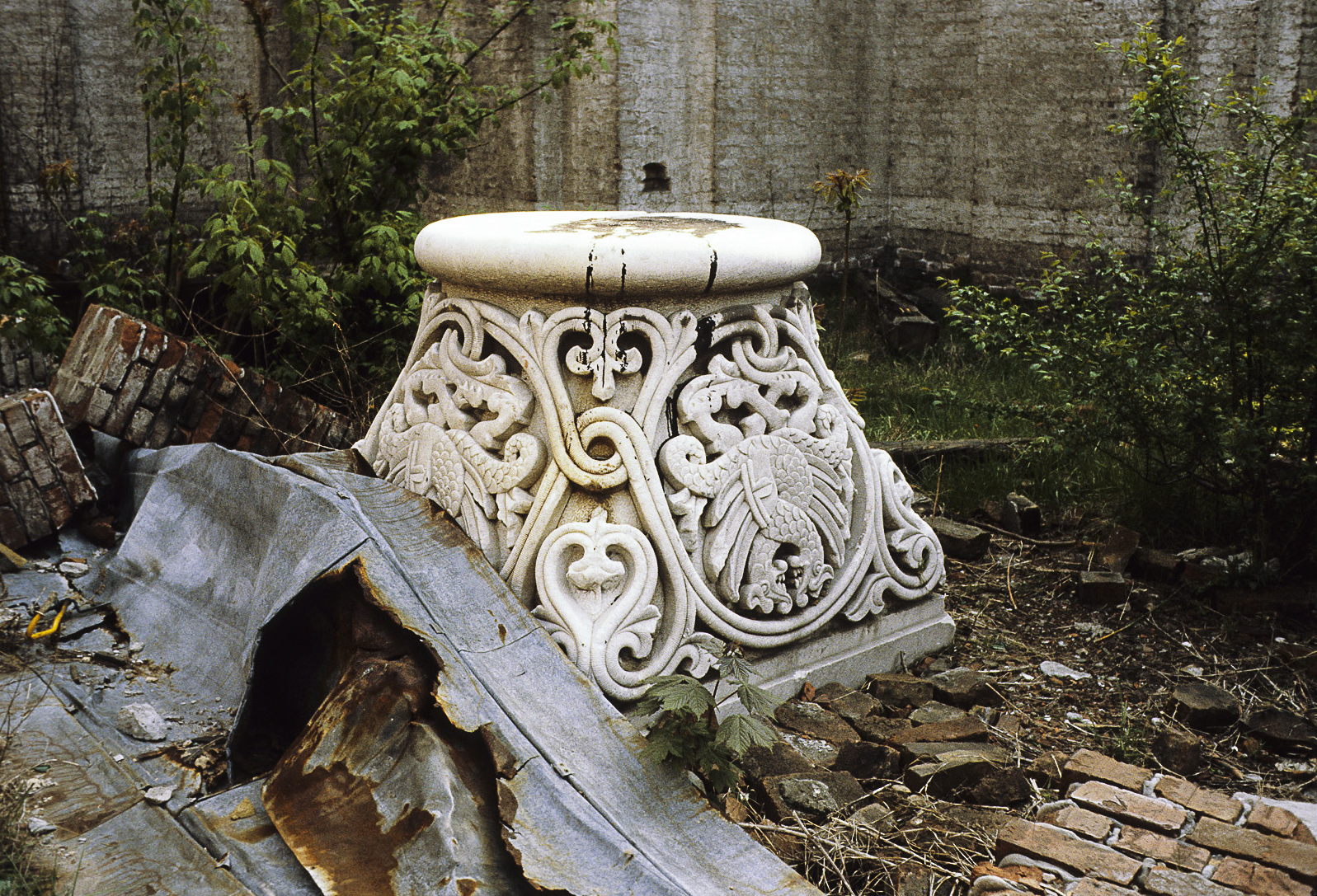
Teile der Dekoration auf der verlassenen Baustelle

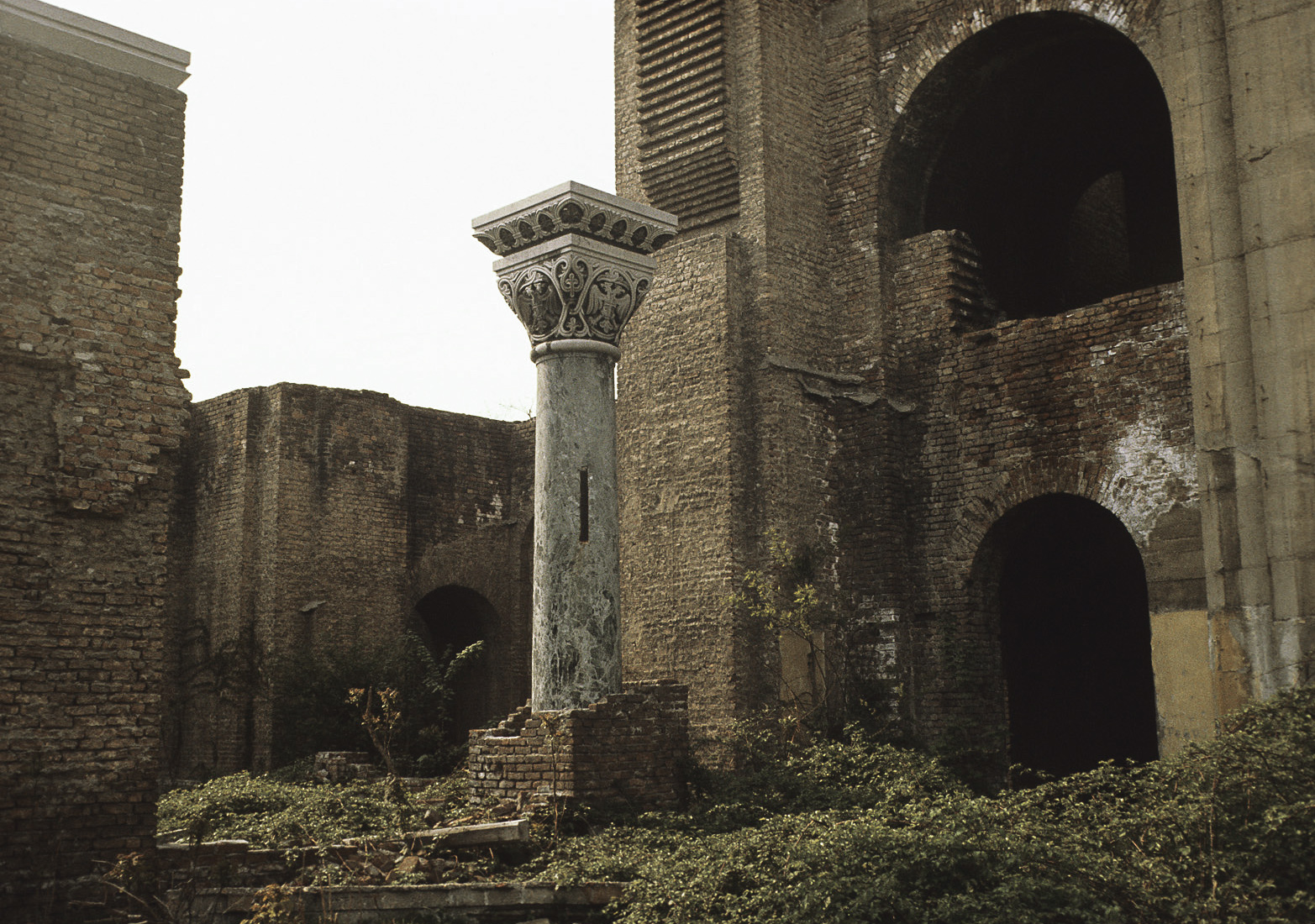
Alle Säulen waren ursprünglich mit Ziegelsteinen ummantelt. Atmosphärische Einflüsse hatten ihre Statik dennoch beeinträchtigt

Die eigentlichen Bauarbeiten begannen am Vračar 1935. Die Vorgängerkirche am Platz der neuen wurde abgerissen sowie etwas versetzt als Ersatz eine kleine Kirche des Heiligen Sava gebaut. Nach Vorarbeiten zur Sondierung des Terrains begannen die ersten eigentlichen Bauarbeiten 1936/37. Für die Grundmauern wurden 1935 Fundamente gelegt. Dafür wurden 12 m lange hohle Stahlpfähle in die Erde gebohrt, in die später Beton eingefüllt wurde. Insgesamt 200 Bohrpfähle wurden so verlegt. 1939 waren die Ziegel-Mauern bis 12 m hochgezogen. Darüber hätten die Arbeiten an den Halbkuppeln und Kuppel-Jochbögen ausgeführt werden sollen. Die Weihung der Fundamente der Kirche sowie die Niederlegung der Gründungsurkunde erfolgten am 10. Mai 1939. Die Einweihungszeremonie war die bis dahin größte kirchliche Manifestation, die in Belgrad abgehalten wurde. Eine große Zahl an Gläubigen versammelte sich zu dem Zwecke in einer Prozession über die Ulica Kralja Milana zum Vračar, wo der damalige Patriarch der serbisch-orthodoxen Kirche Gavrilo V. Dožić die Zeremonie innerhalb der Grundmauern an der Baustelle abhielt. Den Abschluss bildete ein Vortrag des Guslaren Petar Perunović, der vor den kirchlichen und politischen Würdenträgern sowie mehreren 10.000 Belgradern einen Epos über den Bau der Kirche des Heiligen Sava vortrug. Prozession und vorgetragene Reden wurden durch Radio Belgrad direkt übertragen, somit konnte die Zeremonie im Land überall mitverfolgt werden.
Für den Weiterbau mussten 16 Natursteinsäulen, jeweils 4 auf drei Seiten des Naos und nochmals vier in der Vorhalle im Westeingang besorgt werden. Nur die Ostseiten mit der Altarapsis sind ohne Säulen, innerhalb der Apsiswölbung waren jedoch noch 6 dekorative tordierte Säulen vorgesehen. Ohne die Einbringung der Säulen war ein vertikaler Weiterbau nicht möglich, eine Kommission wurde deshalb direkt in das Gebiet der Marmorsteinbrüche bei Carrara beordert. Die Kommission leiteten Nestorović, Deroko sowie zwei Fachleute der Steinmetzindustrie in Serbien. Für Kapitelle der Säulen wurde weißer Carrara-Marmor aus 2000 m Meereshöhe beschafft, die Säulenschäfte kamen aus dem Montecatini-Steinbruch (Seula) in Baveno am Lago Maggiore. Insgesamt wurden 16 Einzelstücke für die Schäfte aus grünem Naturstein von Montecatini sowie 6 rote für die tordierten dekorativen Säulen des Altarraums beschafft. In Baveno wurden alle 16 großen Säulen von 8 m Höhe und 1 m Durchmesser auf Drehbänken, die noch mittels Wassermühlen betrieben wurden, abgedreht. Nach ihrer Ankunft in Belgrad wurden sie zuerst statisch geprüft. Die Kapitelle der Säulen kamen in vorfabrizierten Blöcken mit den Säulen am 20. Januar 1940 an der Baustelle an. Kapitelle und Konsolen wurden zu ihrer Grundform ohne Ornamentik weiterverarbeitet. Josif Grassi, Professor für Angewandte Kunst an der Hochschule in Belgrad, übernahm die finale Ausformung. Nach Derokos 1:1-Zeichnungen fertigte er 4 Hauptvarianten für alle 16 großen Kapitelle und ebenso für die 6 kleinen. Vorarbeiten entstanden in Ton, die in Gips in natürlicher Größe abgegossen wurden. Nach diesen Modellen entstanden die finalen Marmor-Kapitelle durch Steinmetze. Da der Krieg im Frühjahr 1941 spürbar näher rückte, begann man die Säulen sofort durch Schutzbauten zu ummanteln. Sie wurden zuerst mit Stroh und Seilen bedeckt, danach um diese eine Ziegelmauer hochgezogen und in die Hohlräume Sand geschüttet. Als es somit aussah, dass die Arbeiten an Dynamik gewannen und mit den 24 Marmorsäulen, 24 Kämpfer-Kapitellen und 6 Konsolen, die das Steinmetzunternehmen „Intramesion“ an den vorgesehene Plätze verbracht hatte, sowie insgesamt 6 Konsolen und 9 Kapitelle nach Zeichnungen Derokos von Grassi beendet waren sowie selbst der Jablanica-Gabbro für den Sockel geliefert war, wurde die Baustelle für mehrere Jahrzehnte verlassen. Alle Säulen waren durch die Konservierung bis 1985 erhalten, jedoch konnten aufgrund entstandener Materialschäden nicht mehr alle in ihrer ursprünglichen Form weiterverwendet werden.

### Einstellung und langjährige Unterbrechung der Arbeiten 1941–1984

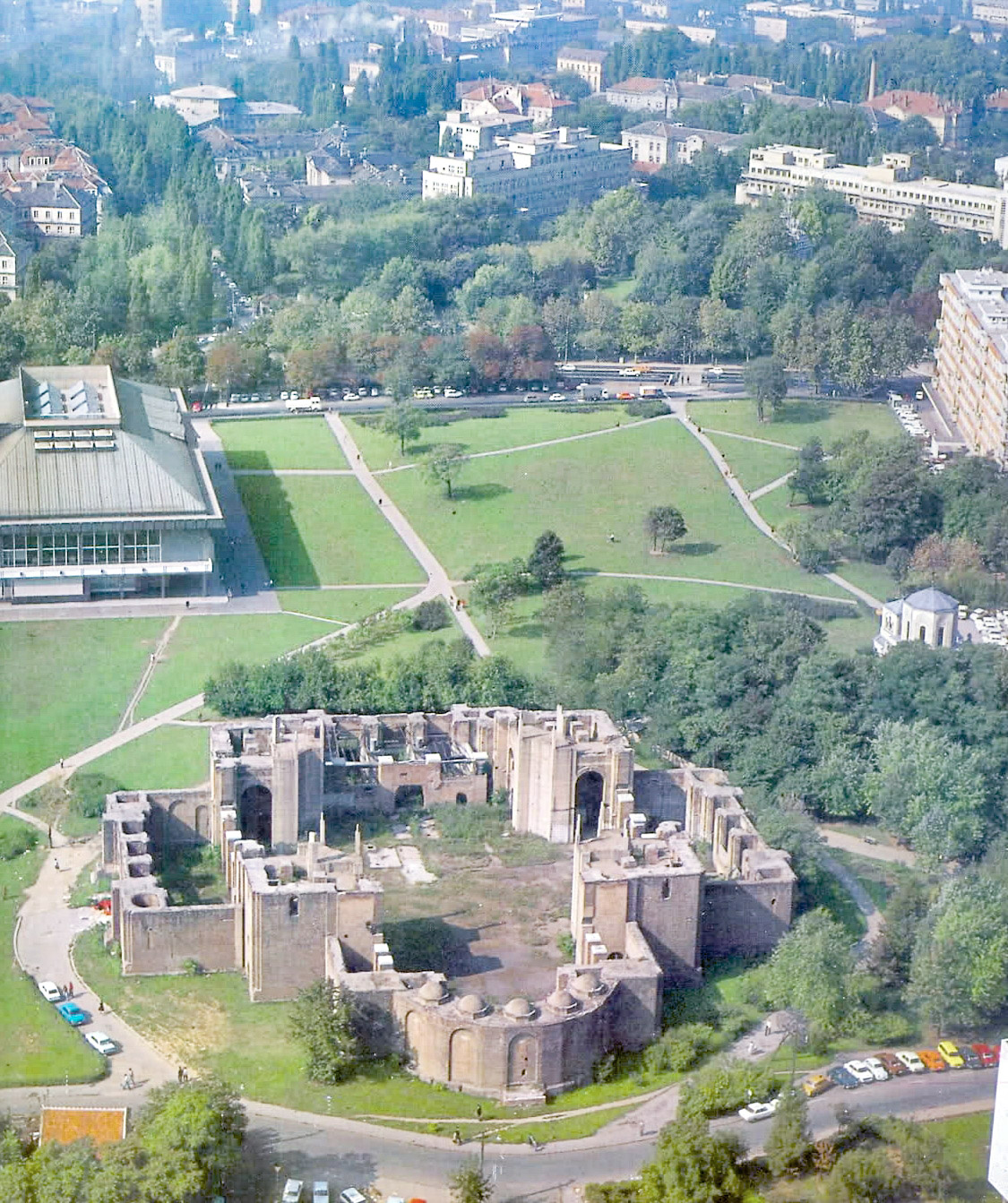
Die gewaltige Mauer der Bauruine prägten den Hügel des Vračar

#### Während des Zweiten Weltkrieges

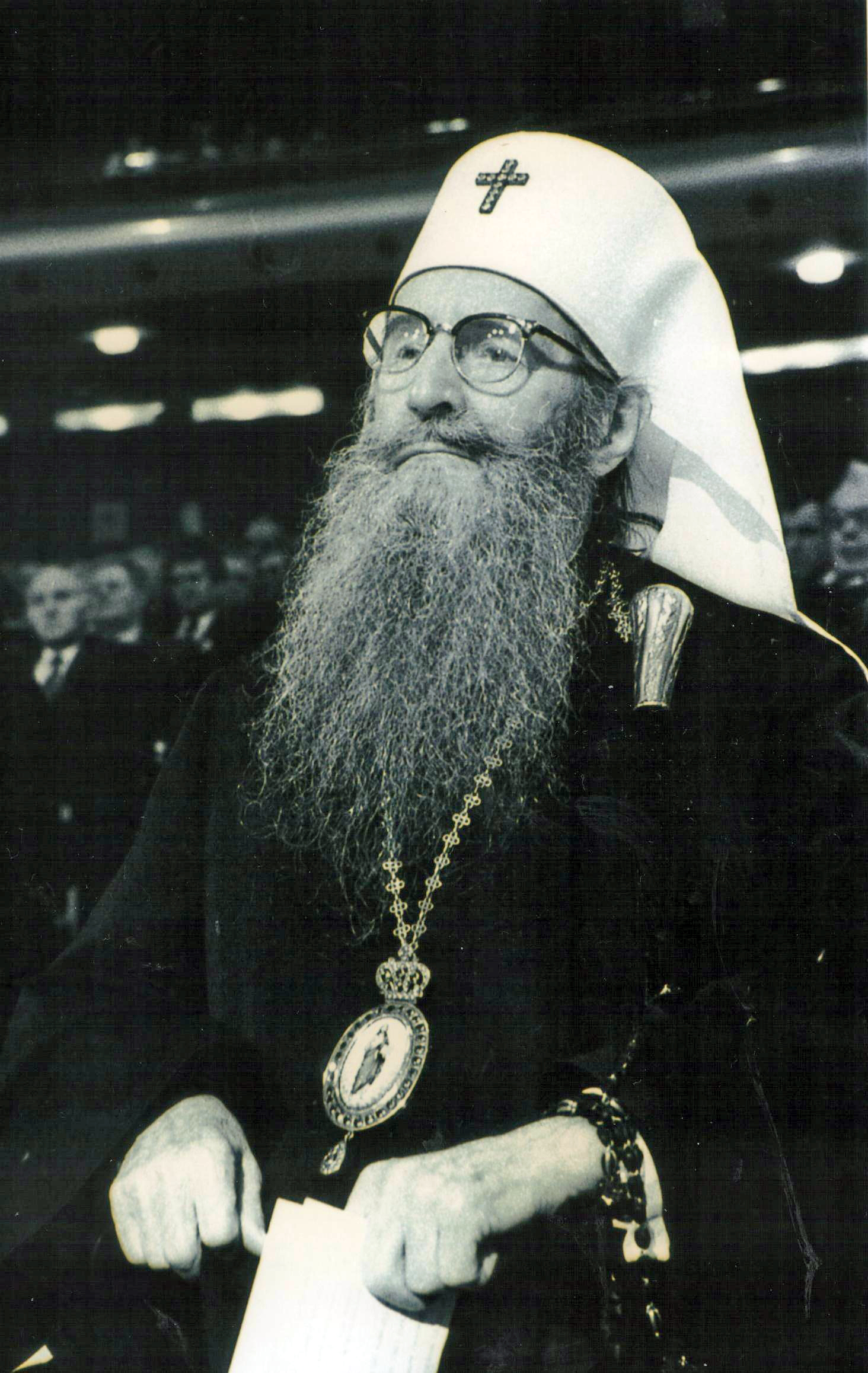
Patriarch German scheiterte lange am Weiterbau an der kommunistischen Führung der SR Serbien

Als am 6. April 1941 ein Überraschungsangriff des Dritten Reichs auf Belgrad und Jugoslawien erfolgte, wurden die Arbeiten am Bau der Kirche mit sofortiger Wirkung für mehrere Jahrzehnte beendet. Die deutsche Wehrmacht besetzte Belgrad schon am 11. April, der serbische Patriarch Gavrilo wurde im Konzentrationslager Dachau interniert. Die Wehrmacht nutzte den ummauerten Grundriss der Kirche als Depot für Kriegsgerät, wie später die Rote Armee und die Partisanen Titos. Die Organisation der Baustelle mit den Kanzleien des Bauunternehmens „Rasina“ mit allen Materialien zum Bau der Kirche wurden geleert. Deutsche Soldaten drangen in die Räume des Patriarchensitzes und in die Kabinette der Professoren Nestorović, Deroko und Zažina in der Technischen Fakultät ein und zerstörten alle vorhandenen Unterlagen. Die gesamte technische Dokumentation, mit Ausnahme der Projektidee, die Deroko im Keller in Sicherheit gebracht hatte, ging dadurch verloren. Das ganze Vermögen der Organisation zum Bau der Kirche des Heiligen Sava wurde zerstört oder geraubt, wie auch alle Finanzmittel für den Bau verschwanden.
Aleksandar Deroko vergrub die in einer Schutzhülle eingewickelten originalen Baupläne sowie die Detailzeichnungen zur Ornamentik in seinem Keller in trockenem Sand. Trotzdem war Feuchtigkeit eingedrungen, sie hatte jedoch nur die Ränder der Pläne durch Fäulnis beschädigt.

#### Während der kommunistischen Periode

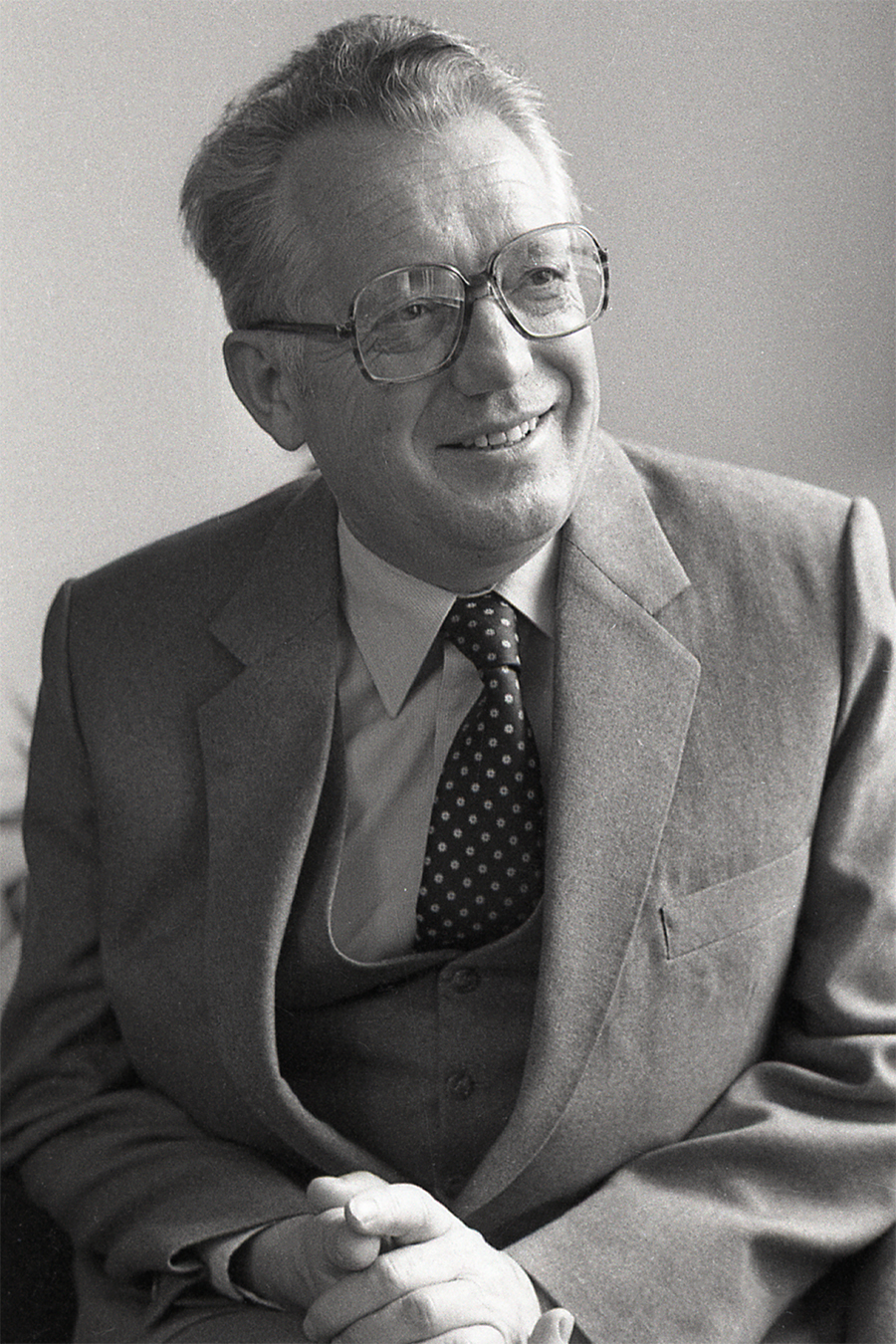
Erst Dušan Čkrebić, Präsident des serbischen Präsidialamtes der KPJ genehmigte 1984 den Weiterbau

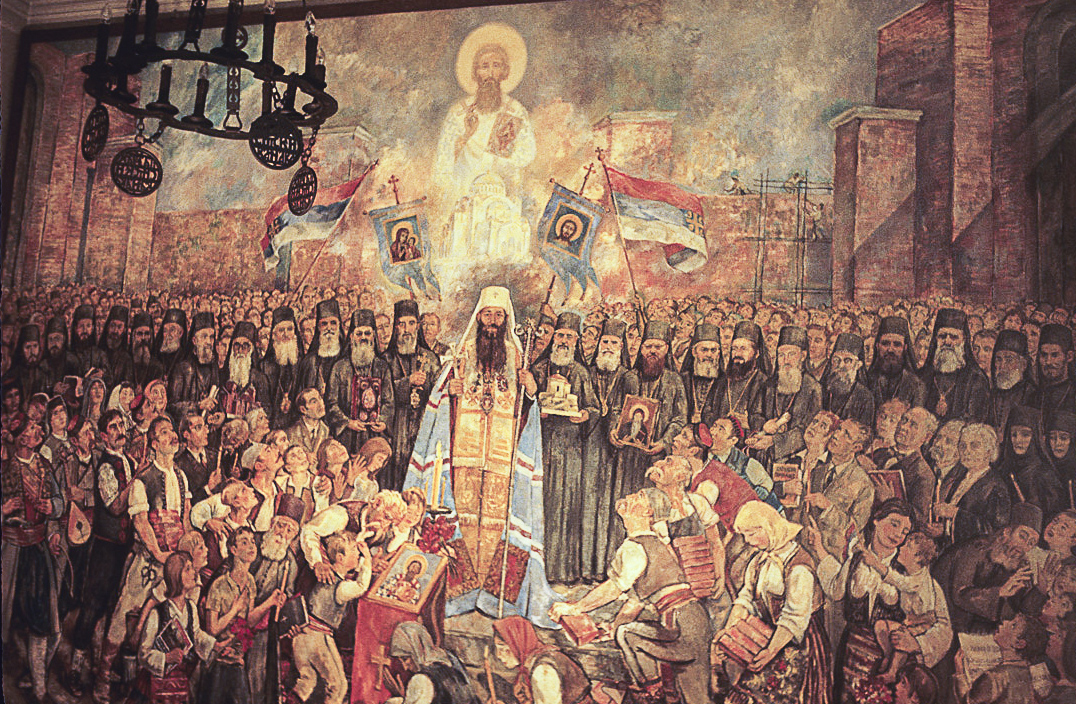
In seinen Sitz ließ er daher ein Monumentalgemälde der Grundmauern als Mahnung anbringen

Nach dem Krieg bestanden weder materielle noch irgendwelche andere Möglichkeiten für die Wiederaufnahme der Arbeiten. Die sich deklarativ atheistisch bezeichnenden neuen kommunistischen Machthaber widersetzten sich schnell und offen jeglichem Anliegen der Serbisch-Orthodoxen Kirche im Weiterbau der Kirche. Die Baustelle lag somit brach und wurde von Kindern als Spielplatz oder von Zirkustruppen als Aufführungsplatz aufgesucht.
Trotz jahrzehntelanger Bemühungen des Patriarchen der serbisch-orthodoxen Kirche German (Patriarch von 1958 bis 1990) und 88 Gesuchen bei der Führung des Bundes der Kommunisten Serbiens, einen Weiterbau genehmigt zu bekommen, dauerte der politisch bedingte Baustopp bis 1984. Dabei wurde 1948 auch der Förderverein zum Bau der Kirche aufgelöst, seine Aufgaben übernahm die Kirche über den Ausschuss zur Leitung des Patriarchats. 1953 konfiszierte das Sekretariat des Innenministeriums über das Dekret 2/3-11.855 das gesamte Eigentum des Fördervereins zum Bau der Kirche, und damit selbst die begonnenen Grundmauern der Kirche, und deklarierte diese als Volkseigentum.
Dieses Dekret wurde der Kirche jedoch niemals offiziell zugesandt. Trotzdem klagte die Kirche bei verschiedenen Adressen zu einer Aufhebung der Verstaatlichung. 1962 teilte die Bundeskommission für Glaubensfragen der Kirche mit, dass Volkseigentum nicht mehr an die Kirche zurückgegeben werden kann.
Nachdem German 1958 zum Patriarchen der Serbisch-Orthodoxen Kirche ernannt worden war, galt dem Weiterbau der Kirche eines der Hauptanliegen seiner Amtszeit. So sandte er jeden Monat seinen Titularbischof mit einer Liste von Anliegen zum Belgrader Bürgermeister, wo unter anderem die Forderung nach der Entfernung der Garagen innerhalb der Mauern der Kirche wie aller weiteren nicht zum sakralen Charakter der Anlage gehörenden Objekte gefordert wurde. Nachdem dieses erreicht war, erbat er 88 mal persönlich die Rückgabe des Objektes an die Kirche.
Germans Hartnäckigkeit führte ihn durch alle Strukturen der jugoslawischen Administration, der Patriarch sprach dabei davon, dass sie ihn von „Pontius zu Pilatus“ schickten, von den niedersten Organen der regionalen Behörden bis zu den Ämtern der Stadt und den ausführenden Organen der serbischen Regierung und Jugoslawiens.
Bei einem Gesuch am 28. April 1966 der Synode der Serbisch-Orthodoxen Kirche im Beisein Germans beim Präsidenten der Ausführenden Kammer der Serbischen Regierung Dragim Stamenković wurde der Kirche angeboten, die Grundmauern mit einem Dach zu übermauern und darin ein kirchliches Museum oder eine Freskengalerie einzurichten. Nachdem die Synode keine andere Möglichkeit sah, das Objekt anders zu konservieren, willigte sie in den Vorschlag einer vorübergehenden Lösung in Form eines kirchlichen Museums, jedoch nicht einer Freskengalerie ein und wurde damit im Nachhinein durch die kommunistischen Machthaber ausgespielt. Selbst noch Petar Stambolić beharrte bei jeglicher weiteren Thematisierung des Problems darauf, dass die Kirche die Regelung der Zukunft der Kirche des Heiligen Sava an die Genossen der ausführenden Kammer der SR Serbien übertragen hatten. Der Kirche wurde zudem ein veränderter Inhalt der Unterredung überreicht, in dem die Lokalität zu einem „Museum kirchlicher Altertümer“ und einer „Galerie für Fresken“ sowie staatlicher Aufsicht unterstellt würde.
Die Formulierung „Museum kirchlicher Altertümer“ bildete eine Innovation, der die Kirche aufgrund der offensichtlich unbestimmten Eigentumsbezeichnung sehr misstrauisch blieb. Das Angebot wurde damit auch nicht mehr unterstützt, die weiteren Forderungen zum Weiterbau danach noch unablässiger wiederholt. So wurde die Möglichkeit von Spenden der Emigration zum Weiterbau sondiert, was sofort abgelehnt wurde. Nachdem die Serbische Nationalbibliothek vor der Porte der Grundmauern errichtet worden war, galt selbst dies als Grund zu einer Relokation, was der damalige Präsident des serbischen Parlaments Dragoslav Draža Marković angeboten hatte.
Eine Wendung erfuhr die Situation, nachdem Dušan Čkrebić zum Präsidenten des serbischen Staatspräsidiums gewählt wurde. Am 19. Juni 1984 teilte er German und den Mitgliedern der Synode mit, dass die Kirche auf dem vorgesehenen Platz gebaut werden dürfe.
Čkrebić empfahl jedoch, dies nicht lautstark publik zu machen und nur in aller Stille die Bauarbeiten wieder aufzunehmen, damit sich keine Kontrareaktion bildet. Selbst die früher dem Projekt völlig abgeneigten Funktionäre in den höheren Positionen der serbischen Regierung duldeten nun stillschweigend die Entscheidung der jüngeren Kollegen und blieben mit der Entscheidung solidarisch. Die Entscheidung blieb dennoch nicht verborgen und war natürlich eine Sensation.

### Wiederaufnahme der Bauarbeiten 1984–2016

#### Zweite Weihung der Kirche
Mit der grundsätzlichen Freigabe einer Weiterführung der Arbeiten der Kirche durch die sozialistische Regierung Serbiens 1985 wurde ein neuer Architekt bestellt, um den Tempel zu vollenden. Dazu berief Patriarch German den Architekten Branko Pešić (1921–2006), einen Schüler Bogdan Nestorovićs, im September 1984 in seine Residenz im Patriarchen-Palast und eröffnete diesem, dass er als Architekt für den Weiterbau an der Kirche ausgewählt wurde. Pešić, der zuvor das Hochhaus der Beograđanka im Stadtzentrum geplant hatte, musste den Kirchenentwurf in Teilen modifizieren, hielt sich aber überwiegend an den letzten finalen Entwurf Nestorovićs. Es fehlten die im Krieg abhanden gekommenen statischen Konstruktionszeichnungen und alle Projekte der Bauausführung.

#### Überarbeitung der Pläne durch Branko Pešić

Branko Pešić in seinem Planungsbüro

Insbesondere veränderte Pešić die Dimensionen der Kuppel, deren Durchmesser außen von 32,63 m auf 35 m vergrößert wurde. Die Kuppel wurde um 5 m erhöht und das Kuppelkreuzes wuchs von 6 auf 12 m. Die Fassade erhielt als Anpassung an die ästhetische Moderne durch Weglassen einiger schmückender Details ein einheitlicheres Aussehen, die geplante Fassade aus Sandstein aus Beolvode, aus dem zahlreiche repräsentative Gebäude Belgrads errichtet wurden, wurde von Pešić mit weißem Marmor und roten Granit für Friese, Gesimsen, Arkaden und Pilaster geplant. Auch hatte Branko Pešić entschieden, den Weiterbau in Stahlbeton auszuführen.
Die im Entwurf Nestorović’ vorgesehene Krypta mit 1.600–1.800 m² Fläche, einer Kapelle des Heiligen Fürsten Lazar und dem Schatzhaus des Heiligen Sava war während des Baubeginns der Kirche 1935 nicht mit ausgeführt worden. Pešić ließ sie in den vorgesehenen Dimensionen in das begonnene Bauwerk nachträglich integrieren.
Ein Teil der Baupläne hatte Aleksandar Deroko in einem Kriegsversteck im Keller seiner Wohnung eingegraben und nach dem Krieg dem Patriarchat übergeben. Da die Erben Nestorovićs jedoch keine Pläne mehr zur Statik im Archiv des Architekten ausfindig machen konnten, bat Pešić Aleksandar Deroko als einzigen Lebenden der ursprünglichen Architekten um weitere Hilfe. Deroko, der eigentlich nur Hauptautor in der Ornamentik der Fassade, Kapitelle und Sockel und Fenster der Kirche war, konnte Pešić bei dem Treffen weitere Pläne vorzeigen, jedoch blieben die statischen Baupläne weiterhin verschollen. Branko Pešić sicherte Deroko – und explizit nur ihm allein – jede erforderliche Hilfe im Weiterbau von Sv. Sava zu.
Pešićs Überarbeitung der Silhouette der Kirche ging vom Grundplan des Nestorović-Deroko-Entwurfs aus. Er vergrößerte neben der Höhe der Kuppel die Dimensionen der Halbkuppeln, änderte die Fassadengestaltung, entwarf für jede der Kuppeln ein Kreuz und vergrößerte das Kreuz der Kuppel von 6 auf 12 m mit einem Gewicht von 4 Tonnen. Die Arkaden und Pilaster der Fenster wurden abgeändert, die Fassade wurde anstatt aus Sandstein in weißen Marmor geplant, Bänder der Arkaden an den Fensterbögen durch roten Granit strukturiert, Fenster, Türen und Rosetten neu geformt.
Der offizielle Weiterbau wurde in einer Messe, bei dem etwa 100.000 Belgrader im noch immer kommunistischen Jugoslawien am 12. Mai 1985 erschienen waren, eröffnet. Die eigentlichen Bauarbeiten begannen am 14. April 1986. Die Arbeiten bedurften insbesondere zahlreicher statischer Interventionen, da die vorgefundenen Vorarbeiten für die Grundmauern der vier Pfeiler für eine Kuppel von 35 m Durchmesser nicht ausreichend bemessen und auch die Tragmauern der Halbkuppeln aus statisch ungenügend festen Ziegeln gemauert worden waren. Stahlbeton wurde an allen kritischen Punkten der Grundmauern eingefügt sowie insbesondere die ursprünglich vorgesehene einschalige Kuppel durch eine Doppelschalenkonstruktion mit einem 2 m hohen Gang zwischen den Schalen versehen.

##### Bau der Kuppel 1989

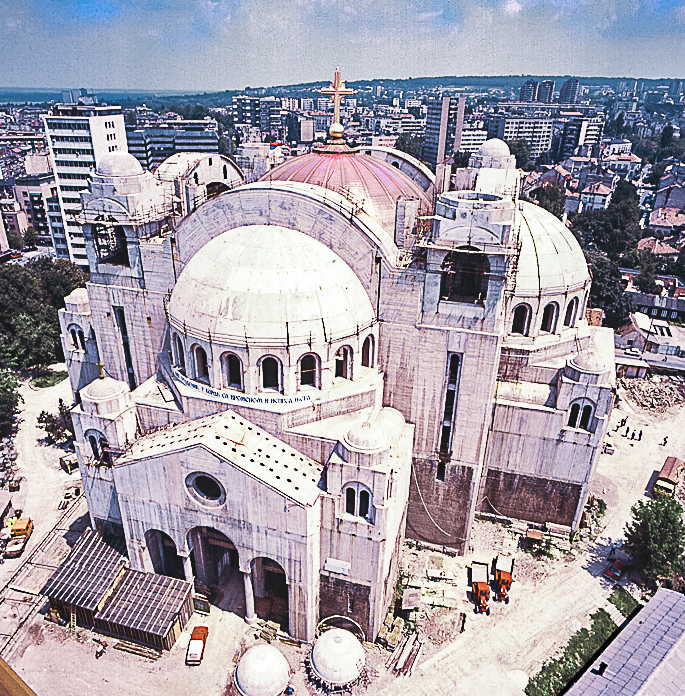
Die Lift-Slab-Anlage konnte die Kuppel vom 26. Mai bis 22. Juni 1989 heben. Die Prozedur war landesweit Medienereignis

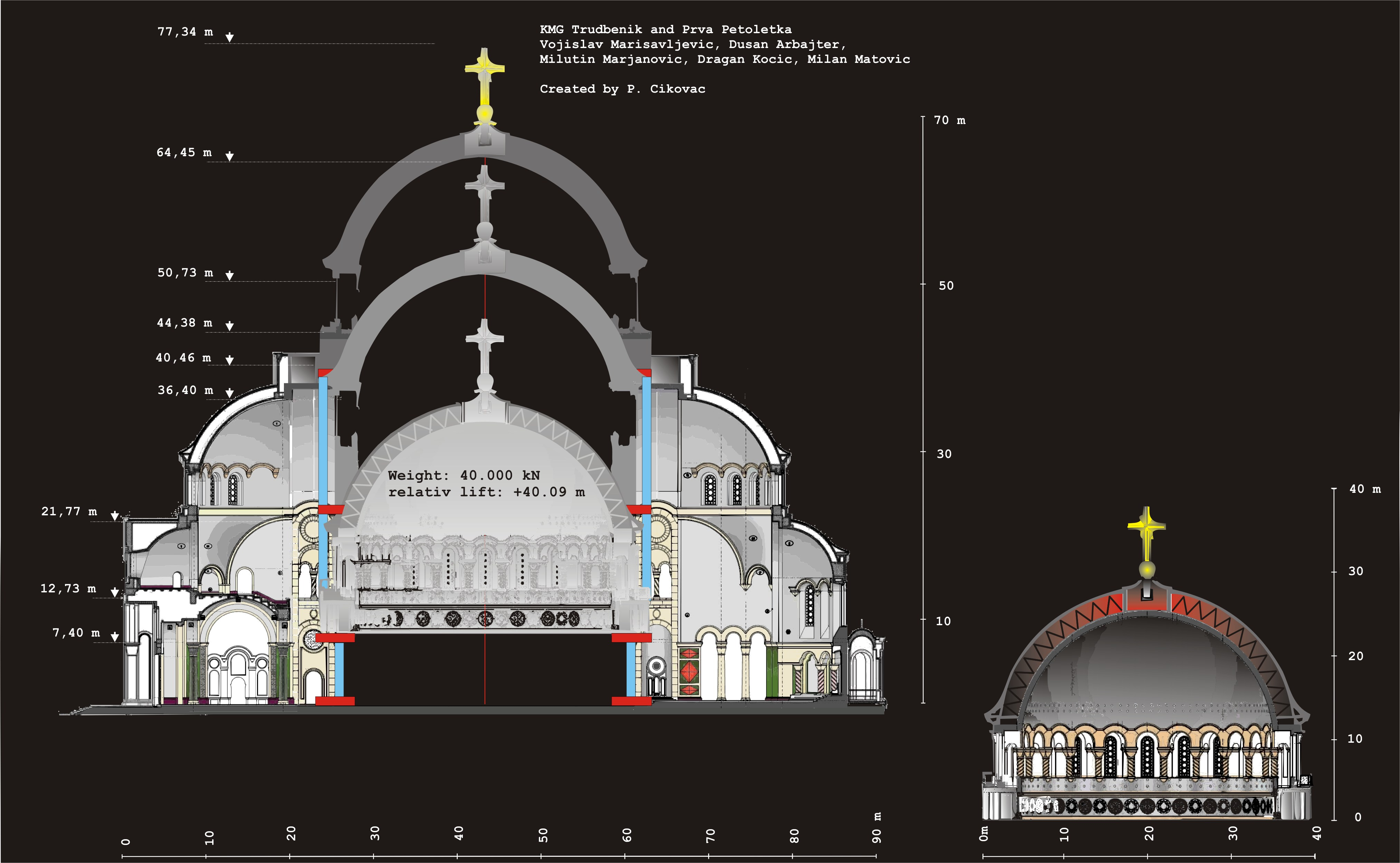
Schema der Lift-Slab-Anlagen

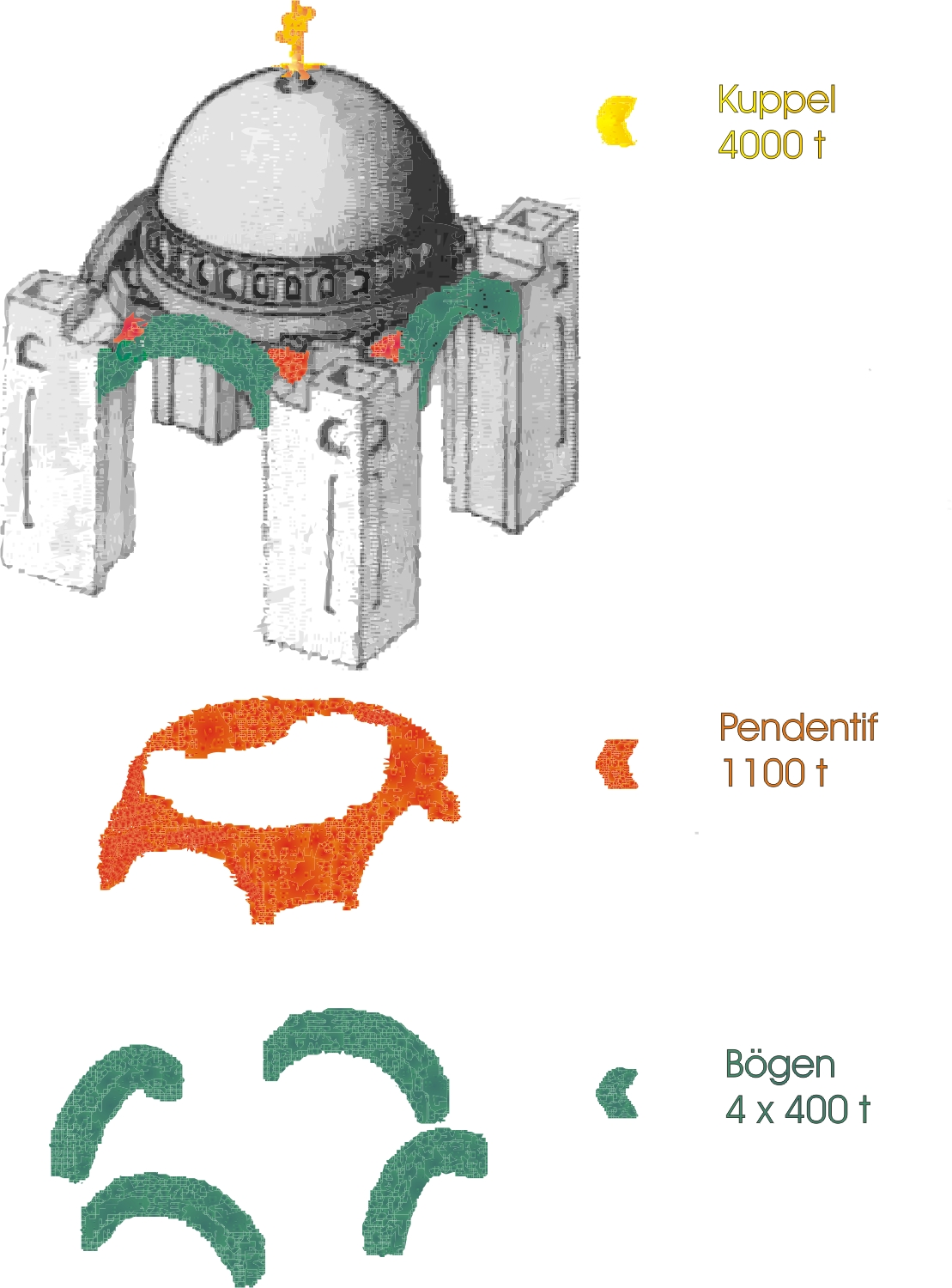
Elemente der Kuppel, die per Lift-Slab gehoben wurden

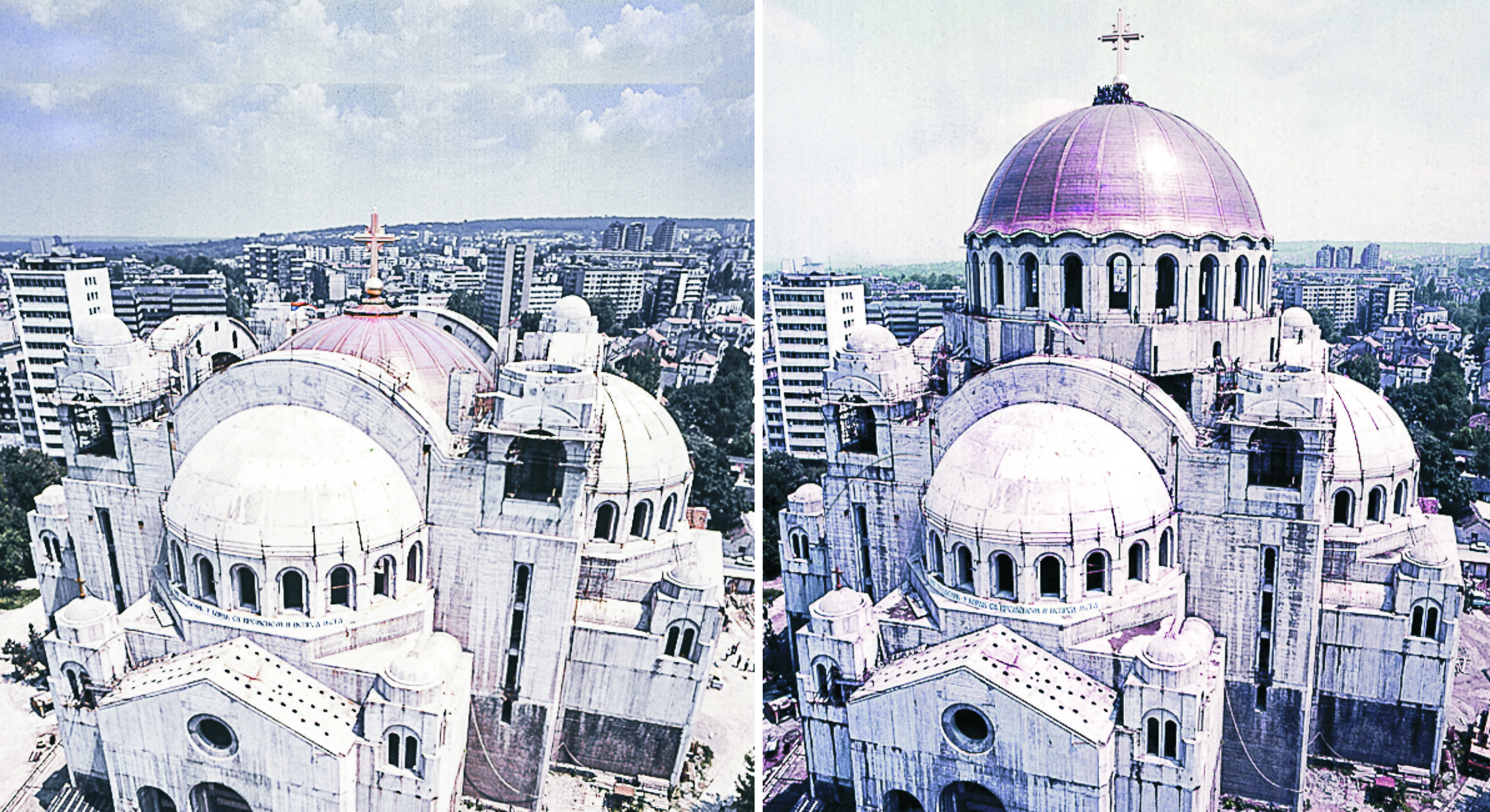
Phasen der Hebung, 13 m und 40 m

Innovativ und in dieser Form einmalig für ein Bauwerk komplexer Geometrien waren die Arbeiten an der innen 30,5 und außen 35,15 m Durchmesser messenden, aus vorfabrizierten Betonelementen gefertigten Kuppel. Auf Basis einer relativ ungewöhnlichen Idee der Ingenieure Vojislav Marisavljević, Dušan Arbajter und Milutin Marjanović im Projektionsbüro „Dragiša Brašovan“ der „KMG-Trudbenik“ plante und führte Pešić sie an Ort und Stelle am Boden der Kirche aus vorgefertigten Montageteilen aus, um sie per Lift-Slab-Anlage auf vorgesehene 40 m Höhe zu heben. Andernfalls hätten das 12 m hohe Kreuz sowie die Kupferbleche der Kuppel unter Lebensgefährdung der Monteure in 65 m Höhe eingesetzt werden müssen. So wurden alle Arbeitsabläufe am Boden und mit vorgefertigten Materialien durchgeführt. Zuvor wurden die Fundamente der Kirche nochmals verstärkt, da diese vor dem Krieg in nur 6 m Tiefe gelegt worden waren, was keine statische Sicherheit des Bauwerkes gewährte. Dadurch reichten sie nun bis auf 17 m Tiefe, wo sie in soliden Fels ankerten.
Der größte Vorteil der von der „KMG-Trudbenik“ angewandten bautechnischen Innovationen war die Geschwindigkeit, mit der aus vorfabrizierten schweren Stahlbeton-Stützelementen die Konstruktion der Kirche umgesetzt wurde, sowie parallel verschiedene andere Arbeiten durchführbar waren. Die komplexe Geometrie des Bauwerks erforderte von struktureller Seite die Aufschlüsselung der Baukörper in vorfabrizierte Elemente, die möglichst geradlinig verliefen. Alle Wände der Kirche wurden als Hohlkästen entworfen, die der Kirche nach vollständiger Montierung ein massives Aussehen verliehen. Alle gebogenen Flächen – Galerien und Wölbungen – wurden in Einheiten von Elementen gestückelt, die in zwei Dimensionen gebogen waren und erst nach ihrem Einbau in eine dreidimensionale Form gefügt wurden. Kuppel und Halbkuppel wurden in linearisierte Elemente unterteilt, der als Entwurf ein System gebogener Träger mit zwei gebogenen Schalen bildete. Die vorfabrizierten Bauelemente wurde dann an ihrem Platz in situ zu einer Einheit verschmolzen, was Festigkeit und Langlebigkeit garantieren soll. Alle diese bautechnischen Innovationen halfen, das Gebäude insgesamt 30–40 % leichter zu machen, als es mit im ursprünglichen Bauplan vorgesehenen Methoden der Fall gewesen wäre.
Als Vorarbeit der Hauptaufgabe der Kuppelhebung wurden die vier je 400 Tonnen schweren Paare der 24 m überbrückenden Jochbögen zwischen den vier Tragsäulen im Zeitraum von Januar bis Juni 1988 fertig montiert. Dabei wurden sie auf sogenannten „Chains“ in die Luft gezogen, wo sie so lange hängen blieben, bis unter diesen die tragenden vertikalen Elemente der Säule für sie gegossen waren. Danach erst wurden sie aus den „Chains“ entlassen, sodass Kuppeljoche und Säulen eine portalartige Struktur bildeten. An den Außenseiten der vier Joche wurden im gleichen Jahr die vier Halbkuppeln mit 24 m Breite und Doppelschale aus acht Stahlbetongittern durch Einsetzen von Stahlbetonplatten und In-situ-Zusammenfügen ebenso aus vorgefertigten Montageelementen zusammengesetzt.
Die Realisation der Kuppel begann Anfang November 1988 und wurde Ende Februar 1989 abgeschlossen. Da alle Betonarbeiten im Winter durchgeführt wurden, reifte der frische Beton durch elektrisches Widerstandheizen der Stahlträger („electrical resistance thermal treating“). Im Bau und in der Montage kamen moderne elektronische Verfahren in Projektierung und Berechnung sowie in allen Phasen der Hebung zum Zuge. Dies war insbesondere wichtig, da die schweren Montage-Bauelemente in genau vorbestimmte Lagepunkte gebracht werden mussten, die nachträgliche Korrekturen nicht zuließen. Die Montage der schweren Kuppelkonstruktion wurde, ohne Parameterprüfungen an einem Modell zu kontrollieren, nur mit Hilfe numerischer Verfahren und speziell entwickelter Programme durchgeführt.
Als Grundelement der Kuppel wurde der untere Tambour mit 35,15 m Durchmesser als kassettenförmiger, monolithischer Betonring am Boden auf einer 1,20 m mächtigen Kiesböschung gegossen. Dieser trägt den oberen Tambour mit 24 Fensteröffnungen sowie darüber die halbsphärische Wölbung der doppelschaligen Kuppel von 28 m Höhe. Auf dem Betonring, in dem ein 100 m langer Gang mit Treppenaufgängen zur inneren Kuppelgalerie sowie zur Außengalerie um die Kuppel führt, wurde der obere Tambour mit Elementen für 24 Joche für die Kuppelfenster, darüber die 24 Doppelhalbkreisbögen eines speziellen, leichten Stahlbetongitters montiert. Das Stahlbetongitter trägt auf der oberen und unteren Halbkugelsphäre der beiden Schalen vorfabrizierte Stahlbetonplatten. Die Stahlbetonplatten der oberen Schale wurden anschließend mit Kupferblechen, das Sphäreninnere der unteren Schale später mit Gold-Mosaiken bedeckt. Ein Ring in der oberen Schale der Halbkugelsphäre trägt das 12 m hohe, 4 Tonnen schwere vergoldete Kreuz, wovon 10 m äußerlich sichtbar sind. Nachdem die Kupferabdeckung und das große vergoldete Kreuz zwischen März und April 1989 auf der am Boden vollendet stehenden Kuppel angebracht waren, trat die Planung der Hebung in die entscheidende Phase.
In Vorarbeit wurden Stahlträger zusammengebaut, hydraulische Anlagen nach Vorgaben „Trudbeniks“ durch „Prva Petoletka-Trstenik“, ein Unternehmen, das in der SFR-Jugoslawien führend im Bau pneumatischer und hydraulischer Anlagen war, gebaut, robotisierte Stahlbetonplatten-Schieber eingebracht, Arbeitsgerüste aufgestellt sowie Sensoren an den empfindlichen Bauteilen der Struktur angebracht, die eine kontinuierliche Überwachung jeglicher Belastungen und Deformationen ermöglichten.
Nachdem die Lift-Slab-Anlage unter der Kuppel in Position gebracht worden war, wurde die auf der hydraulischen Waage über 4.000 Tonnen schwere und unterhalb des Kreuzes 28 m hohe Kuppel mit 28 Tonnen schwerem Kupferdach und 4 Tonnen schwerem Kreuz durch 16 hydraulische Zylinder, die in vier Gruppen zusammengeschaltet waren, langsam gehoben. Die elektro-hydraulischen Zylinder arbeiteten synchron mit einem automatisierten hydraulischen Manipulator, der Betonplatten von jeweils 11 cm Dicke unter die Stützen der hochgeschobenen Kuppel einfügte, sodass auf keiner Seite mehr als 5 mm Horizontunterschied auftraten. Gewicht und Durchmesser der Kuppel sowie die erforderliche Höhe beanspruchten 20 Arbeitstage an der Lift-Slab-Anlage. Die computergesteuerte hydraulische Anlage entwickelte eine integrale Hebungskraft von 5.000 Mega-Pound, die sich synchron auf die vier Hydraulikzylindergruppen verteilten. Im Durchschnitt betrug die Hebungsrate 2 m pro Tag, wobei nie über 5 h am Stück gehoben wurde, damit der entstandene Luftraum durch In-situ-Betonieren der Säule darunter für den nächsten Schritt vorbereitet werden konnte. Über 280 elektronische Elastomere waren über die gesamte Kuppel und ihre Elemente verteilt. Die hydraulischen Komponenten wurden mit den Messdaten der Instrumente korrigiert, die aus Informationen über Horizontalzylinder und Differenzdruckmesser und deren Auswertung in speziell entworfenen Computer-Programmen während der gesamten Hebungsaktion eine automatisierte Steuerung erlaubte. Ein vollständig unabhängiges Nivellierungssystem war an den Computer-Schaltkontrollen angeschlossen, was während der Hebung ständige Korrekturen aus den Nivellierungsinformationen ermöglichte. Dieses System wäre bei einer Überschreitung einer Abweichung von 5 mm sofort automatisch abgeschaltet worden. Während der exakten Hebung verarbeiteten die Computer fortlaufend 24 wesentliche Datensätze.
In der ersten Phase wurde, um die historischen Grundmauern von 1941 sowie die damals schon eingebauten Natursteinsäulen nicht zu zerstörten, eine Hebung bis 13 m Höhe auf temporären Stützen bewerkstelligt, die an den Glockentürmen vorbeiführten. Die Kuppel, die im Hauptraum hochgeschoben wurde, war von den Annexen an den vier Himmelsrichtungen durch Dilatationen abgesondert. Erst oberhalb 13 m wurde ohne temporäre Stützen auf die eigentliche Konstruktion gewechselt. Die Kuppel bekam nach Erreichen der vorgesehenen Höhe eine Stützung an vier Befestigungspunkten der Säulen sowie an den Scheiteln der vier großen Kuppeljoche. In einem später folgenden Arbeitsschritt erfolgte vom Boden aus die Befestigung des Pendentifs, womit die Kuppel langfristig gesichert wurde.
Die Arbeiten zur Kuppelhebung mit Beginn am 26. Mai 1989 wurden von fünf internationalen Fernsehstationen, zahlreichen Medienvertretern sowie über 1000 in- und ausländischen Architekten und Bauingenieuren mit großem Interesse begleitet. Eine Zuschauerbühne war eigens vor der Baustelle eingerichtet. Die erfolgreiche Beendigung der Hebung konnte am 22. Juni 1989 abgeschlossen werden. Der Scheitel der Kuppel lag somit in 68 m und bis zur Spitze des Kreuzes in ca. 78 m Höhe. Am 25. Juni 1989 fand unter Leitung des Patriarchen German die erste eigentliche Liturgie in der Kirche statt. Drei Tage vor der 600-Jahr-Feier der Amselfeldschlacht auf dem Gazimestan versammelten sich 150.000 Menschen auf dem Plateau und in der Kirche.
Im letzten Schritt wurde unter der Kuppel auf Bodenhöhe das Pendentif zusammengebaut. Es stellt das Übergangselement zwischen dem quadratischen Grundrissplan des Kirchenraums zum kreisförmigen Element der Hauptkuppel dar. Durch Anbringung des Pendentifs unterhalb der Kuppelöffnung in 40 m Höhe erhielt der Raum seine abschließende abgerundete Form. Die Aufgabe des Pendentifs besteht in der Unterstützung der Hauptkuppel in vier Positionen durch hydraulische Heber, die jeweils 3.000 kN Kraft (zusammen 12.000 kN) aufbringen und weitere Gewichte, die durch aufgetragenen Mörtel, Natursteinverkleidung der Außenfassade sowie die über 40 Tonnen schweren Gold-Mosaiken der Kuppel entstehen, abfangen. Das 1.100 Tonnen schwere und 14 m hohe Pendentif besitzt eine rechtwinkelige Basis, von jeweils 24 m Spannweite zwischen den Jochen. Es wurde als dauerhaftes Befestigungselement per „Chains“-Methode in seine endgültige Position unter die Kuppel 28 m hoch gezogen und dort befestigt. Während der insgesamt zwei Tage dauernden Prozedur Ende Januar 1990 realisierte man in nur 36 h eine Geschwindigkeit von 2,0 m/h. Das Pendentif wurde ebenfalls mit einer minimalen Toleranz, die deutlich weniger als die erforderlichen 5 cm betrug, an ihren Platz gebracht.
Insgesamt wogen damit die sechs vorfabrizierten Montage-Elemente, die das Kuppelsystem bilden, 6700 Tonnen.
Als Auszeichnung für die technologische Innovation in der konstruktiven Umsetzung bei der technischen Montage schwerer Bauelemente durch die Lift-Slab-Methode bekamen die verantwortlichen Ingenieure für die gezeigte bauingenieurtechnische Leistung 1989 den ersten Preis der Vereinigung für Bauwesen Jugoslawiens.
Nachdem die Silhouette der Kirche mit der Montierung der Kuppel damit vollendet war, ruhten die weiteren Arbeiten praktisch das gesamte folgende Jahrzehnt.

##### Vollendung der Außenarbeiten 1990–2004
Mit Beginn des Bürgerkrieges in Jugoslawien sowie des UN-Wirtschaftsembargos gegen die Bundesrepublik Jugoslawien ab 1992 hatten sich die Bauarbeiten Anfang der 90er Jahre stark verlangsamt. 1991 waren dennoch 90 % der Arbeiten an den Betonarmierungen abgeschlossen. Die weiteren Bauarbeiten wurden zwar bis 1996 fortgesetzt, jedoch unter anderen Prioritäten. Die Serbisch-Orthodoxe Kirche bemühte sich insbesondere auch um kleinere Bauprojekte in ländlichen Gebieten, die unter der Kriegssituation litten. sowie um die Hilfe für Flüchtlinge und Vertriebene. Schließlich mussten aus Geldmangel die Architekten und Bauarbeiter am Dom des Heiligen Sava 1996 entlassen werden, und die Baustelle wurde für mehrere Jahre aufgegeben.
Insbesondere lagerten in dieser Zeit die verschiedenen Natursteinplatten um die Kirche, die als Betonrohbau jahrelang einen eigentümlichen Anblick im Stadtzentrum Belgrads bot. Während der NATO-Bombardierung Serbiens und Belgrads fand am 20. April 1999 eine Liturgie gegen den Krieg in der Kirche statt, an der wiederum trotz der Gefahr von Bombenalarmen 100.000 Menschen aus Serbien und Montenegro teilnahmen. Der Weiterbau der Kirche wurde zum 5. April 2000 bekannt. Die Synode der Serbisch-Orthodoxen Kirche bestimmte auch die personelle Veränderung in der Leitung des Bauwerks. So löste Vojislav Milovanović Branko Pešić als Organisator der Baustelle ab, der jetzt nur noch beratende Funktion besaß. Veränderungen erfuhr auch die Form der Krypta, die nach Pešićs ursprünglicher Idee 2.300 m² und jetzt mit verändertem Grundriss 1.600 m² einnahm.
Für die Außenverkleidung wurde vor dem Krieg griechischer Marmor „Ajax“ des Lieferanten Laskaridis aus Kavalla, nach dem Krieg ein ähnlicher aus Drama mit dem Handelsnamen „Volares“ gewählt. Die Wölbungen und Kränze von Kuppeln, Halbkuppeln, Glockentürmen und Fensterjoche wurden mit rotem italienischen Granit, der Sockel aus schwarzem Jablanica-Gabbro ausgeführt und 2004 vollendet. Im selben Jahr wurde das Bauwerk offiziell eingeweiht. 2003 fand in der Kirche die Messe für den bei einem Attentat verstorbenen Premier Serbiens Zoran Đinđić statt.

##### Innenarbeiten ab 2004

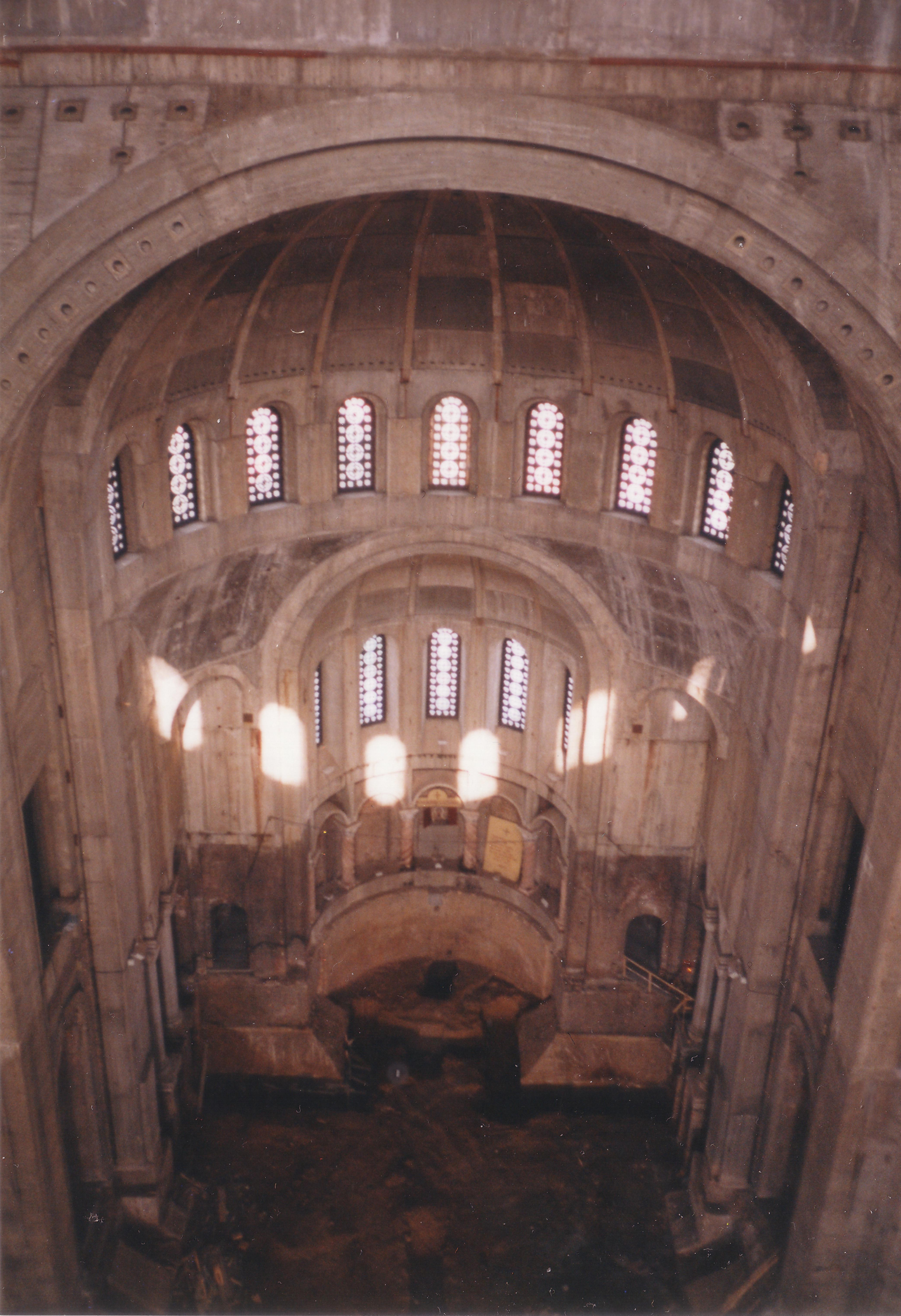
Blick auf die Baustelle im Kircheninneren (August 2001)

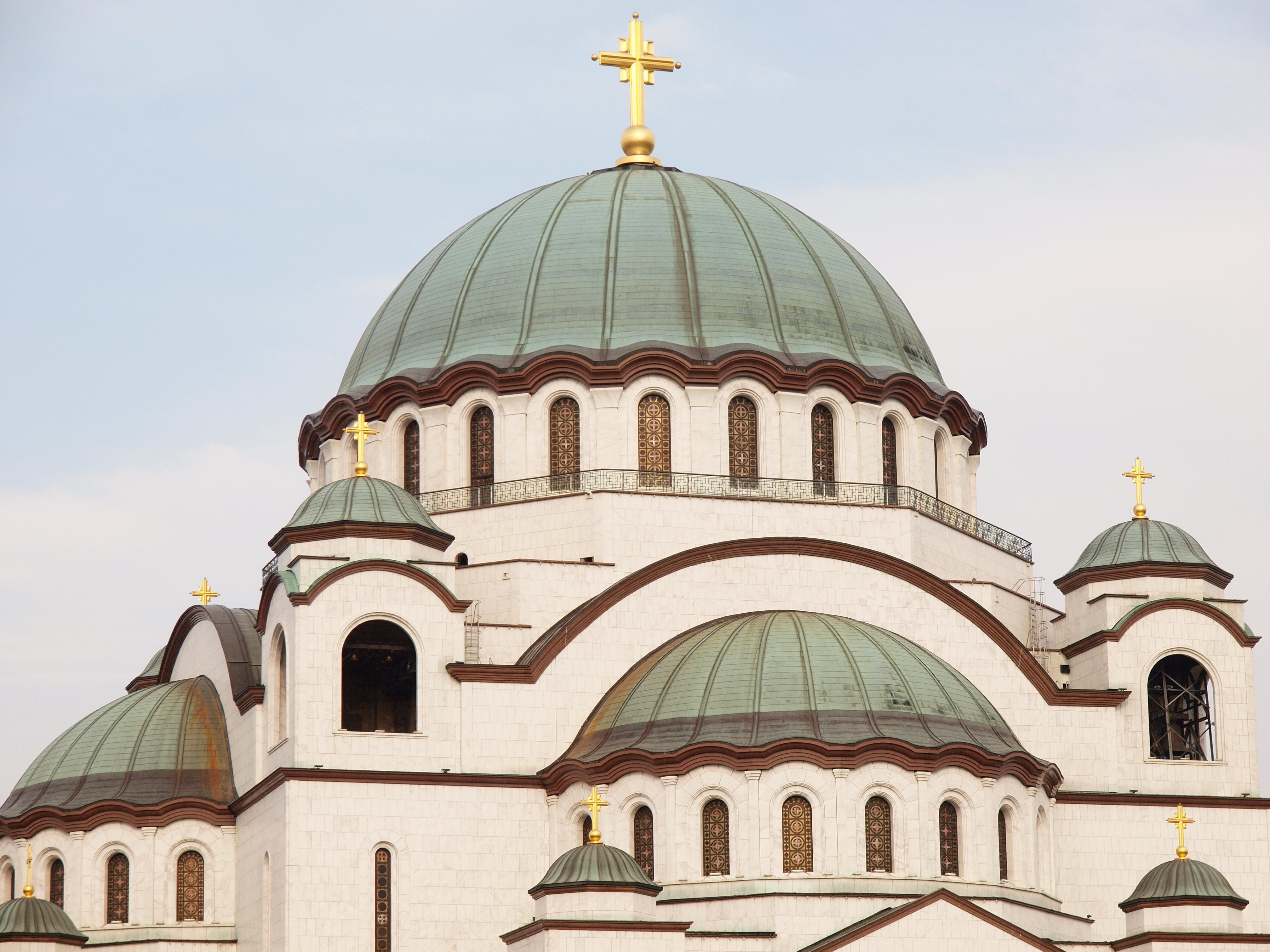
Die zweischalige Kuppel mit Durchgang zum Kreuz hat einen Außendurchmesser von 35,15 m und einen Innendurchmesser vom 30,5 m. Inklusive Galerie sind es 39,5 m. Sie ist Innen 64,56, Außen 67 m hoch. Inklusive vergoldetem Kreuz erhebt sie sich in 77,14 m Höhe

Die Innenarbeiten des Doms umfassten die Grabung und Einrichtung der 1.800 m² großen Krypta, Steinmetz- und Mosaikarbeiten sowie die Planungen der Ikonostase. Nachdem die Krypta 2015 beendet wurde, verblieben Steinmetzarbeiten an Konsolen, Kapitellen und Rosetten sowie insbesondere die Gold-Mosaike. Gazpromnjeft übernahm anfänglich die Kosten der Mosaikgestaltung in Höhe von 4 Mio. Euro. Damit wurde jedoch nur das Goldmosaik in der Kuppel vollendet. Um die 800-Jahr-Feier der Autokephalie der Serbisch-Orthodoxen Kirche rechtzeitig im Dom 2019 zu begehen, bewilligte die serbische Regierung im Dezember  11 Mio. Euro aus der Staatsreserve. Mit diesem Geld sollte der Altarraum vollendet werden können, für den ein Projekt der Russischen Akademie der Künste unter Leitung von Nikolaj Muchin vorliegt. Nach inoffiziellen Informationen der Zeitung Blic betrugen die Kosten für den Bau bis Ende 2017 150 Mio. Euro.
Ab April 2016 wurde in Vorbereitung der Mosaik-Ausschmückung innerhalb der Öffnungen der unteren Tambourkassette drei über den Durchmesser der Kuppel führende quadratische Stege von 11 resp. 2 × 10,5 Tonnen Gewicht eingezogen. Über den Stegen in 42,90 m Höhe wurde ein metallischer Boden gesetzt, auf dem ein modulares Gerüst bis in 59,08 m Höhe stand. Der Erreichung der Arbeitsfläche sowie dem Transport von Arbeitsmaterialien diente bis Januar 2018 ein speziell konstruierter Lastenaufzug, der vom hauptverantwortlichen Bauingenieur des Dombaus, Milan Glišić, in der Mitte der Kirche unter dem Scheitelpunkt der Kuppel konstruiert wurde. Der Lastenaufzug wurde durch 50 mm dicke Stahlseile, die bis zu 5,5 Tonnen Zugbelastung aushielten, an den tragenden Pylonen der Kuppel fixiert.

## Dimensionen und Details

### Technische Beschreibung
Die Architektur des Doms des Heiligen Sava ist in Dimension und Stil an die ehemalige byzantinische Kirche der Hagia Sophia in Istanbul angelehnt. Sie wurde im Stil des Neobyzantinismus mit selektiv adaptierten Elementen der Postmoderne erbaut. Die Kirche besitzt drei Niveaus: Krypta, Erdgeschoss und Choräle.
Die Krypta besteht aus zwei geschlossenen Einheiten, der Gedenkkirche des Heiligen Fürsten Lazar und der Grablege der Patriarchen der Serbisch-Orthodoxen Kirche. Die Treppen-Zugänge zur Krypta liegen in den Pfeilern im Nordwesten und Südwesten.
Das Erdgeschoss der Kirche besitzt drei Eingänge im Norden, Westen und Süden. An jeden Eingang schließt eine Vorhalle an, die durch vier Kuppelturm-Pfeiler der Kirche eingerahmt werden. In den südwestlichen und nordwestlichen Pfeilern liegen die Aufgänge zu Galerien und Krypta. Durchgänge in den Pfeilern verbinden einzelne Raumteile, ohne dass der Hauptraum der Kirche betreten wird. Im Altarraum stehen Patriarchenthron und Sitze für eine größere Anzahl Bischöfe. Hinter dem Altarraum schließt die Schatzkammer der Kirche als bogenförmiger Durchgang an. Sie ist Aufbewahrungsort liturgischer Gegenstände, die während der Messen in Gebrauch sind.
Galerien und Choräle liegen über den Vorhallen. Durchgänge in den westlichen Kirchenpfeilern verbinden die Galerien miteinander. Über Diakonikon und der Proskomidie liegen jeweils Kapellen. Sie werden u. a. als Taufkapelle genutzt werden. Die 44 m hohen Glockentürme, die in ihren Pfeilern die Kuppel tragen, verbinden über Aufgänge in den Pendentifs zur kreisförmigen Galerie in der Kuppel. Über Rosetten im Kuppelbogen-Gang sowie in der Kuppelgalerie ist ein Blick in den Kirchenraum möglich. An der Außenseite der Kuppel dient eine kreisförmige Galerie als Aussichtsplattform über die Stadt.
Bis Ende 2020 werden in der Kirche drei Lifte für jeweils neun Personen, zwei für Touristen, einer für die Choristen, eingebaut werden. Die Nutzung der Lifte wird für die Besucher der Kirche zum Rundgang in der inneren und äußeren Kuppelgalerie unmittelbar mit der Einweihung der Kirche im Oktober 2020 möglich sein.

### Maße

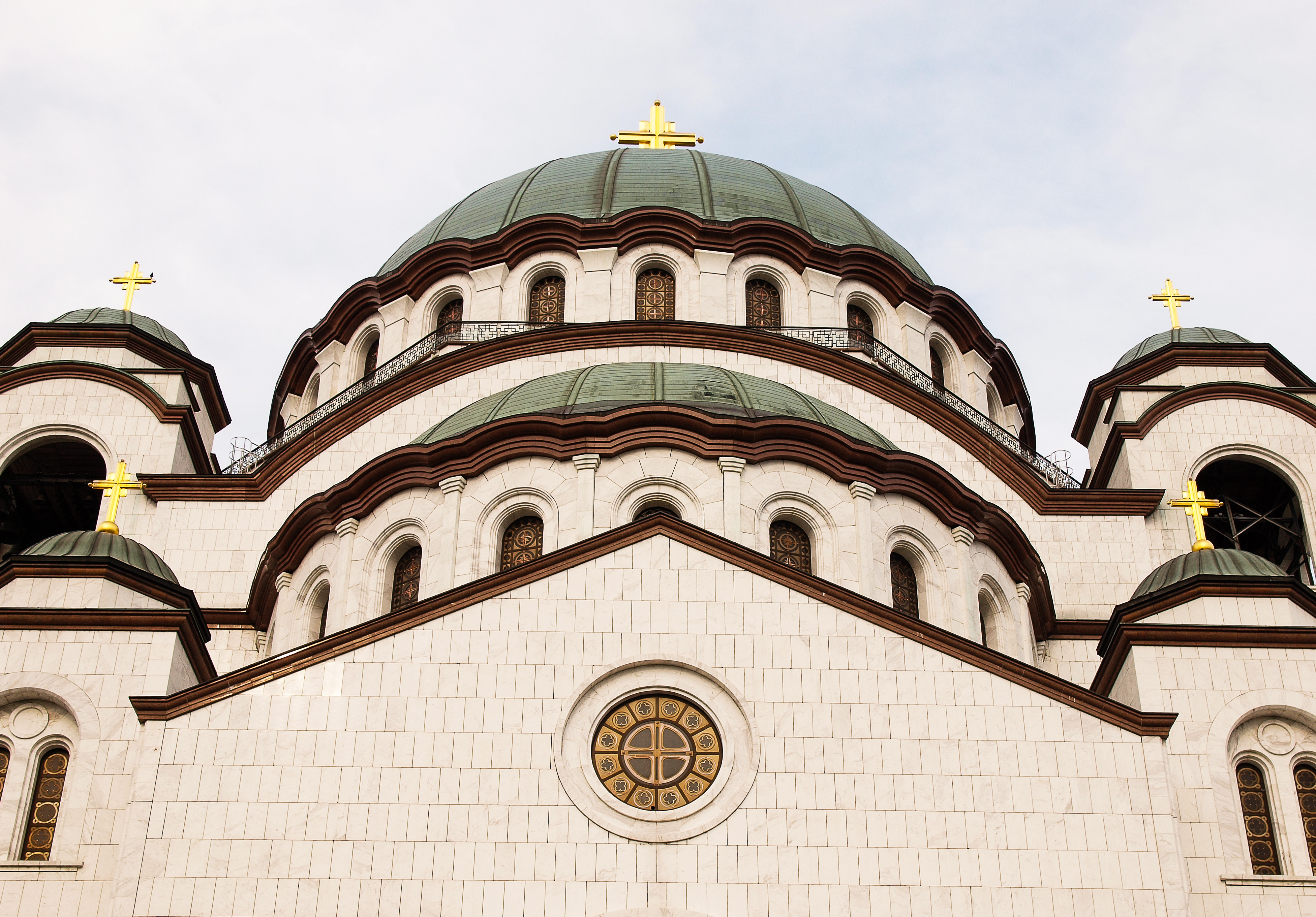
Kuppel und Halbkuppel der Apsis

Die Kirche ist eines der größten Gotteshäuser der Welt. Mit den Ausmaßen von 91 m × 81 m im Vergleich zu 77 m × 71 m in der Hagia Sophia und einer überbauten Grundfläche von 4830 m² zu 7.570 m² entspricht sie ungefähr den Dimensionen der Hagia Sophia in Istanbul. Die Krypta nimmt auf einem Niveau von 6 m eine Fläche von 1.600 m² ein. Die drei Galerien im ersten Niveau über den drei Kreuzarmen der Konchen besitzen eine Gesamtfläche von 1.276 m². Auf ihnen finden die Chöre während der Gottesdienst-Liturgie ihren Platz. Insgesamt sollen maximal 12.000 Menschen in der Kirche Platz haben.
Ursprünglich waren neben der Kirche ein neues Patriarchenpalais, eine theologische Fakultät und ein kirchliches Museum, allesamt im Stil der Neorenaissance, geplant, die aber aufgrund fehlender finanzieller Mittel und Neubauten nach dem Krieg wahrscheinlich nicht zu verwirklichen sind.
Zu den umfangreichen Arbeiten, die in der Innendekoration anstehen, gehören die Ausführung der Mosaiken, die Montage der Elemente der steinernen Wanddekoration, die Vollendung der Galerien und Kapellen in den Vorräumen sowie Arbeiten an Ikonostase und steinerner Taufkapelle.

### Einzelne Einheiten

#### Kuppel

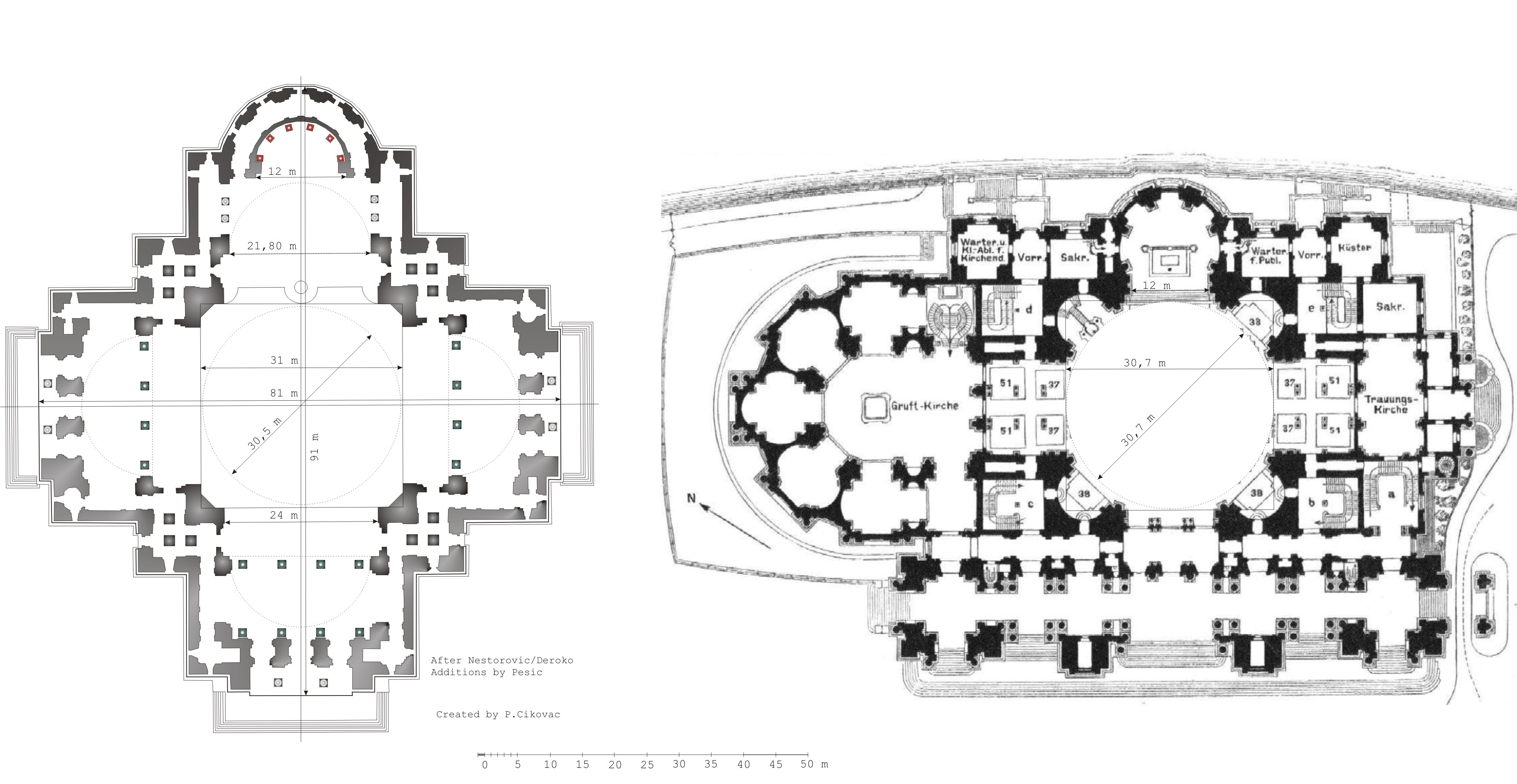
Vergleich der Grundrisse der als Zentralbauten ausgeführten Gebäude im Dom des Heiligen Sava und im Berliner Dom

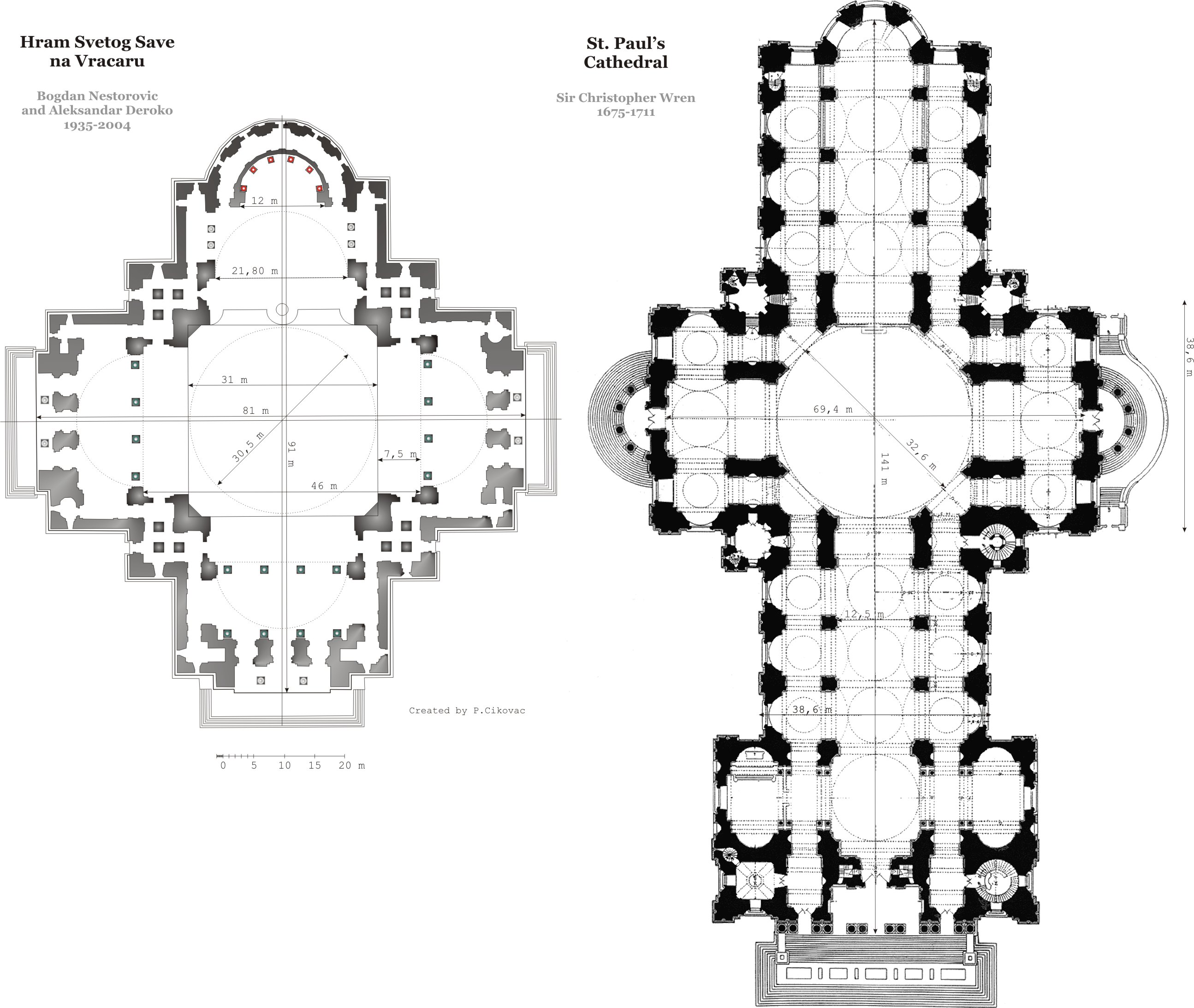
Die Maße der Kathedrale von St. Paul’s sind insbesondere im Naos ähnlich denen von Sveti Sava. So sind die Kuppeln ähnlich dimensioniert (30,5 zu 30,8 m im inneren Durchmesser), sowie die Maße des großen Quadrats mit 50 m praktisch identisch. Ähnlich ist auch die Breite der Kreuzarme von 38 (St. Paul's) zu 35 m (Sv. Sava)

Die Kuppel der Kirche ist eine Pendentifkuppel über vier Stützpfeilern mit einem inneren Durchmesser von 30,50 m und einem äußeren von 35,15 m, was mit den Dimensionen der Hagia Sophia her fast identisch ist (diese hatte ehemals einen verwirklichten Kuppeldurchmesser von 33 m). Die Kuppel steht auf vier 37,70 m hohen Jochen, das Quadrat über dem Zentralraum unter der Kuppel hat eine Seitenbreite von 39,72 m und eine Grundfläche von 1.578 m². Die doppelschalige Kuppel ist insgesamt 27 m hoch und erreicht im Scheitel außen 67 m und innen 64,56 m Höhe. Damit erreicht sie eine etwas größere Scheitelhöhe als in der Hagia Sophia (67 m zu 56 m). Die Kuppel der Hagia Sophia ist besonders flach, da sie mit kaum ausgeprägten Tambour gebaut wurde. Die Kuppel im Dom des Heiligen Sava ist mit ausgeprägten Tambour, der im unteren Teil 16 nach innen zeigende Rosetten und im oberen 24 große Galerie-Fenster hat. Außen klingt die konvexe Halbsphäre der Kuppel in einer kurzen konkaven Wölbung ab. Innerhalb der Kuppel liegt zwischen den Schalen ein 2 m breiter technischer Durchgang mit Durchlass zum Kreuz. Das vier Tonnen schwere vergoldete Kreuz der Hauptkuppel ist mit Verankerung insgesamt 12 m hoch und als sichtbare Silhouette über der Kuppel 10 m hoch. Das Kreuz entstand aus der Verbindung der Arbeiten in der bildhauerischen Idee Nebojša Mitrićs mit dem architektonischen Konzept Branko Pešićs. Es wurde in Prva Iskra – Barić durch das Unternehmen Modul gefertigt. Das 12 m hohe Kreuz ist 5 m breit, der goldene Apfel hat 2 m Durchmesser. Das 4 Tonnen schwere Stahlkreuz kam als Rohling in einem speziellen Hänger an die Dombaustelle. Hier wurde es durch Sava und Dragomir Dimitrijević, die auch die weiteren 17 formgleichen Kreuze der Kirche vergoldeten, innerhalb mehrerer Monate weiter bearbeitet. Anfang 1989 wurde es in nur 15 Minuten mit Hilfe eines Krans auf die Kuppel gehieft und dort befestigt. Nebojša Mitrić tötete sich selbst am 23. August 1989 in Reaktion auf die negative mediale Kritik, die sich an seinem modernen Entwurf entfachte. Heute gilt sein Kreuz als stilistisch große Leistung und wird als Kopie von den Episkopen der Serbisch-Orthodoxen Kirche getragen. Mitrić war zuvorderst Bildhauer von Miniaturen wie Medaillen (u. a. die der Olympischen Spiele in Sarajewo 1984). Er überlebte als einziger seiner jüdischen Familie in Belgrad den Holocaust und wuchs bei einer Gastfamilie auf.
Allgemein ist die Kuppel des Doms des Heiligen Sava die größte einer orthodoxen Kirche. Nur die Hagia Sophia, die heute als Moschee genutzt wird, besitzt einen größeren Durchmesser, der ursprünglich bei 33 m lag und über die rekonstruierte Beziehung von 105 byzantinischen Fuß Spannweite zu 0,313 m byzantinischen Fuß heute genau bestimmt werden kann. Ihre Kuppel ist bis heute auch die größte, die über nur vier Stützpunkten erbaut wurde. Sie hat heute eine leicht elliptische Form mit den Durchmessern 31,24 m und 30,86 m.
Vergleichsweise hierzu sind die großen historischen Kuppeln der St Paul’s Cathedral (30,8 m), im Dom von Florenz (43 m) sowie im Petersdom (42 m) mit teilweise bedeutend größeren Dimensionen erbaut worden. Jedoch liegt keine dieser Kuppeln auf nur vier Pendentifs über vier Stützen. So sind die Grundrisse der Kuppeln in der St Paul’s Cathedral und im Dom von Florenz achteckig mit acht Pfeilern und acht Pendentifs, die Kuppel im Petersdom ist im Grundriss sechzehneckig und besitzt ebenfalls acht Pendentifs. Bezeichnenderweise sind die 24 m weit spannenden Kuppeljoche im Dom des Heiligen Sava einen Meter weiter (24 zu 23 m) wie bei der viel größeren Kuppel des Petersdoms. Die Höhe der Hauptjoche liegt im Dom des Heiligen Sava mit 37,70 m jedoch deutlich unter denen des Petersdom mit 44,80 m. Dennoch ist die raumbeherrschende Wirkung der Kuppel im Dom des Heiligen Sava, da sie über quadratischem Zentralraum erbaut ist und gleich weite oder weitere Kuppeljoche besitzt, ausgeprägter als in den elongierten Langhausbau-Grundrisse des Petersdoms, Florentiner Doms und der St. Paul’s Cathedral.
Im ebenfalls zum Historismus gehörenden Berliner Dom, der mit einem Kuppel-Innendurchmesser von 30,7 m das etwa gleiche Durchmessermaß wie die Belgrader Kathedralkirche hat, sind die Kuppeljoche mit 12 zu 24 m nur halb so weit wie im Dom des Heiligen Sava. Auch ist das Kuppelquadrat der beiden Zentralbauten im Dom des Heiligen Sava größer, hier finden dadurch bis zu 10.000 Personen stehend platz, während der Berliner Dom für 2.100 Sitzplätze ausgelegt wurde. Im Vergleich zu den größten erbauten Kuppeln orthodoxer Kathedralen übertrifft die des Heiligen Sava mit außen 35,5 m und innen 30,5 m sowohl die der Christ-Erlöser-Kathedrale in Moskau mit außen 29,8 und innen 25 m, der Nikolai-Marinekathedrale mit außen 29,8 m und innen 26,7 m Durchmesser sowie die der Isaakskathedrale in Sankt-Petersburg mit außen 25,4 m und innen 22,75 m deutlich. Auch bleibt die lichte Weite der Joche des Hl. Sava mit 24 m deutlich über den 15 m in der Christ-Erlöser-Kathedrale. Bezieht man den Faktor zwischen Durchmesser und der größten lichten Weite der Jochbögen als Parameter des sichtbaren Raums unter der Kuppel ein, kommt die Hagia Sophia auf einen Wert von 1,0, der Dom in Florenz auf 2,17, der Petersdom auf 1,65 und der Dom des Heiligen Sava auf 1,3. Der Eindruck der entmaterialisierten schwebenden Kuppel der Hagia Sophia wird durch diesen Faktor gut erklärt, da er neben den bautechnischen Lösungen zur Verschleierung der tragenden Strukturen für die Erklärung der architektonischen Wirkung eines einheitlichen und raumgreifenden Kuppelraums schafft. Ebenso gilt dies im Dom des Heiligen Sava, dessen Raum unter der Kuppel eine besondere Weite und Harmonie zeigt, während historische Kirchen mit größeren Faktoren zwischen dem Kuppeldiameter und den Jochbögenweiten wie im Dom in Florenz, dessen Kuppel eigentlich eine überdimensionierte Vierungskuppel auf einem gotischen Langschiff stellt, nicht diese Wirkung auf den Betrachter entfalten können.
Damit ist die Kuppel der Kirche des Heiligen Sava nach der Hagia Sophia auch die zweitgrößte, die auf nur vier Pfeilern steht. Da eine bestimmte Dimension des Kuppeldurchmessers in der Ausschreibung nirgends vorgegeben wurde, sich der Entwurf in seiner finalen Fassung jedoch stark an die Hagia Sophia anlehnte, wurde deren Kuppel in ihren Dimensionen als das direkte Vorbild genommen. So schrieb Aleksandar Deroko 1985, dass der Durchmesser der Kuppel des Doms des Heiligen Sava 30 m und die der Hagia Sophia 32 m beträgt, was die Vermutung zulässt, dass eine vergleichbare Monumentalität zur Hagia Sophia angestrebt wurde.

#### Glockentürme
Die Kirche hat 10 Türme; vier gruppieren sich als Kuppeln um die Hauptkuppel, jeweils zwei um drei der vier Konchen. Auf allen finden sich vergoldete Kreuze, die nach dem Haupt-Kreuz geformt wurden. In den beiden großen Westtürmen sind die Glocken der Kirche.

#### Säulen

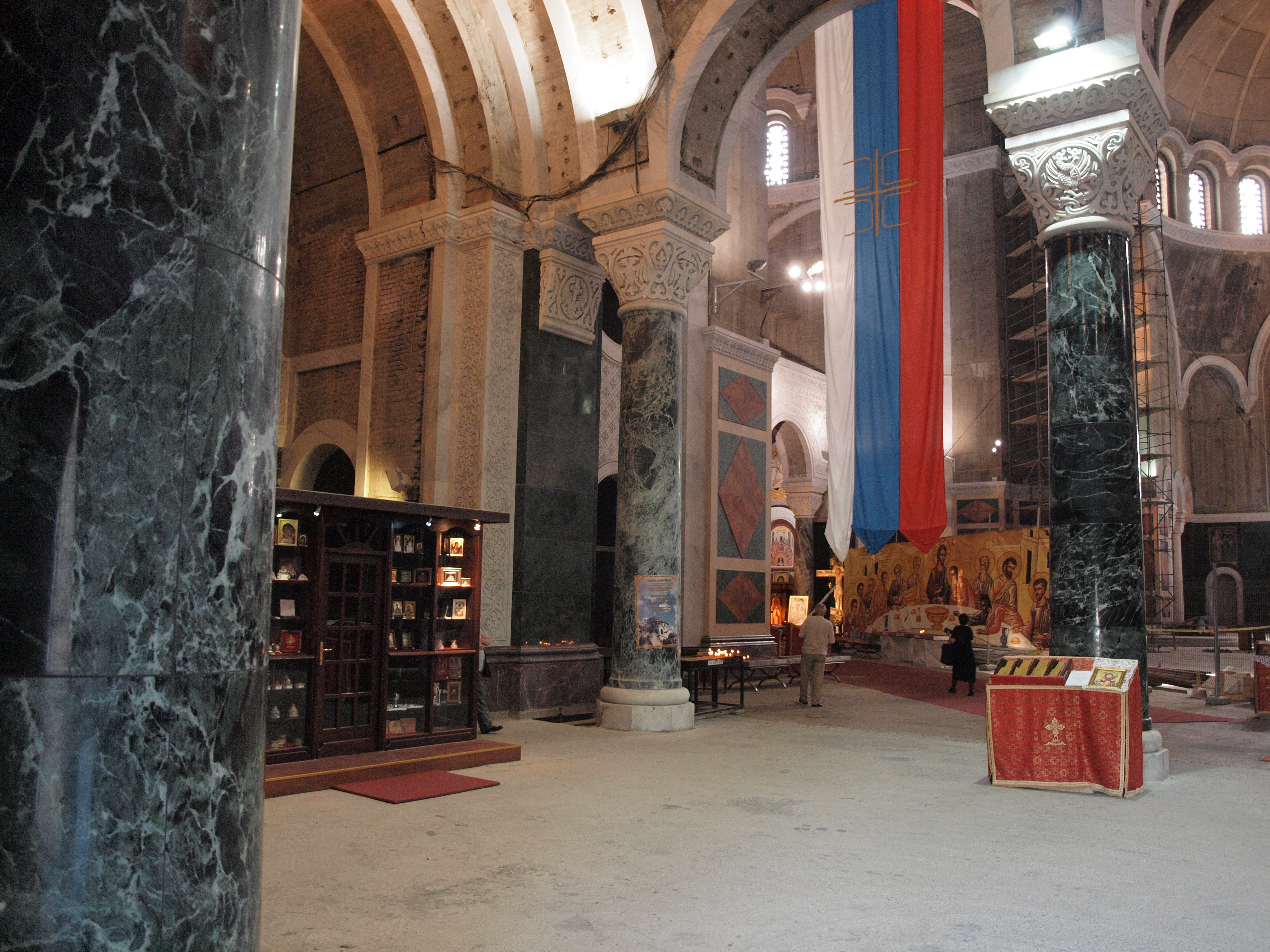
Für die Großen Säulen zwischen Vorhalle und Naos fand die grüne Aostatal-Serpentinitbrekzie Verwendung

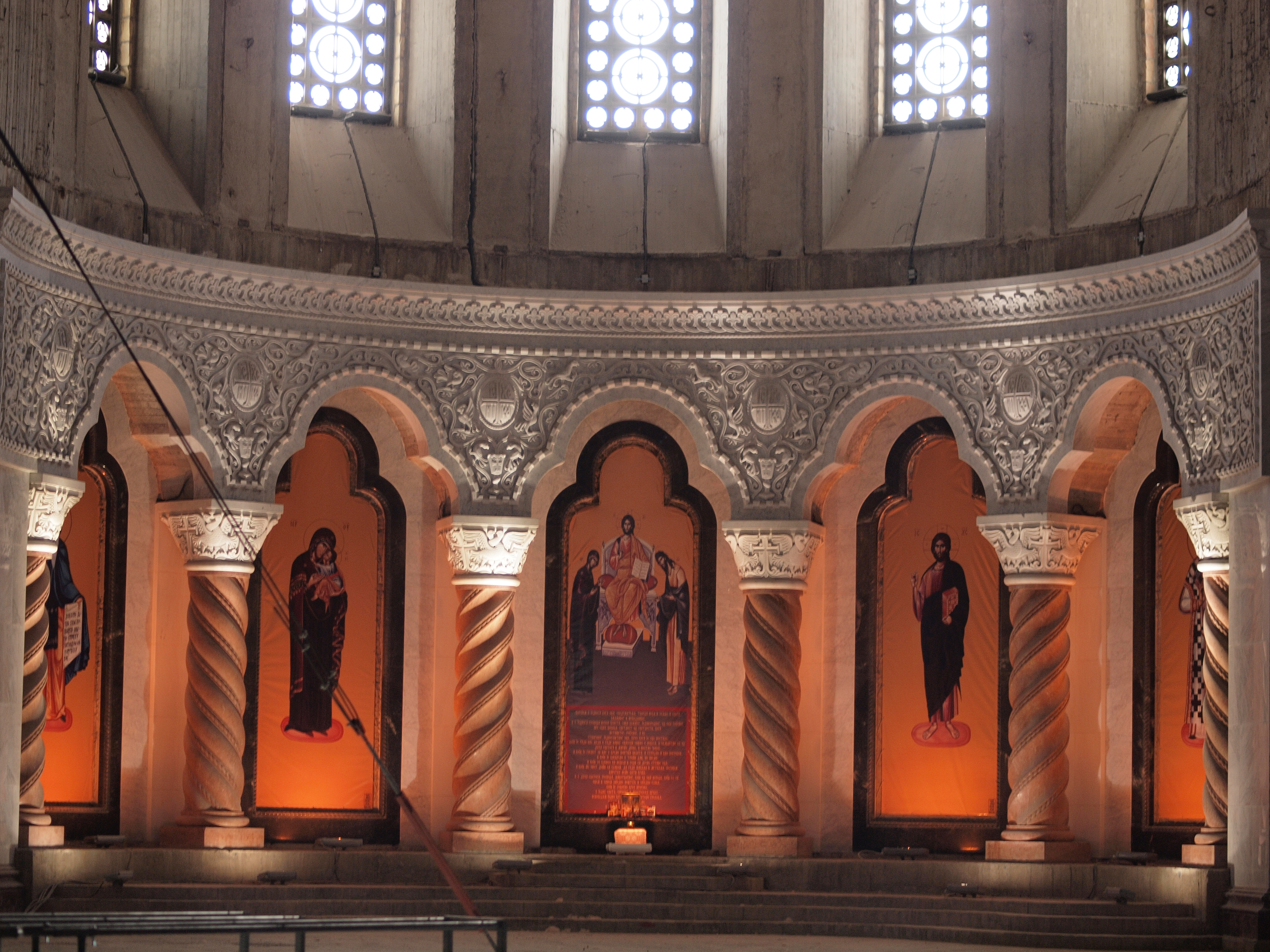
Für die Säulen im Altarraum roter Veroneser Marmor.

Als Analogie zum baulichen Vorbild der Hagia Sophia trennt Naos und Vorhallen eine Säulenreihe mit jeweils vier Säulen. Insgesamt trennen somit zwölf grüne Natursteinsäulen Naos und Vorhallen. Im Hauptportal im Eingangsbereich der westlichen Vorhallen stehen ebenfalls vier gleichartige grüne Natursteinsäulen. Im Altarraum wurden sechs rote Säulen aus Veroneser Marmor verwendet. Alle Säulen wurden noch während der ersten Bauphase 1940 verbaut. Die Kämpfer-Kapitelle der Säulen mit christlichen Symbolen, chthonischen Tier-Motiven sowie floralen Ornamenten wurden vom Schweizer Bildhauer Pino Grassi gefertigt.

#### Ornamentik
Die Relief-Ornamentik des Bauwerkes hatte in den 1930er Jahren Aleksandar Deroko entworfen und wurde von Pino Grassi ausgeführt. Nach Derokos Vorgaben entstanden bis 1943 neun der großen Säulen-Kapitelle. Auf den Skizzen Derokos wurden ab 2004 die acht Biforien sowie die noch fehlenden Säulenkapitelle ergänzt. Insgesamt hat der Innenraum auf Erdgeschoss-Ebene 26 Säulenkapitelle, dazu sechs an den Außenseiten der drei Eingänge. Auf der Ebene der Galerien stehen in der Nord- und Südgalerie je zwei Komposit-Säulen mit Vierfach-Kapitellen. Die Galerien-Außenseiten haben großflächige Marmor-Flachreliefe. Auch die 24 Natursteinsäulen in der begehbaren inneren Kreisgalerie unterhalb der Kuppel in 40 m Höhe besitzen marmorne Kapitell-Ornamente. 12 Rosetten, die unterhalb der Galerie im Kuppelgang ausgeführt werden, gestatten später einen Blick in das Innere der Kirche. Zum Autor der von Deroko nicht mehr ausgeführten Skizzen wurde Dragomir Acović ernannt, Hauptverantwortlicher der Steinmetzarbeiten ist Nebojša Savović Nes.
An allen Eingangstüren der Kirche werden bronzene Reliefs angebracht, für die Lünetten oberhalb der Türen sind Mosaiken vorgesehen. Über die mit Aluminium verzierten Fenster und Rosetten werden Steinskulpturen montiert.

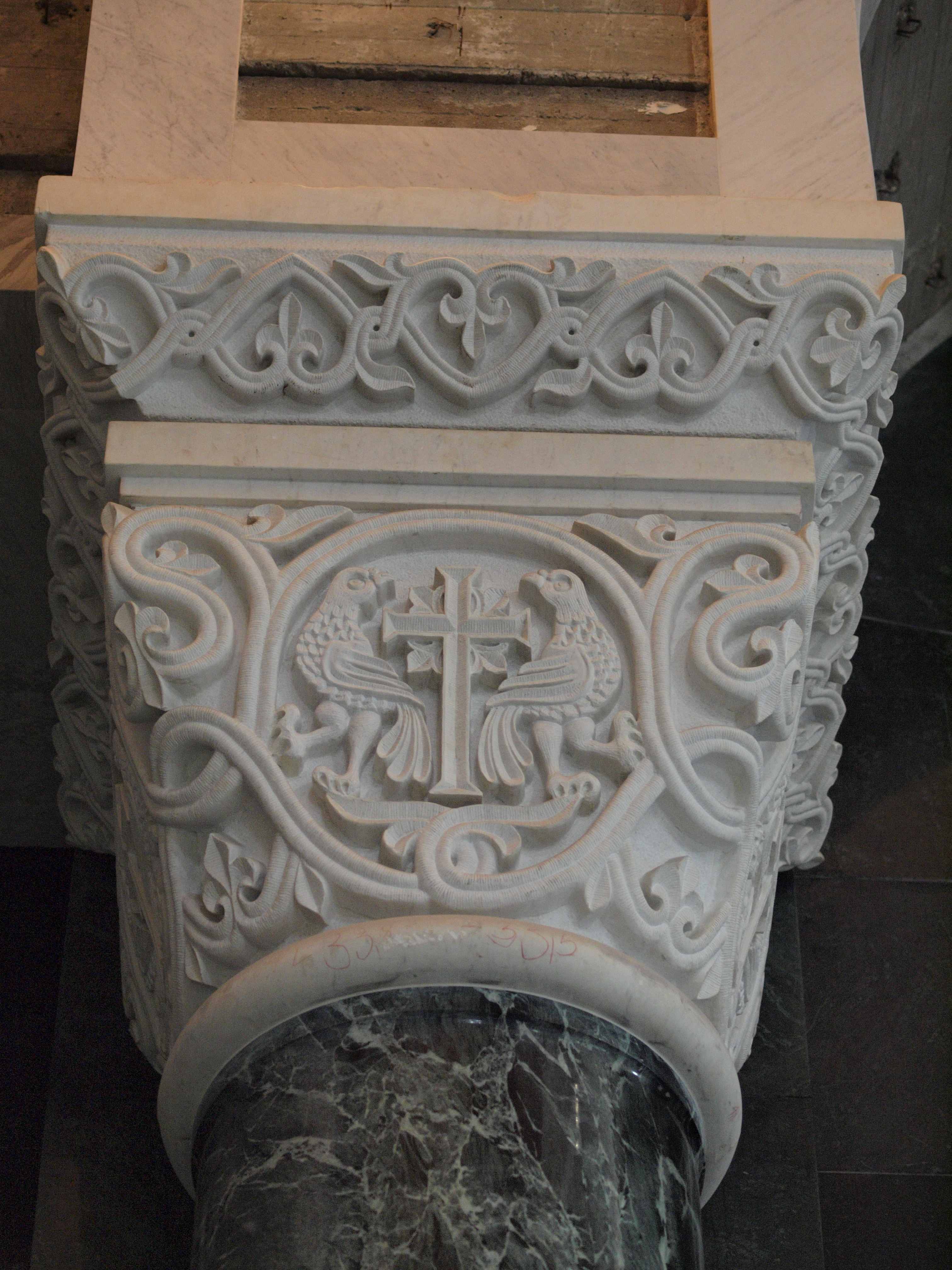
Byzantinische Kapitelle und Kämpfer wurden teils 1940 nach Vorgaben Derokos gefertigt
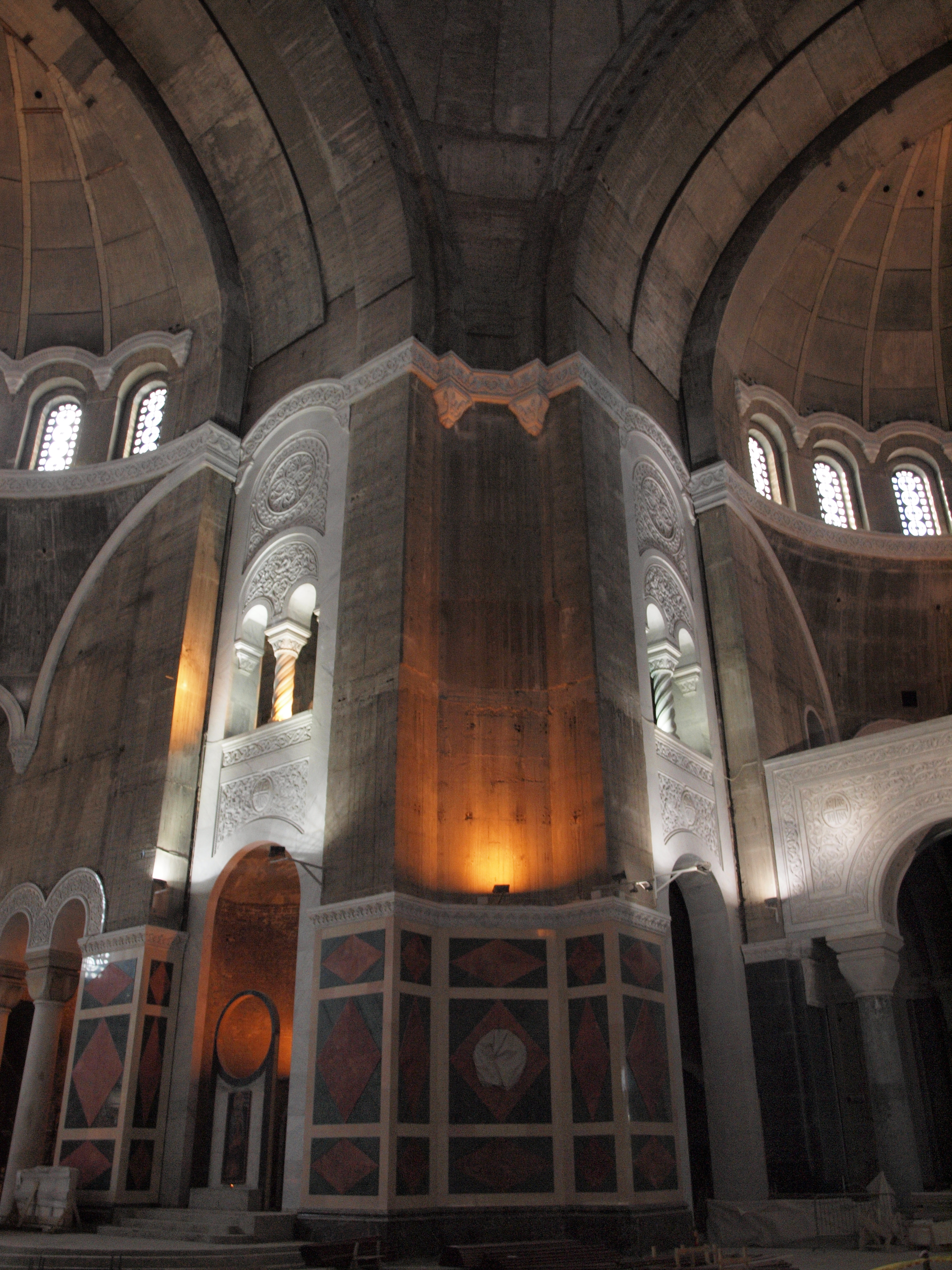
Steinerne Biforien und Teile der Wandverkleidung der Kirche
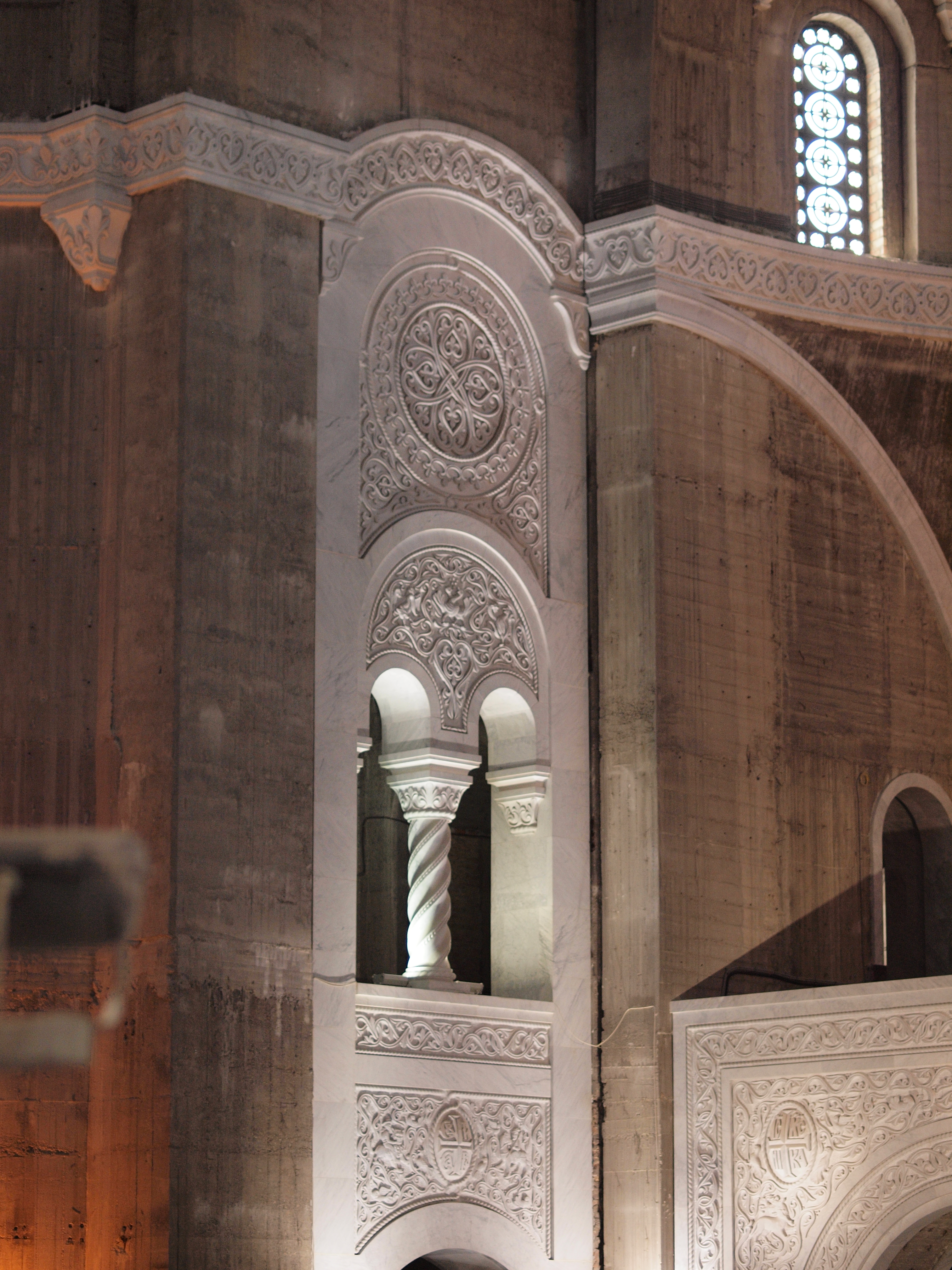
Die Biforien wurden nach Skizzen Derokos ausgeführt
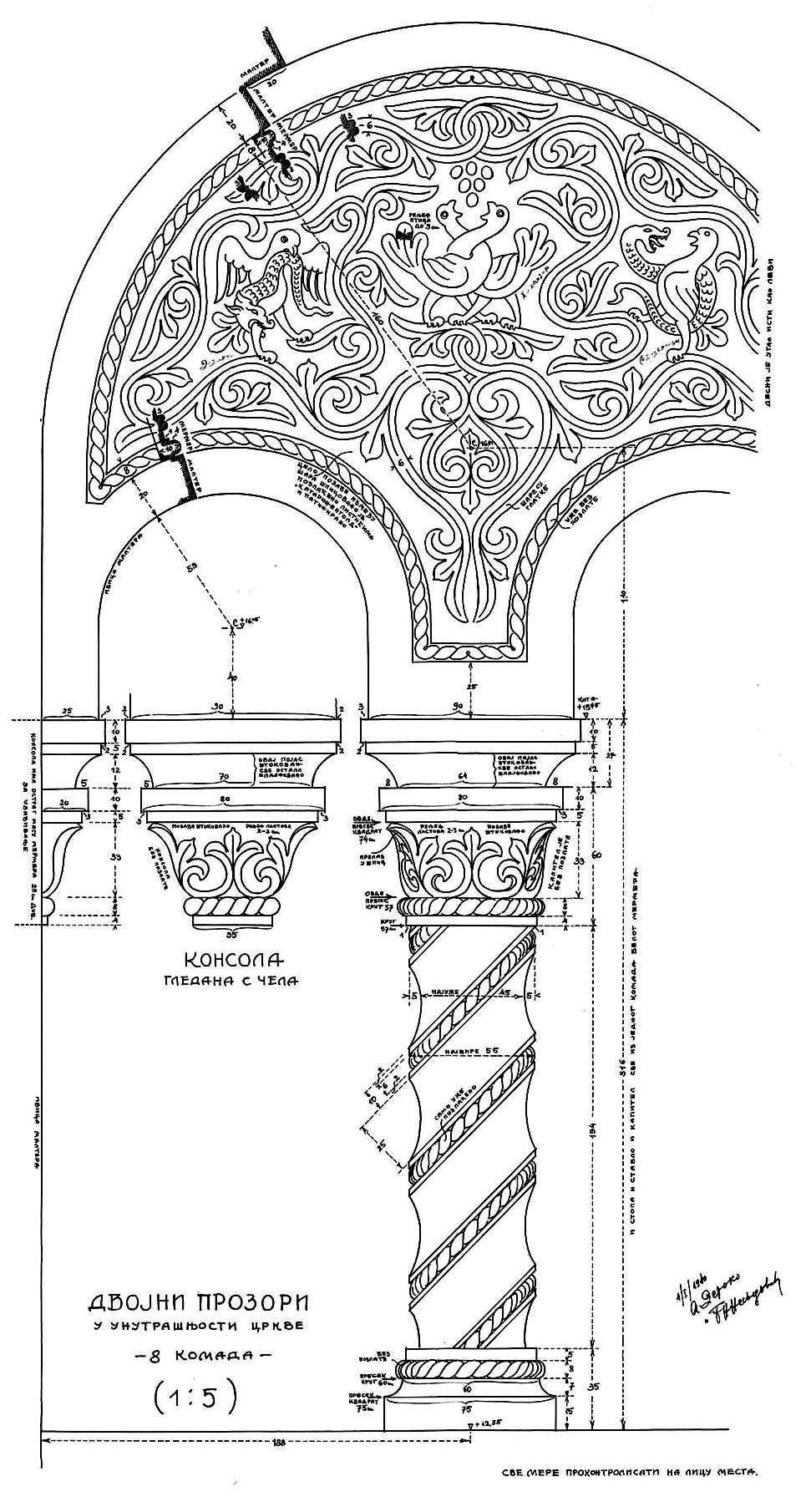
Original-Skizze Derokos der Biforien-Säule, 1940

#### Krypta

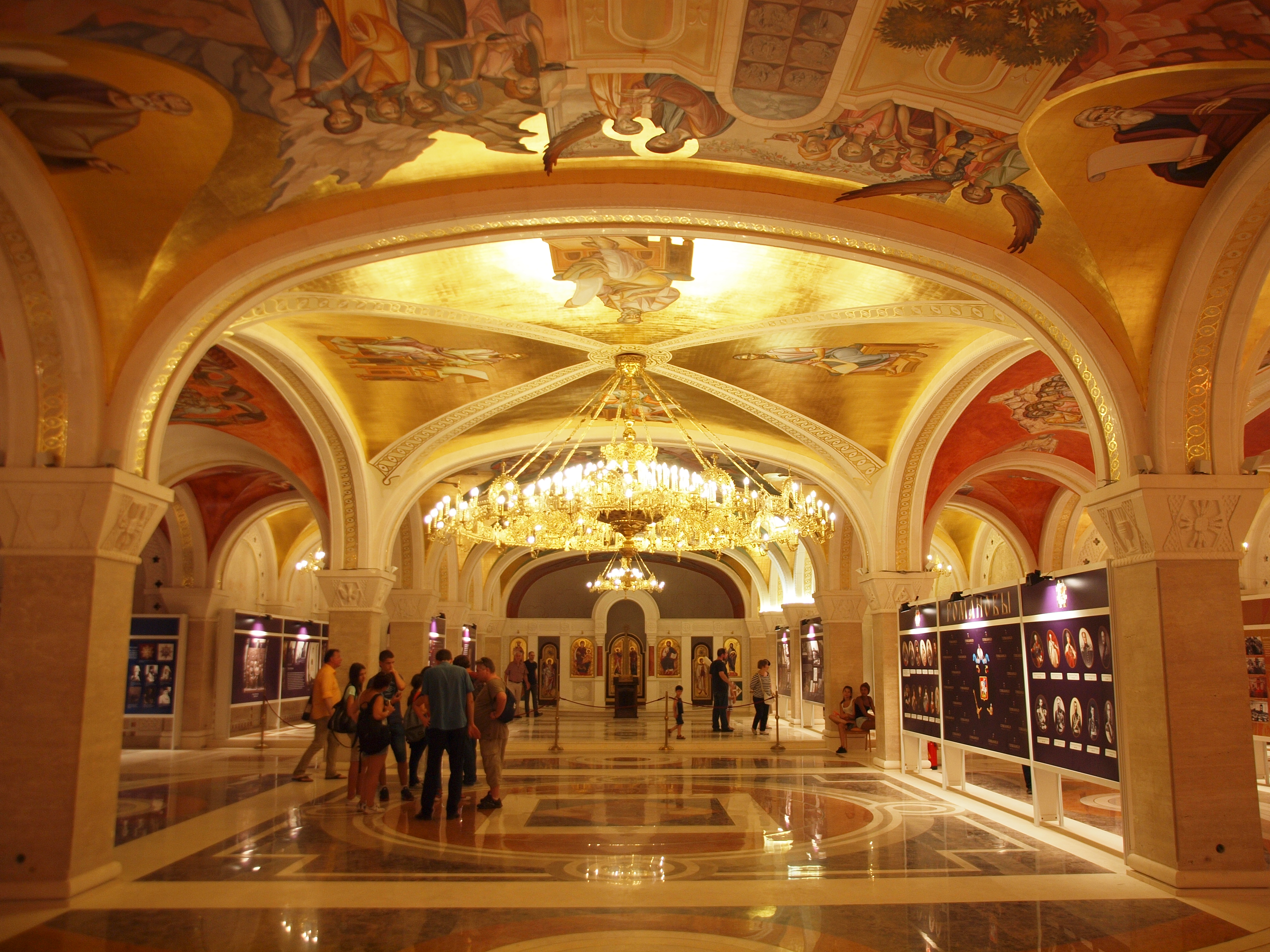
Krypta

In der Krypta wird die Begräbniskirche des Heiligen Märtyrers Lazar den zentralen Platz einnehmen. Die Krypta ist als kultureller Treffpunkt für Konzerte und die Ausstellung der Schatzkammer der Serbisch-Orthodoxen Kirche vorgesehen. Während der Naos der Kirche mit Mosaiken ausgeschmückt wird, sind für die Krypta Fresken geplant. Die Wände werden außerdem mit Travertin und Kalkstein bedeckt.
Für die Mosaiken der Kirche und die gesamte Inneneinrichtung ist der Architekt Dragomir Acović verantwortlich.

#### Fenster und Türen
Rahmen von Fenster und Rosetten der Kirche sind aus eloxiertem Aluminium, wie sie von Pešić schon in der Außenverkleidung der Beograđanka genutzt wurden. Die Fenster selber bestehen aus Kristallglas. Anstatt der zuerst vorgesehenen Aluminium-Portale wurden große Holztüren eingebaut.

#### Boden
Der beheizte Boden wird auf über 3600 m² ausgeschmückt sein, wovon 1600 m² in komplexer, ornamental gestalteter Intarsientechnik mit verschiedenfarbigen Natursteinen ausgeführt wird.

#### Mosaiken

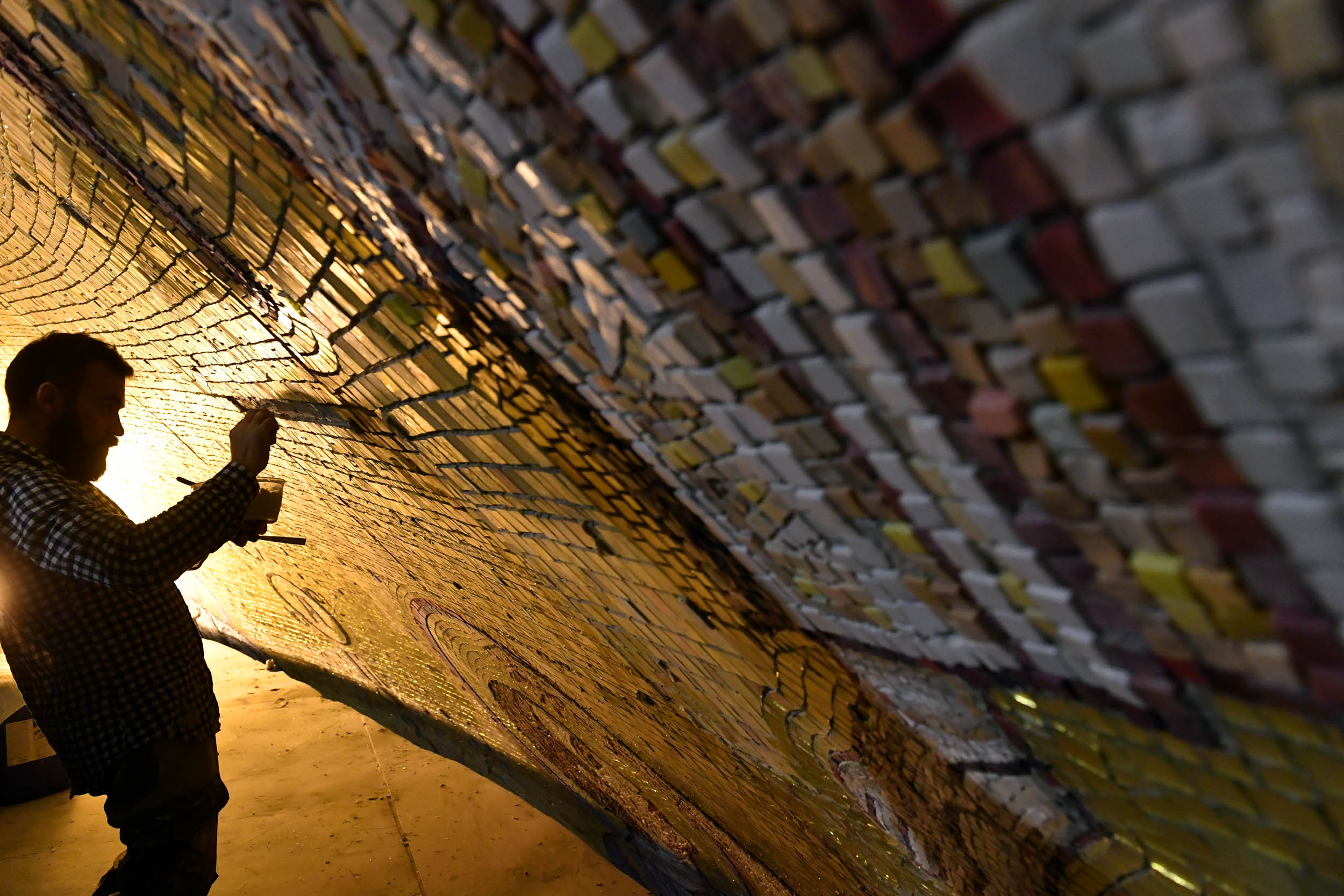
Arbeiten am Kuppelmosaik

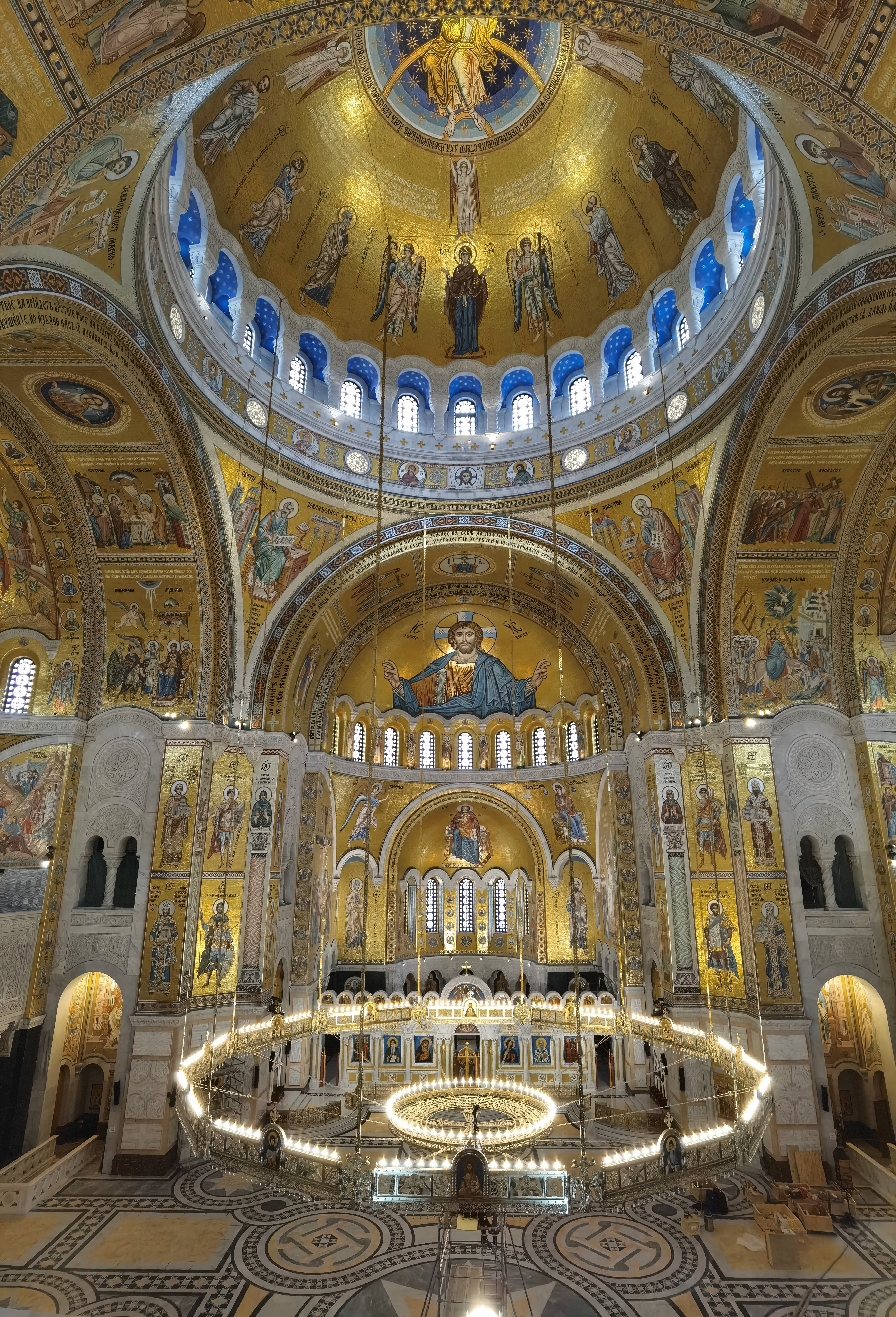
Naos des Doms

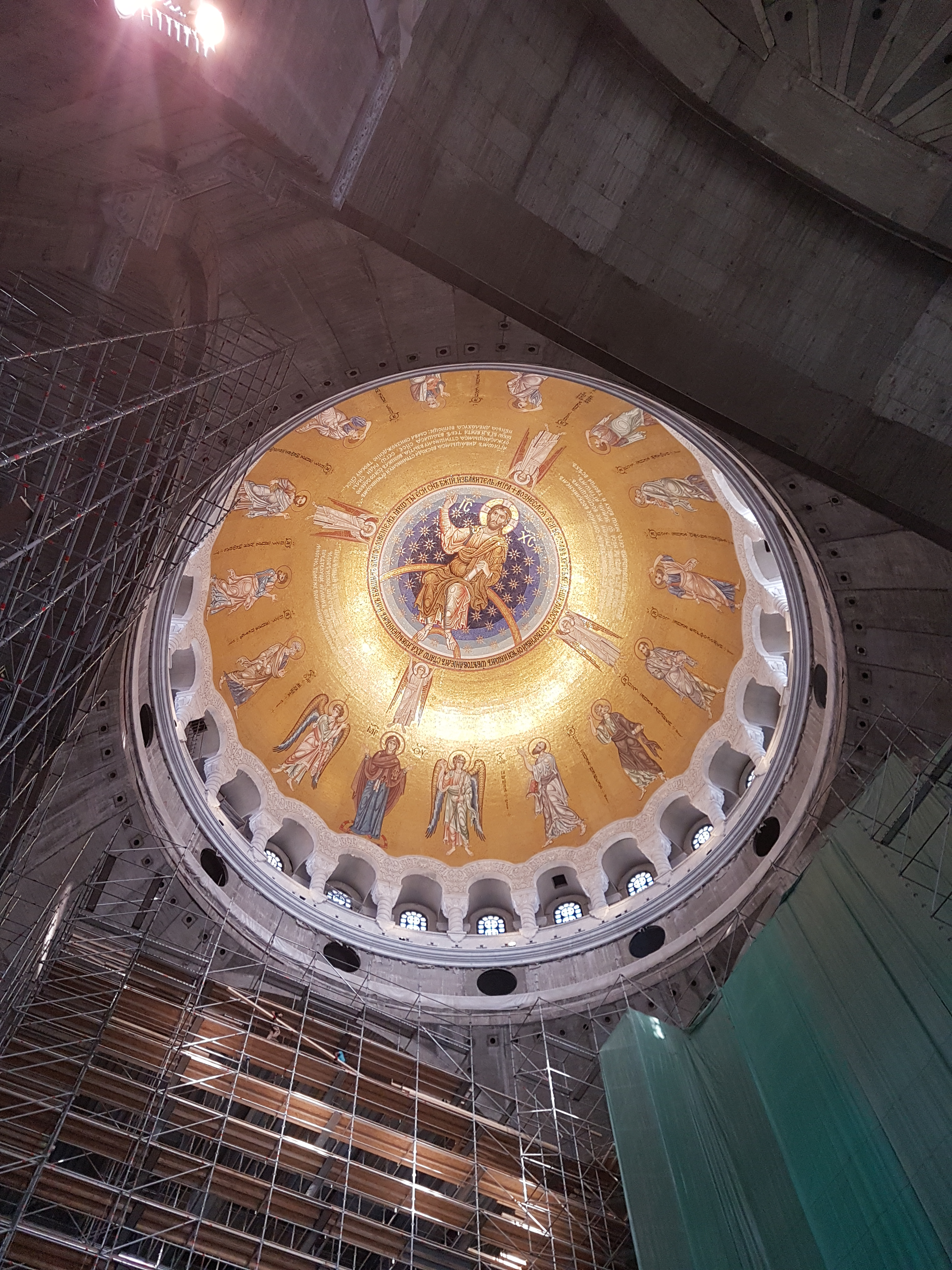
Das Gold-Kuppelmosaik zeigt in einen Clipeus den auf einem Regenbogen thronenden Christus vor dem Himmelsfirmament. Um Christus in Kreuzform vier rot geflügelte Engel, an der Kuppelbasis die Zwölf Apostel und Maria.

##### Politische Umsetzung

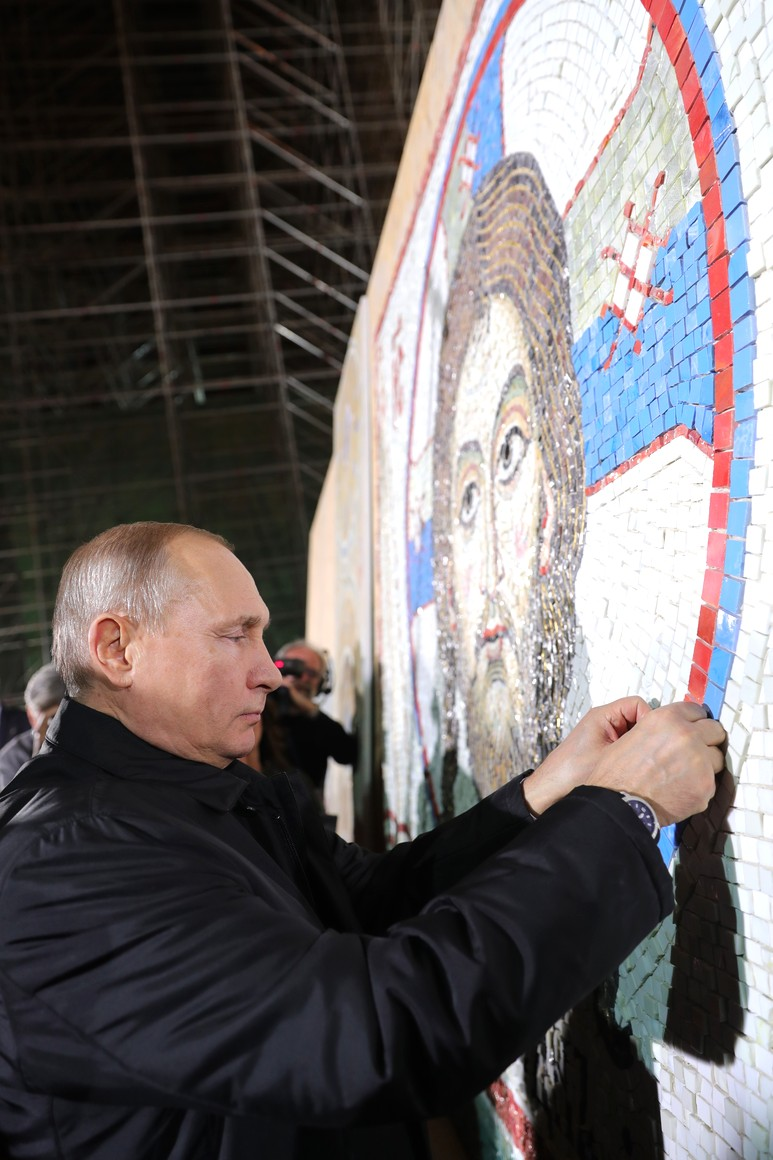
Wladimir Putin legt einen Mosaikstein in die Darstellung des Mandylion. Dieses wird im Kuppelgesims angebracht sein.

Informationen zur Umsetzung der Mosaik-Innengestaltung durch Russland, die eine Kostenübernahme durch den russischen Gasriesen Gazprom beinhaltete, wurden 2010 publik, als die serbische Tageszeitung Danas den Besuch Surab Zeretelis 2009 damit in Verbindung brachte. Beim Staatsbesuch des russischen Präsidenten Wladimir Putin 2011 sicherte dieser während der Besichtigung der Kirche die Kostenübernahme zu. Schätzungsweise 30 Millionen Euro wären für die komplette Ausführung durch russische Mosaikspezialisten notwendig. Die Gestaltung der Heiligendarstellungen und Heilsgeschichte wird in einer ersten Phase bis 2019 andauern. Die erforderlichen Mittel von über 4 Millionen Euro für das Kuppel-Mosaik übernahm Gazprom. Das Unternehmen setzte dafür jeweils eigene Vertreter bei den Sitzungen in der Russischen Kunstakademie sowie dem Förderverein zum Bau der Kirche ein. Ein zentrales Treffen zwischen der Direktorin der russischen Regierungsagentur Rossotrudnicestvo Lubov Nikolaevna Glebova, die von Putin als direkte Beauftragte für die Innendekoration der Kirche berufen wurde, fand am 13. November 2015 mit Beisein des Präsidenten Serbiens sowie des serbischen Außenministers in Belgrad statt. Für die weitere Vollendung versprach Wladimir Putin am 17. Januar 2019 nochmals die Übernahme von 5 Millionen Euro durch den russischen Staat. In symbolischer Form legte er während des Besuches der Kathedrale einen Mosaikstein in die Darstellung des Mandylion. Dieses wird später im Kranzgesims der Kuppel angebracht werden.

##### Wettbewerb
Für die Mosaikgestaltung wurde einen Wettbewerb, an dem 50 Beiträge eingereicht wurden, abgehalten. Diesen hatte der russische Präsident Putin mit dem Dekret Pr-1197 vom 29. April 2011 ermöglicht. Für die städtebauliche Übertragung der Arbeiten an Russland kam ein zwischenstaatlicher Vertrag zwischen den Außenministerien von Russland und Serbien am 19. März 2012 zustande. Der vom russischen Kultusministerium ausgetragene Wettbewerb wurde am 23. September 2014 in der Galerie der Russischen Kunstakademie (ul. Prechistenka 19) in Moskau eröffnet. Künstler aus Moskau, St. Petersburg, Jaroslawl und Minsk nahmen teil. Am 5. Oktober 2014 wurde Nikolaj Aleksandrovič Muchin durch eine Jury als Sieger bestimmt. Sein Entwurf wurde am 6. Oktober dem Präsidenten Serbiens und dem serbischen Außenminister sowie dem Metropoliten Amfilohije präsentiert. In Form und Stil folgt er byzantinischen Goldmosaiken des 12. Jahrhunderts.

##### Autoren
Urheber der Mosaiken sind der Russe Nikolai Aleksandrowitsch Muchin (Николай Александрович Мухин, *1955), der zuvor schon die Fresken der Moskauer Christus-Erlöser-Kathedrale mitgestaltet hatte, sowie Jewgeniji Nikolajewitsch Maximow (Евгений Николаевич Максимов, *1948), Direktor der Abteilung für Malerei der Russischen Kunstakademie. In der Russischen Kunstakademie wurde von den Mitarbeitern Muchins und Maximovs ein Modell im Maßstab 1:10 der zukünftigen Mosaiken erarbeitet.

##### Bauliche Umsetzung

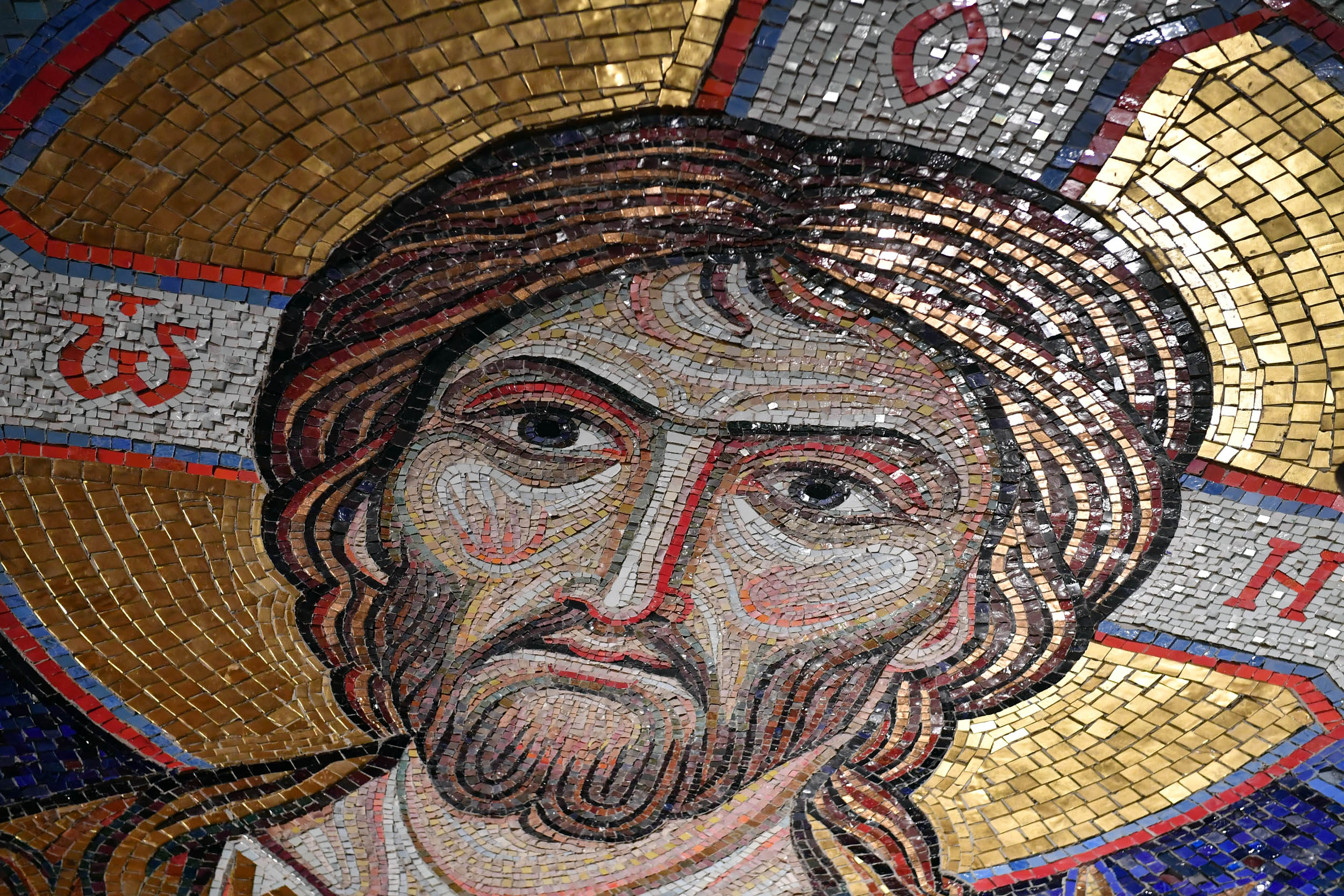
Christusmosaik der Kuppel, 2017

Als eigentlicher Beginn der baulichen Umsetzung kann der 28. September 2016 angegeben werden. Beim Besuch Hilarion Alfejews, dem Leiter des Außenamtes des Moskauer Patriarchats und Vorsitzenden in der russisch-serbischen Kommission zur städtebaulichen Umsetzung der Mosaikarbeiten, zeigten Surab Zereteli, Nikolai Muchin, Jevgeniji Maximov sowie die stellvertretende Direktorin der Unterstützung der UNESCO und Kuratorin der Innenarbeiten im Dom Manana Popova ein Modell der Mosaiken der Hauptkuppel im Maßstab 1:10.
Diese werden durch Absolventen der Kunstakademien seit 2016 in einer Dependance der Russischen Kunstakademie in Moskau nach Vorgaben der Autoren auf großen Paneaus gesetzt, die später geschnitten und in Paletten nach Belgrad versendet wurden. Die erste ordentliche Sitzung der internationalen Kommission zur Ausführung der Mosaikarbeiten fand am 17. März 2017 im Atelier der Mosaikarbeiten statt. Verantwortlich für die Koordination ist der Direktor der Russischen Kunstakademie, Surab Zereteli, der anlässlich der ordentlichen Sitzung am 4. April 2017 die Erwartung aussprach, dass die kolossale Aufgabe der Autoren und Mosaizisten nicht ohne Anerkennung bleiben sowie den jetzigen als auch den kommenden Generationen von Künstlern eine Inspiration bleiben wird. Die ersten 10 Tonnen Mosaik kamen am 3. Mai 2017 in der Kirche aus Moskau an. Eine Arbeitsplattform, die in 43 m Höhe das Anbringen der Mosaike ermöglicht, wurde 2016 in der Kuppel angebracht. Die insgesamt 50 Tonnen Mosaik der Kuppel werden durch einen speziell konstruierten Lastenaufzug zur Plattform gehoben und in den vorbereiteten Mörtel sowie an die markierten Positionen gesetzt.

##### Dimension

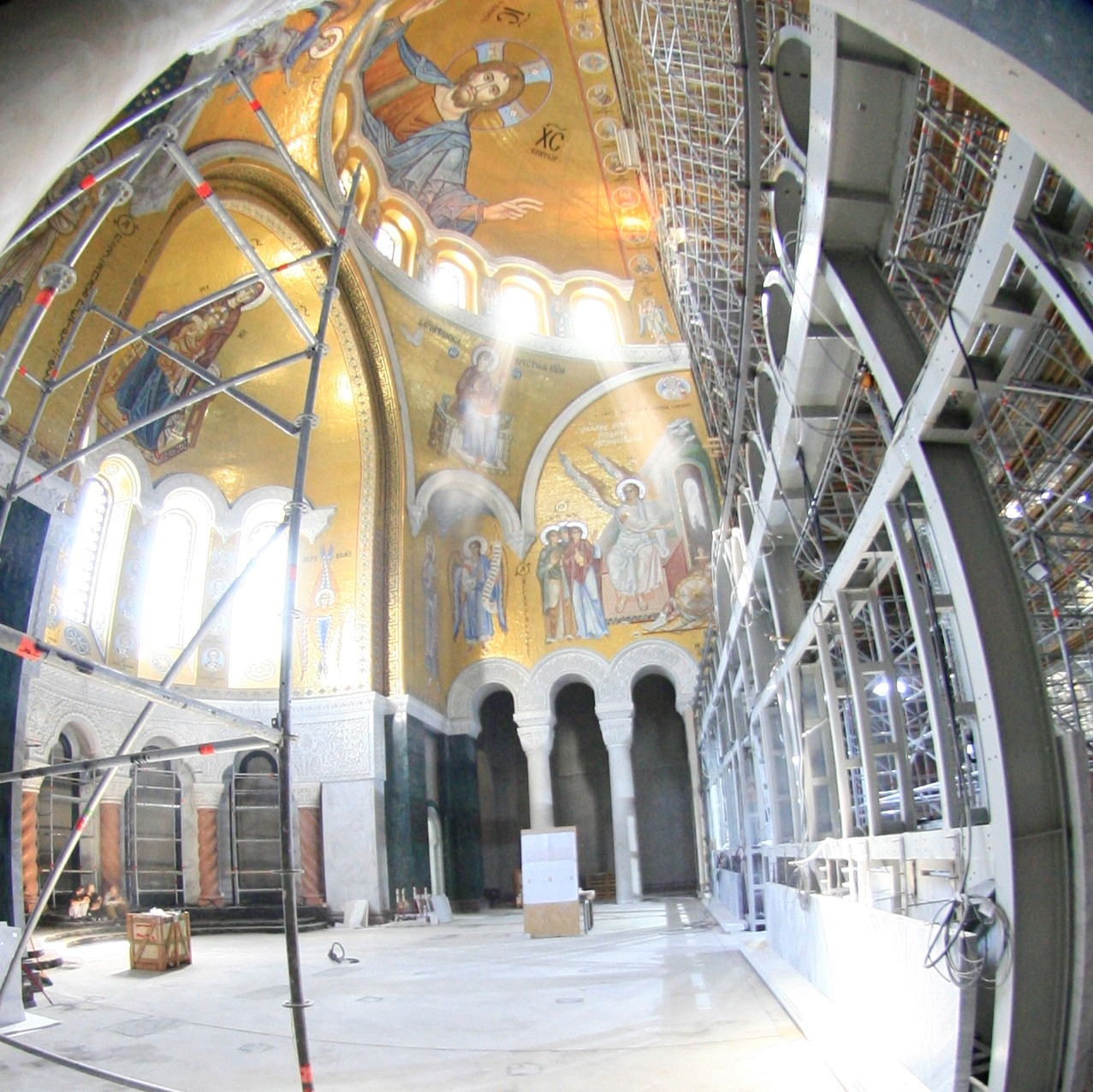
Mosaike des Altars mit Maria Theotokos, Christus Pantokrator und der Darstellung des Engels am Grabe Christi (sog. Weißer Engel von Mileševo).

Das in Ausführung befindliche zentrale Kuppelmosaik mit 1.230 m² Fläche ist der Darstellung der Christi Himmelfahrt gewidmet. Es besteht aus einer auf einem Regenbogen sitzenden Figur Christi sowie den umgebenden Figuren der Gottesmutter, Engeln und den Aposteln. Es soll bis 2017 vollendet werden. Das Medaillon mit der ganzfigurigen Christusdarstellung wird 14,26 m Durchmesser besitzen. Der Nimbus Christi wird mit 2,75 m Durchmesser größer sein als ein stehender Mensch.
Vorbild der Darstellung sind das Christi-Himmelfahrt-Mosaik im Markusdom in Venedig, Kathedralen in Süditalien sowie mosaikgeschmückte byzantinische Bauwerke in Istanbul.
Für den Altar ist eine Darstellung des Pantokrator vorgesehen.
Das Apsismosaik folgt in der Darstellung der Maria Theotokos in der Apsis der Hagia Sophia. Hierüber ist in der Halbkuppel eine Darstellung des Christus Pantokrator dessen Arme 17 m Spannweite erreichen. Auf der Nordseite der Altarapsis ist eine aus dem Weißen Engel des Klosters Mileševo angelehnte Darstellung des Engels am Grabe Christi angebracht.

### Liturgische Einrichtungen
Die große Ikonostase wird als Stahlgerüst gebaut. Hierin werden Platten aus Carrara-Marmor eingelassen. Die gesamte Konstruktion wird etwa 20 m breit sein und ein Gewicht von 100 Tonnen haben. Sie wird mit Mosaik-Ikonen dekoriert werden. Die Fertigstellung der Ikonostase ist für etwa Juni 2020 vorgesehen.
Links und rechts neben der Ikonostase entsteht jeweils ein marmorner Patriarchenthron mit jeweils vier Sitzen.
Der große zentrale nach byzantinischer Art gestaltete Radleuchter (Choros) wird das kreisförmige (zwölfeckige) Hauptbeleuchtungselement der Kirche werden und wird in Gänze aus Bronze ausgeführt sein. Mit einem Diameter von 20 m wird er etwa 14 Tonnen wiegen. Damit wird der Choros der Kirche des Hl. Sava der größte und schwerste der Welt sein. Autor ist wiederum Nikolaj Muchin, der auch für die Mosaikdekoration verantwortlich zeichnet. Im Choros werden Holzikonen eingelassen werden. In 7,5 m über dem Kirchenboden wird er in der kreisförmigen Fläche unterhalb der Kuppel mit zwölf Ketten an Widerlagern in den Kirchenwänden aufgehängt sein. Die Bronzeelemente des zwölfeckigen Radleuchters werden mit stilisierten Ornamenten versehen. Insgesamt soll er an die serbischen Choroi des Mittelalters erinnern, für die serbische Könige, Stifter und Royale die Patronagen übernahmen. Zumindest die Choroi im Kloser Visoki Dečani Monastery im Kosovo und dem Markov Kloster unweit Skopje sind gesicherte royale Patronagen serbischer Monarchen.
Die Fertigstellung und Installation des Choros in Sv. Sava soll bis spätestens Oktober 2020 erfolgen, wenn die Kirche samt der fertiggestellten liturgischen Einrichtung eingeweiht werden wird.
Glocken
Die 49 Glocken des Doms stammen aus der österreichischen Glockengießerei Grassmayr in Innsbruck. Vier Glocken sind normale Läuteglocken, die übrigen 45 sind Bestandteil eines Carillons. Die größte Glocke mit einem Durchmesser von 2,04 m wiegt 6 128 kg, die zweitgrößte 3 650 kg. Die kleinste Glocke mit 20 cm Durchmesser hat etwa 11 kg. Für die Zeitmessung besitzt das Läutewerk einen Empfänger für die Atomuhr in Stuttgart.
| Nr. | Name                     | Gussjahr | Gießer, Gussort       | Durchmesser (mm) | Masse (kg) | Schlagton | Glockenstuhl |
| 01  | Glocke des Heiligen Sava | 2001     | Grassmayer, Innsbruck | 2.004            | 6.128      | g0        | SW-Turm      |
| 02  |                          | 2001     | Grassmayer, Innsbruck |                  | 3.956      | a0        | SW-Turm      |
| 03  |                          | 2001     | Grassmayer, Innsbruck |                  | 2.458      | c1 0      | SW-Turm      |
| 04  |                          | 2001     | Grassmayer, Innsbruck |                  | 1.460      | d2 0      | SW-Turm      |
| 05  |                          | 2001     | Grassmayer, Innsbruck |                  | 1.054      | e1 0      | NW-Turm      |
| 06  |                          | 2001     | Grassmayer, Innsbruck |                  | 894        | f1 0      | NW-Turm      |
| 07  |                          | 2001     | Grassmayer, Innsbruck |                  | 744        | fis1 0    | NW-Turm      |
| 08  |                          | 2001     | Grassmayer, Innsbruck |                  | 626        | g1 0      | NW-Turm      |
| 09  |                          | 2001     | Grassmayer, Innsbruck |                  | 536        | gis1 0    | NW-Turm      |
| 010 |                          | 2001     | Grassmayer, Innsbruck |                  | 440        | a1 0      | NW-Turm      |
| 011 |                          | 2001     | Grassmayer, Innsbruck |                  | 372        | ais1 0    | NW-Turm      |
| 012 |                          | 2001     | Grassmayer, Innsbruck |                  | 312        | b1 0      | NW-Turm      |
| 013 |                          | 2001     | Grassmayer, Innsbruck |                  | 260        | c2 0      | NW-Turm      |
| 014 |                          | 2001     | Grassmayer, Innsbruck |                  | 219        | cis2 0    | NW-Turm      |
| 015 |                          | 2001     | Grassmayer, Innsbruck |                  | 187        | d2 0      | NW-Turm      |
| 016 |                          | 2001     | Grassmayer, Innsbruck |                  | 164        | dis2 0    | NW-Turm      |
| 017 |                          | 2001     | Grassmayer, Innsbruck |                  | 144        | e2 0      | NW-Turm      |
| 018 |                          | 2001     | Grassmayer, Innsbruck |                  | 126        | f2 0      | NW-Turm      |
| 019 |                          | 2001     | Grassmayer, Innsbruck |                  | 110        | fis2 0    | NW-Turm      |
| 020 |                          | 2001     | Grassmayer, Innsbruck |                  | 96         | g2 0      | NW-Turm      |
| 021 |                          | 2001     | Grassmayer, Innsbruck |                  | 85         | gis2 0    | NW-Turm      |
| 022 |                          | 2001     | Grassmayer, Innsbruck |                  | 75         | a2 0      | NW-Turm      |
| 023 |                          | 2001     | Grassmayer, Innsbruck |                  | 66         | ais2 0    | NW-Turm      |
| 024 |                          | 2001     | Grassmayer, Innsbruck |                  | 59         | b2 0      | NW-Turm      |
| 025 |                          | 2001     | Grassmayer, Innsbruck |                  | 53         | c3 0      | NW-Turm      |
| 026 |                          | 2001     | Grassmayer, Innsbruck |                  | 48         | cis3 0    | NW-Turm      |
| 027 |                          | 2001     | Grassmayer, Innsbruck |                  | 44         | d3 0      | NW-Turm      |
| 028 |                          | 2001     | Grassmayer, Innsbruck |                  | 40         | dis3 0    | NW-Turm      |
| 029 |                          | 2001     | Grassmayer, Innsbruck |                  | 35         | e3 0      | NW-Turm      |
| 030 |                          | 2001     | Grassmayer, Innsbruck |                  | 32         | f3 0      | NW-Turm      |
| 031 |                          | 2001     | Grassmayer, Innsbruck |                  | 30         | fis3 0    | NW-Turm      |
| 032 |                          | 2001     | Grassmayer, Innsbruck |                  | 27         | g3 0      | NW-Turm      |
| 033 |                          | 2001     | Grassmayer, Innsbruck |                  | 25         | gis3 0    | NW-Turm      |
| 034 |                          | 2001     | Grassmayer, Innsbruck |                  | 25         | a3 0      | NW-Turm      |
| 035 |                          | 2001     | Grassmayer, Innsbruck |                  | 21         | ais3 0    | NW-Turm      |
| 036 |                          | 2001     | Grassmayer, Innsbruck |                  | 19         | b3 0      | NW-Turm      |
| 037 |                          | 2001     | Grassmayer, Innsbruck |                  | 18         | c4 0      | NW-Turm      |
| 038 |                          | 2001     | Grassmayer, Innsbruck |                  | 17         | cis4 0    | NW-Turm      |
| 039 |                          | 2001     | Grassmayer, Innsbruck |                  | 16         | d4 0      | NW-Turm      |
| 040 |                          | 2001     | Grassmayer, Innsbruck |                  | 15         | dis4 0    | NW-Turm      |
| 041 |                          | 2001     | Grassmayer, Innsbruck |                  | 15         | e4 0      | NW-Turm      |
| 042 |                          | 2001     | Grassmayer, Innsbruck |                  | 14         | f4 0      | NW-Turm      |
| 043 |                          | 2001     | Grassmayer, Innsbruck |                  | 14         | fis4 0    | NW-Turm      |
| 044 |                          | 2001     | Grassmayer, Innsbruck |                  | 13         | g4 0      | NW-Turm      |
| 045 |                          | 2001     | Grassmayer, Innsbruck |                  | 13         | gis4 0    | NW-Turm      |
| 046 |                          | 2001     | Grassmayer, Innsbruck |                  | 12         | a4 0      | NW-Turm      |
| 047 |                          | 2001     | Grassmayer, Innsbruck |                  | 12         | ais4 0    | NW-Turm      |
| 048 |                          | 2001     | Grassmayer, Innsbruck |                  | 12         | b4 0      | NW-Turm      |
| 049 |                          | 2001     | Grassmayer, Innsbruck |                  | 11         | c5 0      | NW-Turm      |

## Stilkritik

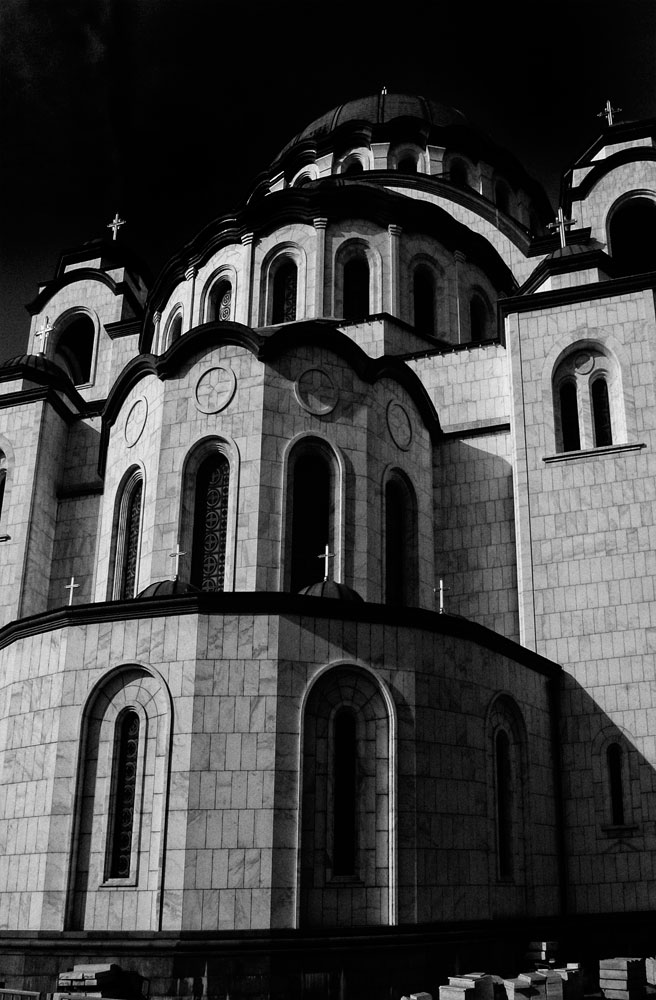
Die Ost-Fassade hat eine ausgeprägt pyramidal-geschichtete Fassadengliederung, was den blockartigen Charakter der massiven Wände des Bauwerks gekonnt durchbricht

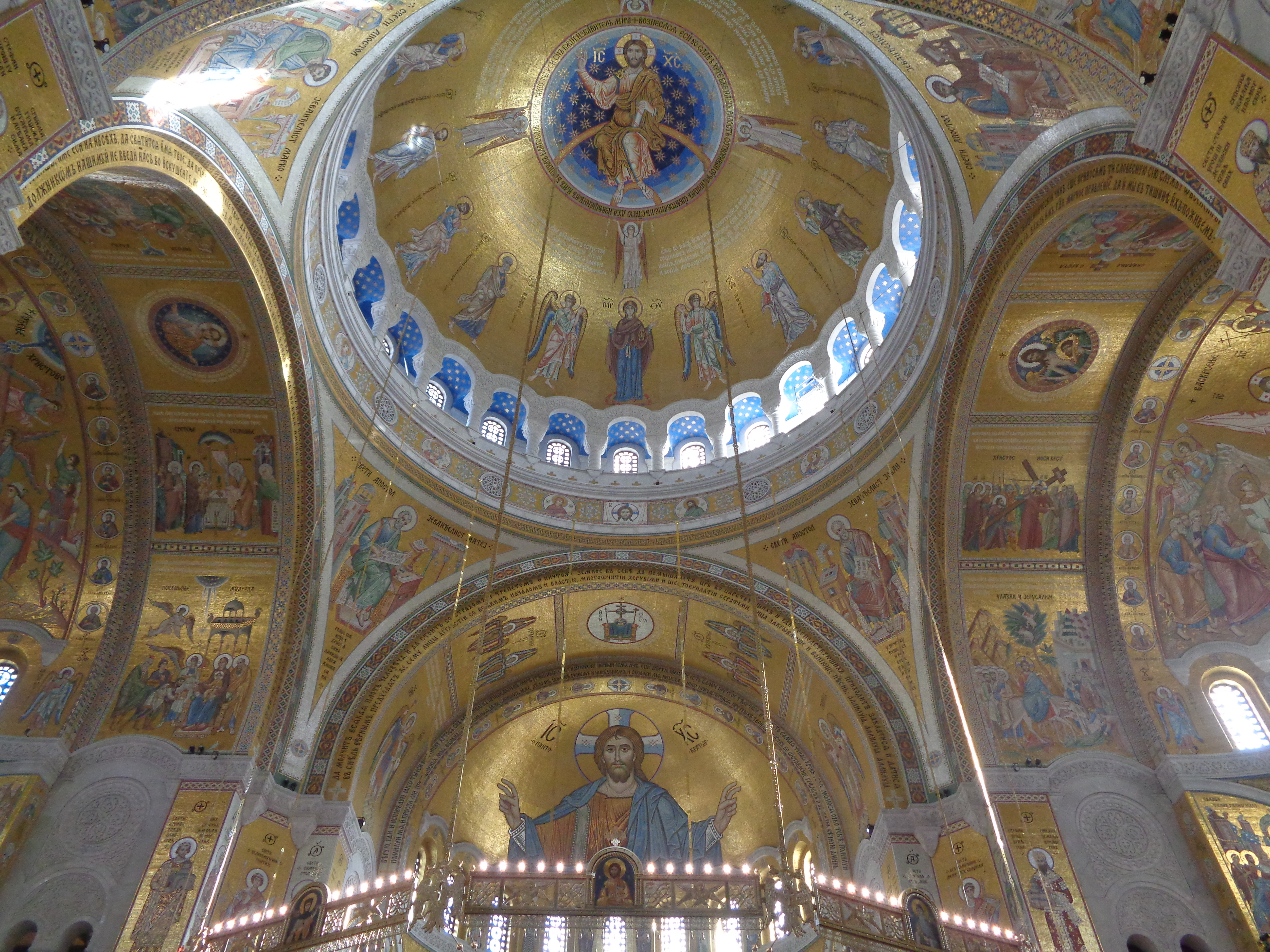
Innenansicht des Naos mit Kuppel, Halbkuppeln und Biforienfenstern

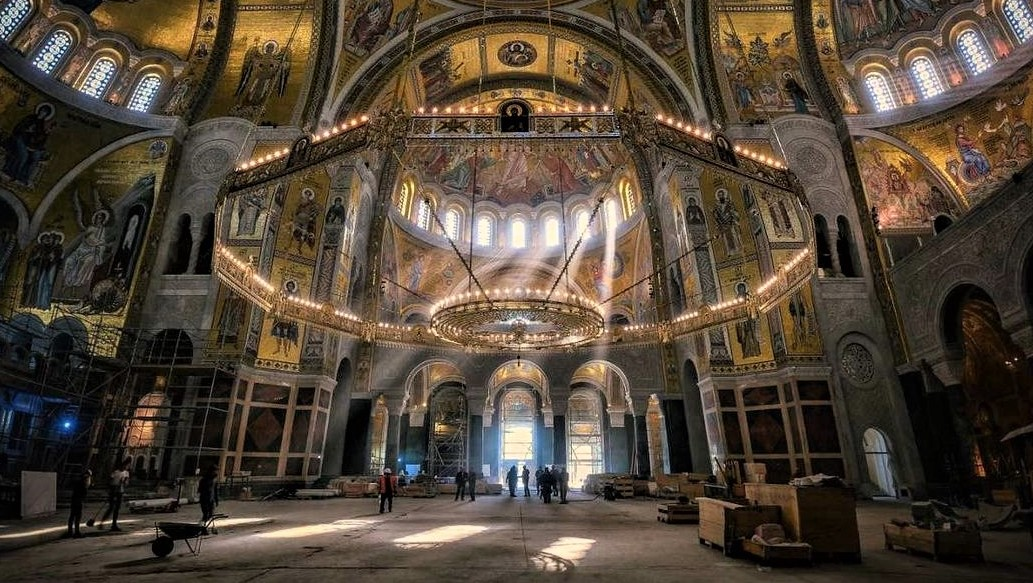
Das Kircheninnere wird durch die Öffnungen der Halbkuppeln und Kuppel beleuchtet

Von Seiten der Architekturkritik wurden die Kirche und deren Bauplan unterschiedlich gewertet. Insbesondere waren die Wettbewerbe in den 1920er und 1930er Jahren die meistdiskutierten des ehemaligen Jugoslawiens. Mit dem Wiederbeginn der Bauarbeiten und der Überarbeitung der Pläne wurde der Bau wieder zum Gegenstand zahlreicher Kritiken. Diese konzentrierten sich auf die Statik des Bauwerks, insbesondere der Kuppel, die verwendeten Materialien der Fassade, um die ein jahrelanger Streit über radioaktive Belastungen entbrannte, die Glocken sowie die Form des Kreuzes.
Das eigentliche Bauwerk wurde in der Regel als mehr oder minder gelungene Interpretation einer klassischen Bauform der Hagia Sophia gewürdigt. Jedoch lag das Hauptaugenmerk immer auf ideologischen Grundlagen der Befürworter des Modernismus und der Traditionalisten. Der eigentliche architektonische Entwurf des Gebäudes fand keine grundlegende Diskussion, nicht mal in Zirkeln der Kunstkritik und Architekturszene, übersehen wurde dort aber nicht, dass die Entscheidung, ein klassisches Schema zu verfolgen, für die weitere Architekturentwicklung in Serbien nachteilig war.
Der Ansicht, die Architektur des Bauwerks sei wenig gelungen, widerspricht besonders Milica Ćeranić. Der harmonisch proportionierte Innenraum der Kirche resultiert ihrer Ansicht nach aus der Kohäsion äußerer Gestalt und Entwicklung des Innenraums. Um dies zu erreichen, nutzten die Architekten eine rigorose zentralisierte Anordnung, wie sie sich insbesondere auch in der sakralen Architektur der frühen Christenheit findet. Sphärische und kubische Elemente wie Kuppel, Außenwände, die Formen der Öffnungen, die Stratifikation der Fassadenflächen, Kapitelle und Säulen wurden besonders potenziert. Mit ihrer vollkommenen Beherrschung entwickelt das Gebäude einen nachhaltigen Eindruck.

„Insbesondere schaffen die kondensierten Formen aus der einfachen und subtilen Nutzung dekorativer Skulpturierung und Kombination mit der Monumentalität des Bauwerks eine großartige Visualisierung seines kraftvollen architektonischen Gefüges, das, trotz seiner latenten Hermeneutik, Gefallen hervorruft und Interesse weckt“

Milica Ćeranić weist auf die Tatsache hin, dass das eindringlichste Bild für den Betrachter aus der gradual-pyramidalen Komposition der Struktur liegt, harmonisch von Portalen über Konchen ausgehend, kulminiert sie repräsentativ mit der Kuppel. Auf allen vier Seiten beobachtbar, wobei West-, Süd- und Nordseite identisch sind, ist die Kaskade der Massen am Ostflügel, der Altarseite, am interessantesten und eindringlichsten. Die Apsis ist polygonal, oder vielmehr pentagonal, dabei zeigt sie auf ihrer oberen, flachen Seite fünf kleine Konchen, die mit fünf Konchen auf der unteren Seiten der Ostfassade korrespondieren. Hieraus entwickelt sich ein synchronisierter Effekt in der Entwicklung der Massen, die in ausgefeilten wellenförmigen Strukturen die monolithische, quadratische Form der starren und massiven Wände durchbrechen.

„Sankt Sava kann heute nicht als architektonischer Misserfolg oder als anachronistischer, schwacher Versuch gewertet werden … Das architektonische Kunstwerk beeindruckt mit Monumentalität, Massivität, latenter Hermeneutik, jedoch auch mit Harmonie seiner Massen und der Erhabenheit der komplexen pyramidalen Strukturen, was nicht Misserfolg genannt werden kann“

Für den italienischen Architekten und Architekturkritiker Pier Paolo Tamburelli bietet die „plumpe“ äußere Silhouette der Kirche keinen Vorteil für die Stadtansicht Belgrads, er betont aber, dass die „unförmige Masse von Marmor einen Raum von ungewöhnlicher Schönheit verschleiert“. Die Innenansicht des Beton-Rohbaus bezeichnet er als „unglaublich rein und würdevoll“; des Weiteren stellt er fest, dass Kuppel und vier Halbkuppeln der Konchen eine „einheitliche und trotzdem gut entwickelte Tiefe und einen überraschend kompakten Raum“ bilden. In Bezug auf die Analogie zum klassischen Raumentwurf der Hagia Sophia streicht Tamburelli den eigenen Charakter Sv. Savas heraus, in dem dieser durch „Roh- und Sanftheit“ eines streng symmetrischen Grundrisses und „erstaunliche“ Empfindlichkeit für Licht besticht. Raum- und Lichtwirkung an Wänden und Wölbungen im Dom des Heiligen Sava vergleicht er mit Architekturarbeiten von Rachel Whiteread sowie Licht-Studien Luigi Morettis an Modellen von Barockkirchen Roms. Die eindringliche Raumwirkung und Schönheit führt er nicht auf die Masse an Beton, sondern auf die dieser zugrundeliegende Architektur, die Maße und Beziehungen der einzelnen Formen und Raumteile zueinander und ihre delikate Anordnung zurück. Das Innere der Kirche ist für ihn in seiner Wirkung nicht erhaben, sondern wunderschön, jedoch sei dies weder aus dem Entwurf noch aus den genutzten Baustoffen einfach abzuleiten oder weiter reproduzierbar:

„Man fragt sich, ob es möglich ist, eine geeignete Theorie zu entwickeln, die rück-aneigbare Ressourcen aus dem Bauwerk von Sveti Sava produziert und ob diese immer noch verfügbar sind, ob es erlaubt ist (und ich scherze nicht), schrecklich klassische Layout-Entwürfe zu nutzen, ob eine Chance besteht, ein ebenso sensibles Material und ein ebenso tolerantes gegenüber seinen ungeschickten Handwerkern zu finden. Was für eine Architekturtheorie würde solch eine Architektur benötigen, wenn solch ein Bauwerk entstehen sollte.“

## Historische Einordnung
Die Architektur des Doms ist den neobyzantinischen Strömungen verpflichtet, die in der Zwischenkriegszeit die Kirchenarchitektur Serbiens bestimmten. Der Entwurf Bogdan Nestorovićs und Aleksandar Derokos gehörte zwischen 1926 und 1935 zu den meistdiskutierten Themen in der Architektur- und Kunstszene Jugoslawiens und war Brennpunkt der stark polarisierten Diskussionen von Befürwortern moderner und traditioneller Kunstrichtungen. Als hochsymbolisches nationales Projekt, das anfangs zumindest auch deklarativ den gesamtjugoslawischen Staat repräsentieren sollte, wird heute in der Krypta der Kirche ein Museum der serbisch-orthodoxen Kirche, eine Erinnerungskapelle an Fürst Lazar und die Grablege der Patriarchen der serbisch-orthodoxen Kirche integriert.
Angesichts der Umwandlung der Hagia Sophia in eine Moschee sprach der serbisch-orthodoxe Patriarch Irenej in einer Stellungnahme vom 13. Juli 2020 von einer historischen Ungerechtigkeit und appellierte an die Türkei, den Status des Gebäudes beizubehalten. Angesichts der erfolgten Umwandlung äußerten sowohl Irenej als auch der Präsident von Serbien, Aleksandar Vučić, am 20. August 2020 den Wunsch, dass die voraussichtlich im Oktober 2020 in Beisein von Wladimir Putin stattfindende Einweihung im der Hagia Sopha nachempfundenen Dom des Heiligen Sava eine „Neue Hagia Sophia“ darstellen werde. Vučić sagte dazu: „In einer speziellen und indirekten Weise ist der Dom des Heiligen Sava ein Ersatz der Hagia Sophia, er wird mit der Muttergottes über dem Altar, die praktisch eine identische Kopie im Mosaik in der Hagia Sopha ist, wie seine Heiligkeit Irenej schon betonte, eine Art Neue Hagia Sophia.“

## Statuen in der Umgebung
Die Statue des hl. Sava, die sich vor dem Dom befindet, ist ein Geschenk der russisch-orthodoxen Kirche. Die Statue des Karađorđe unweit des Doms wurde 1974 aufgestellt.